# 工具の一覧
工具の一覧（こうぐのいちらん）
工具名と工具の画像を対応させた一覧。工具の形状から工具名を知ることができる。また、工具の名前から画像とその工具について詳しく調べる事が出来る。
手動工具の場合、工具に工具名が表示してある場合は、非常にまれとなっている。また、使い込んで古くなったりして、再度購入時に商品名が消えている場合が多い。JIS規格では、工具の「呼び寸法やサイズ」・JISマーク・強度区分文字の表示が指定されている事が多く、工具名の呼称表示についての規定はあまり見かけない。多くの場合は、製造元が個々に決めている管理品番や略称の記号が工具に表示されている。
ブランドマークから製造元を調べ、メーカーや購入した店舗に工具に表示されている品番と思われる記号を問い合わせる事によって、その工具の名前が分かる事がある。電動工具の場合は、本体自体や取付けられた名盤に名前が表示されている場合がほとんどである。これも使用中にラベルが剥がれたり、プリント文字が消えたりして読めなくなる事が多い。

## 工具名称

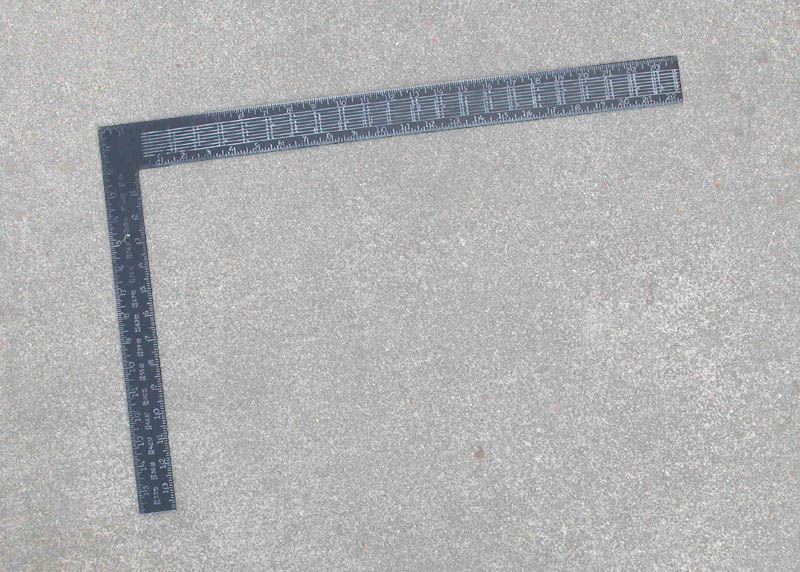
指矩（さしがね）
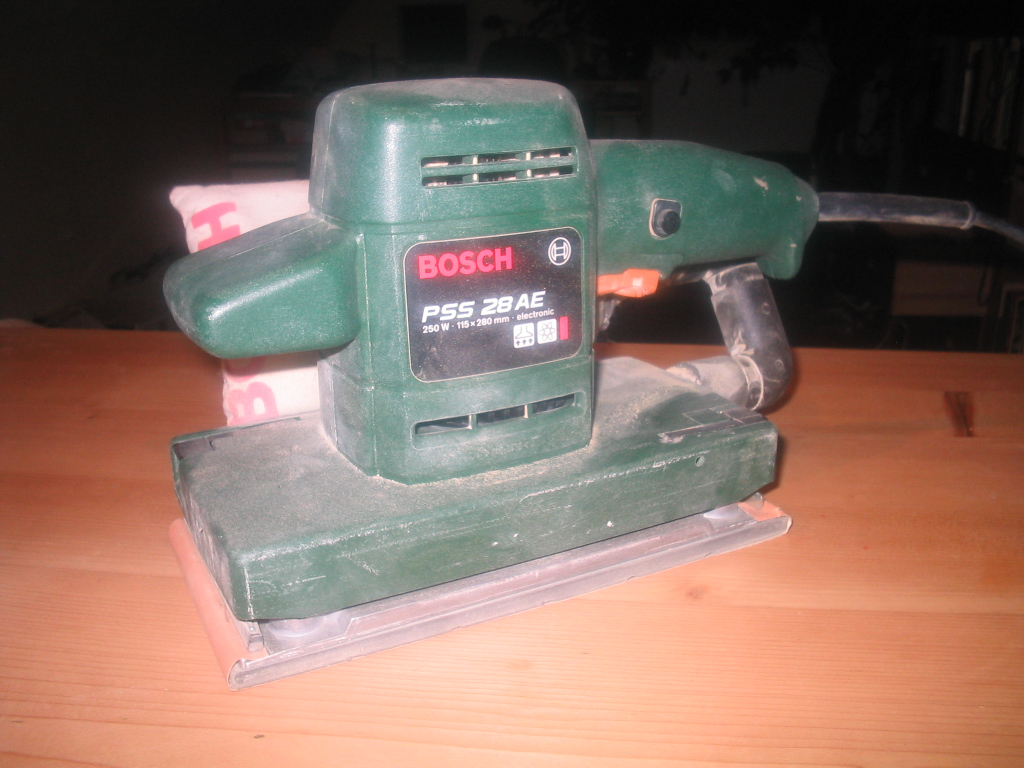
サンダ（オービタル）
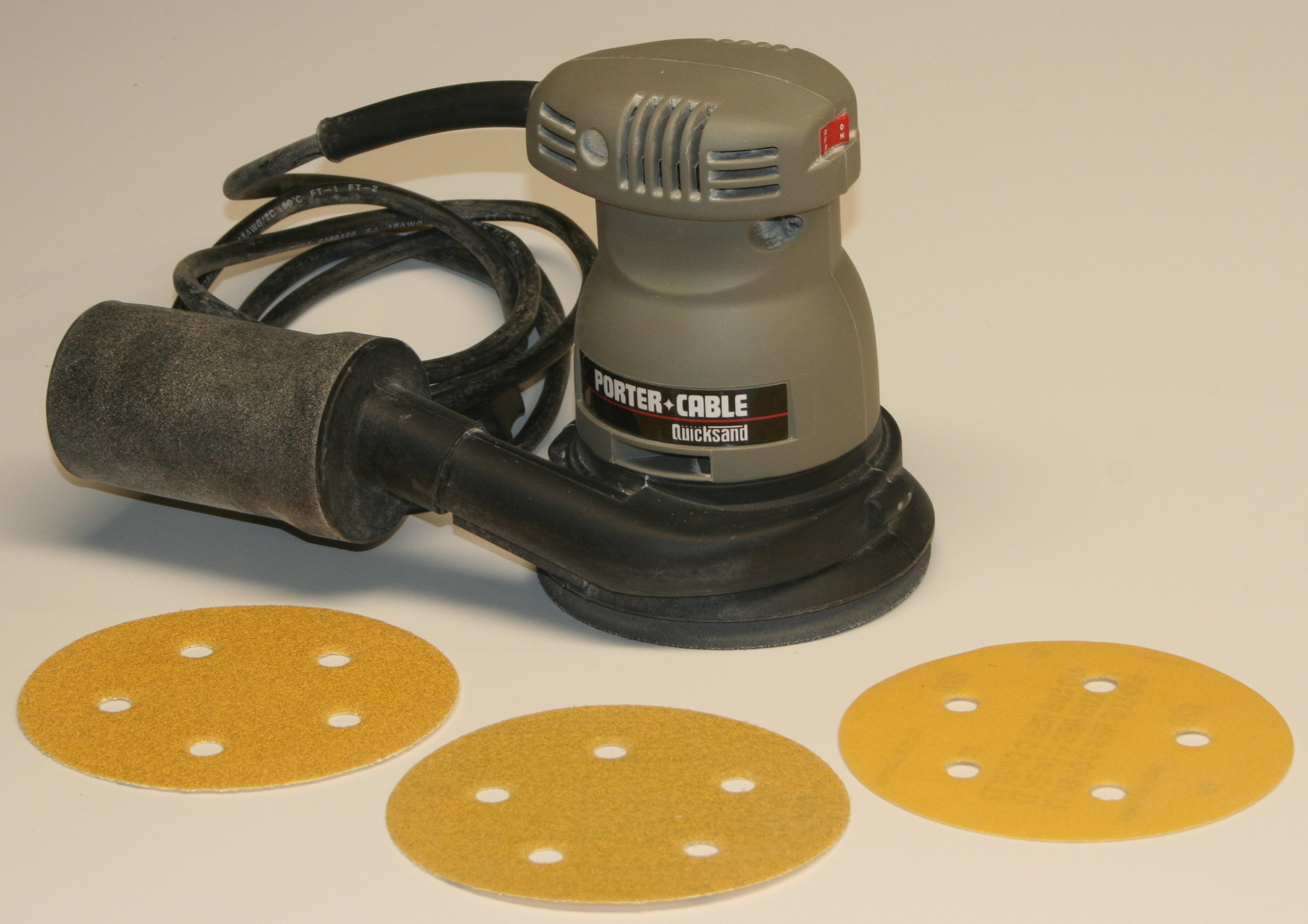
サンダ（ランダム）
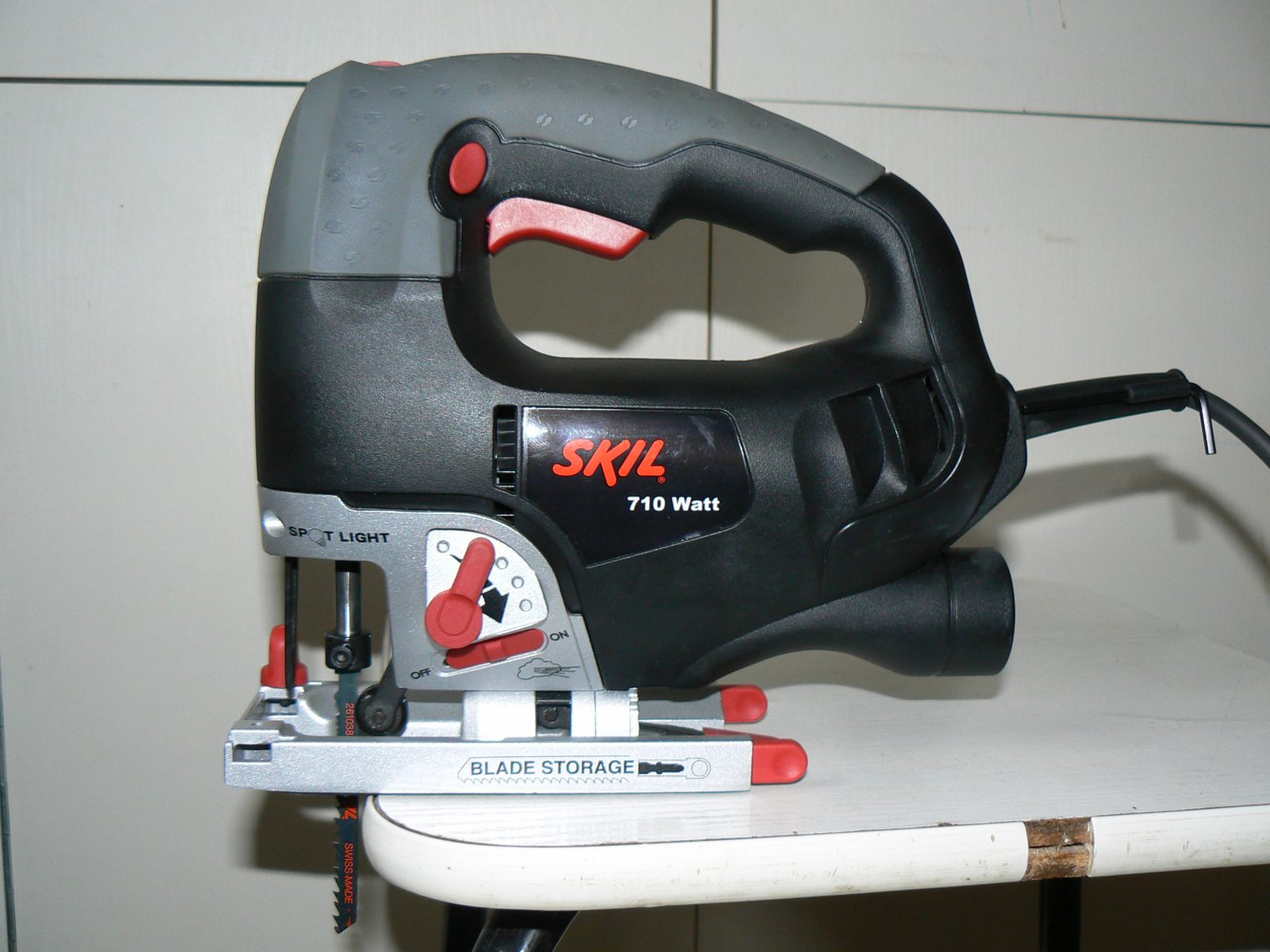
ジグソー
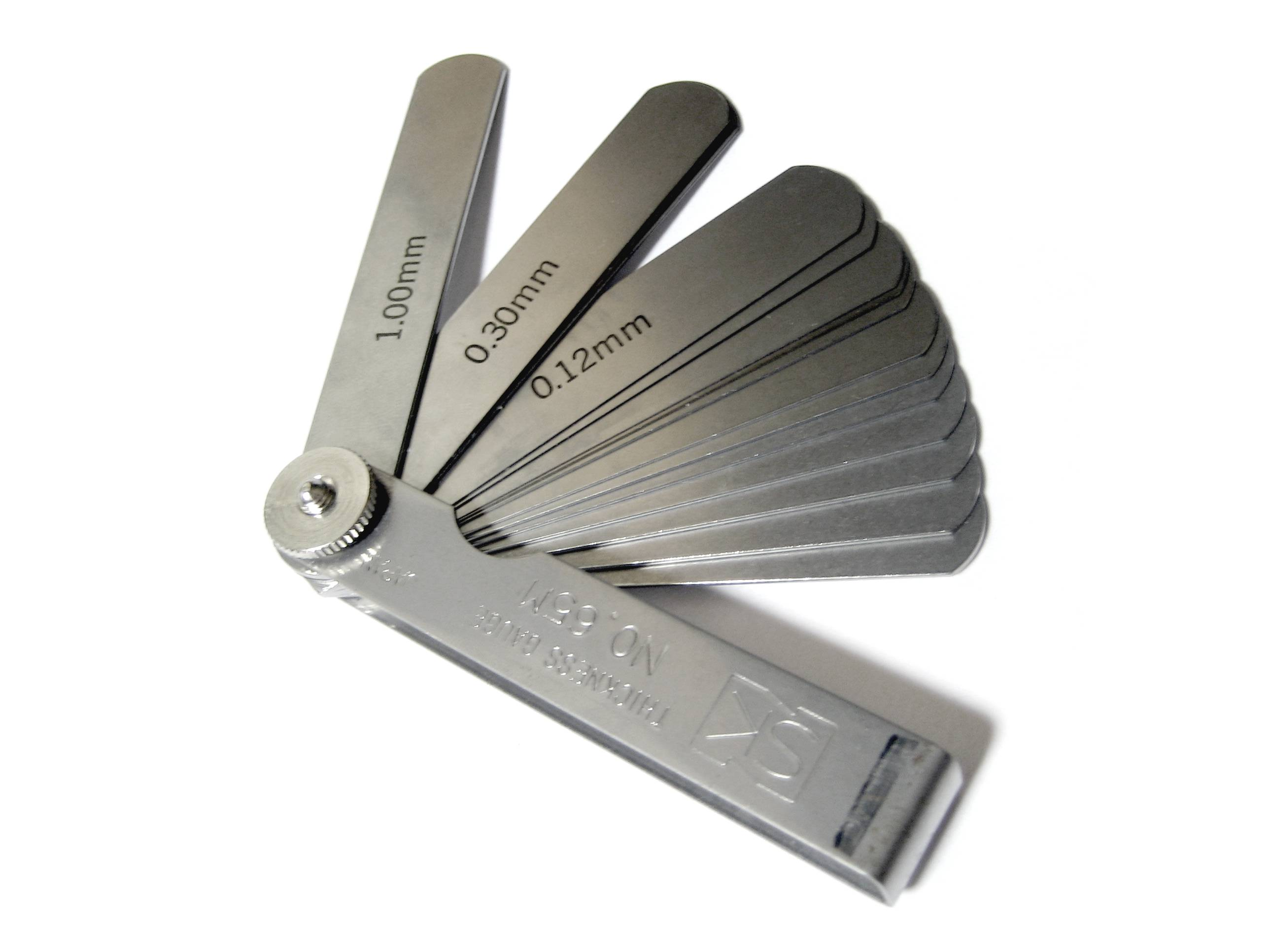
シクネスゲージ
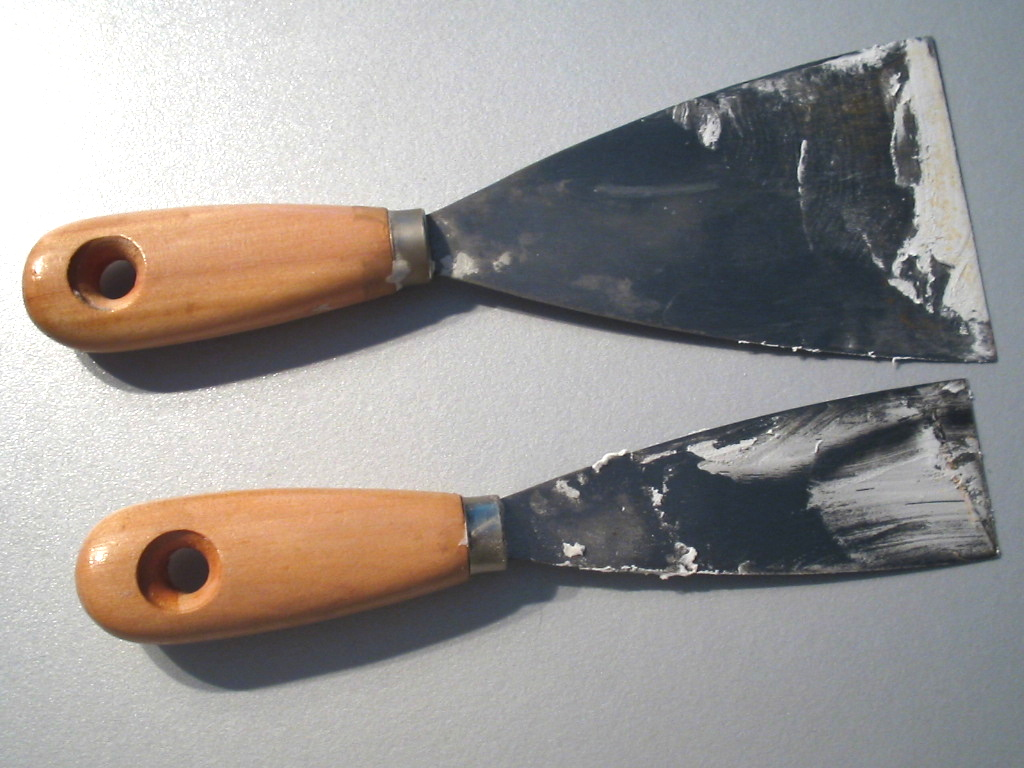
スクレーパ (へら)
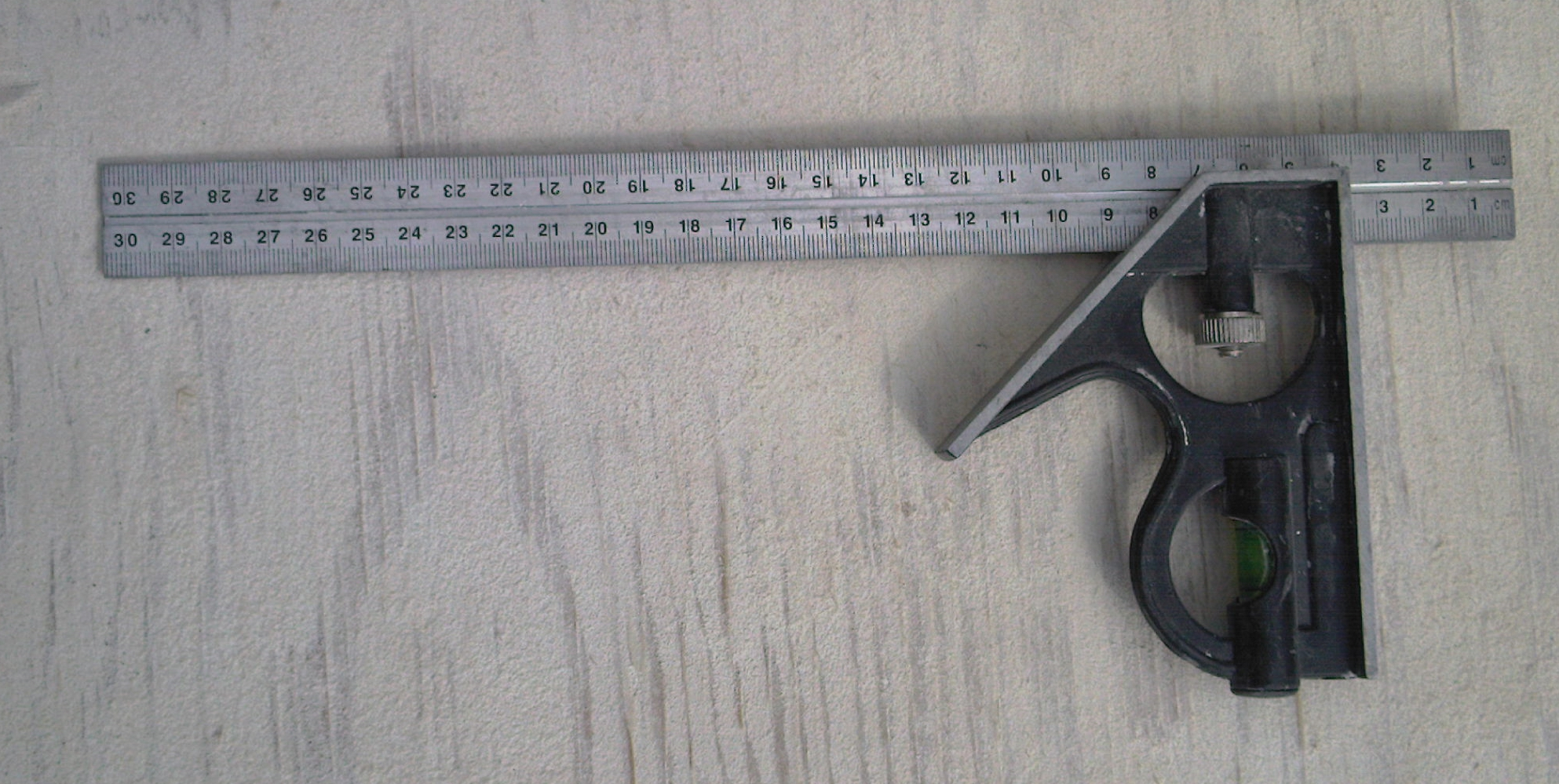
スコヤ
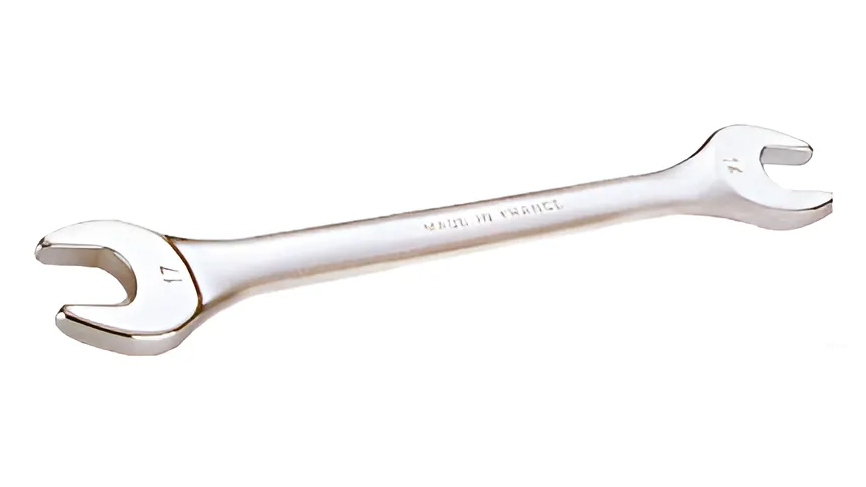
スパナ
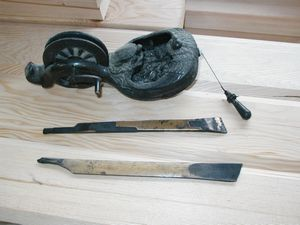
墨壺
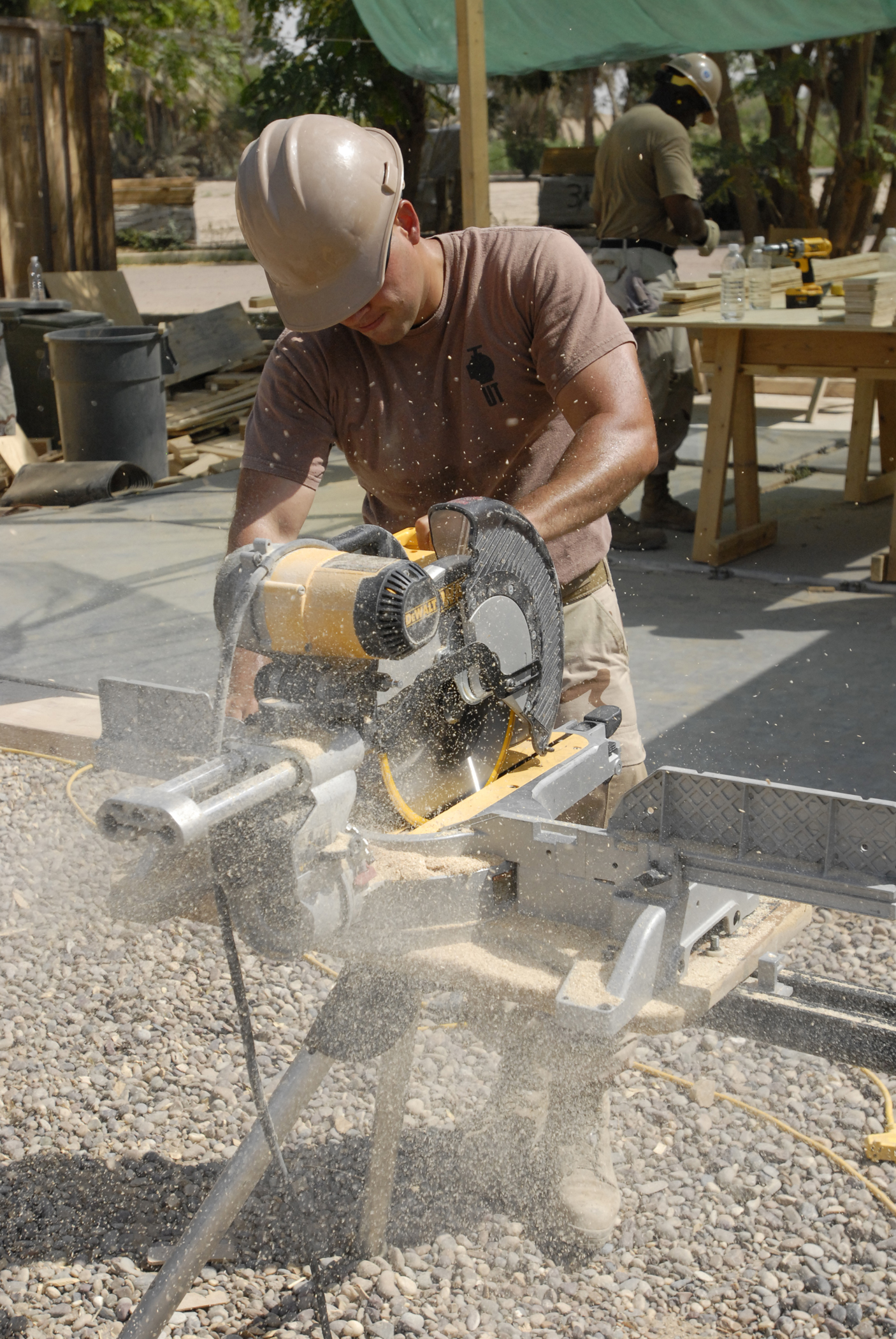
スライド丸のこ
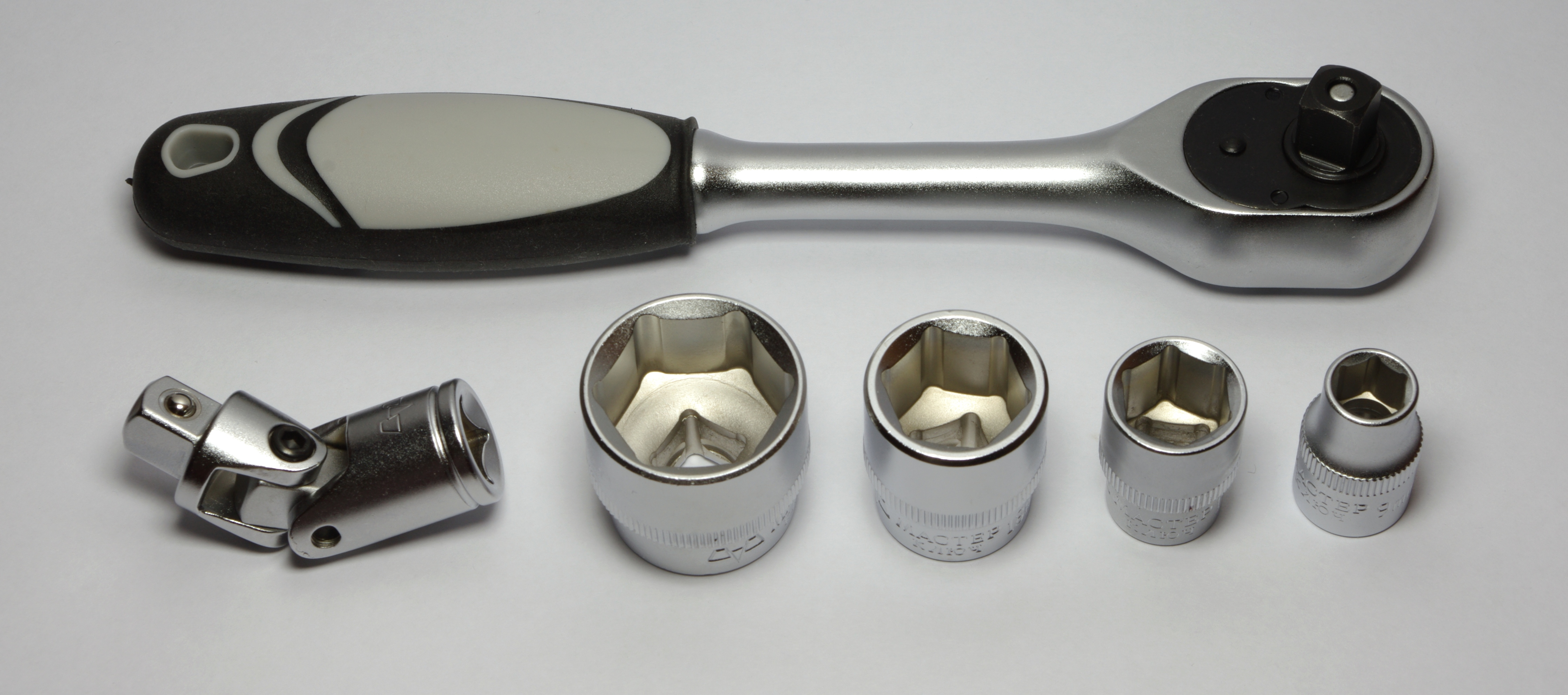
ソケットレンチ

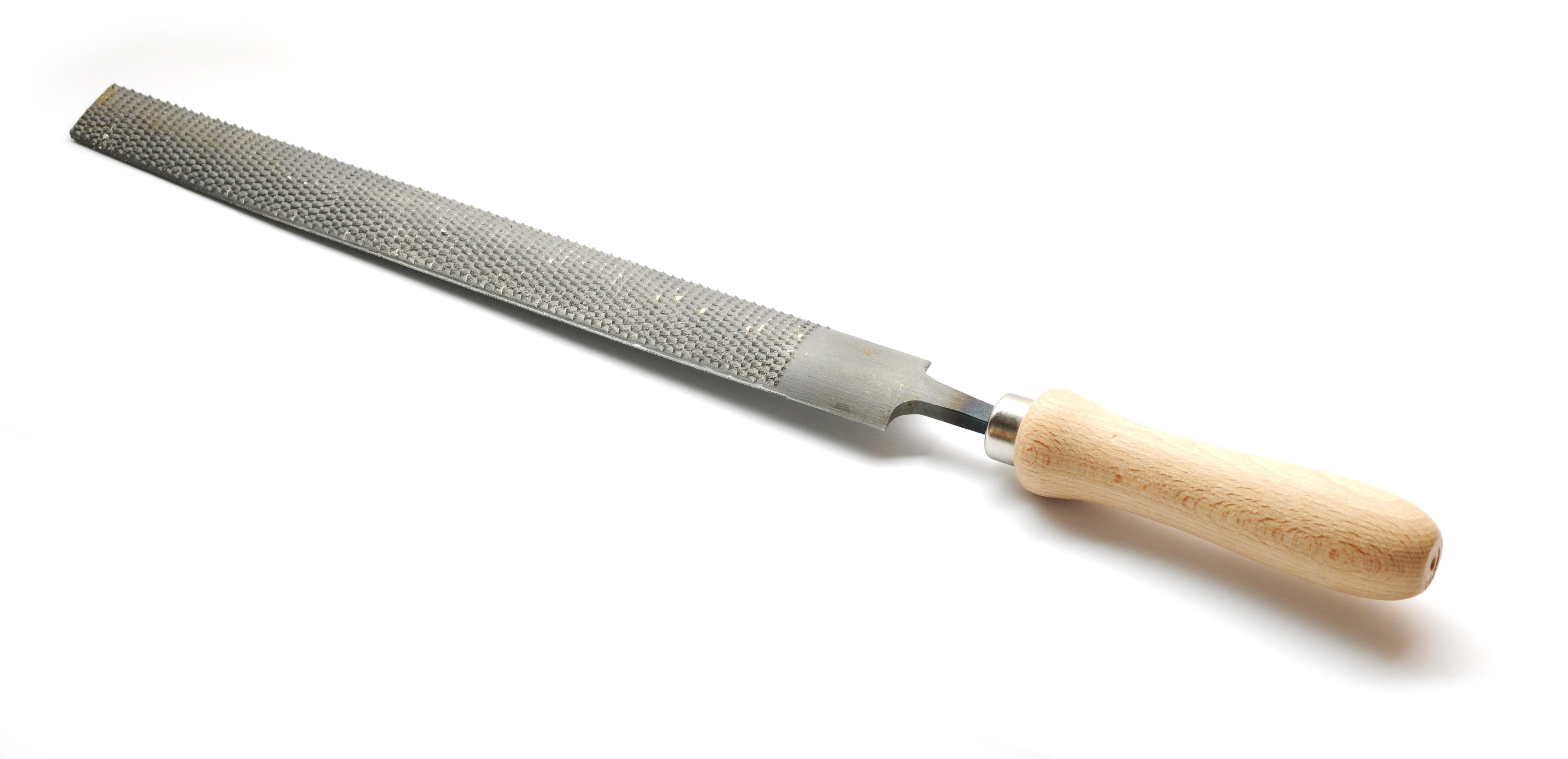
やすり
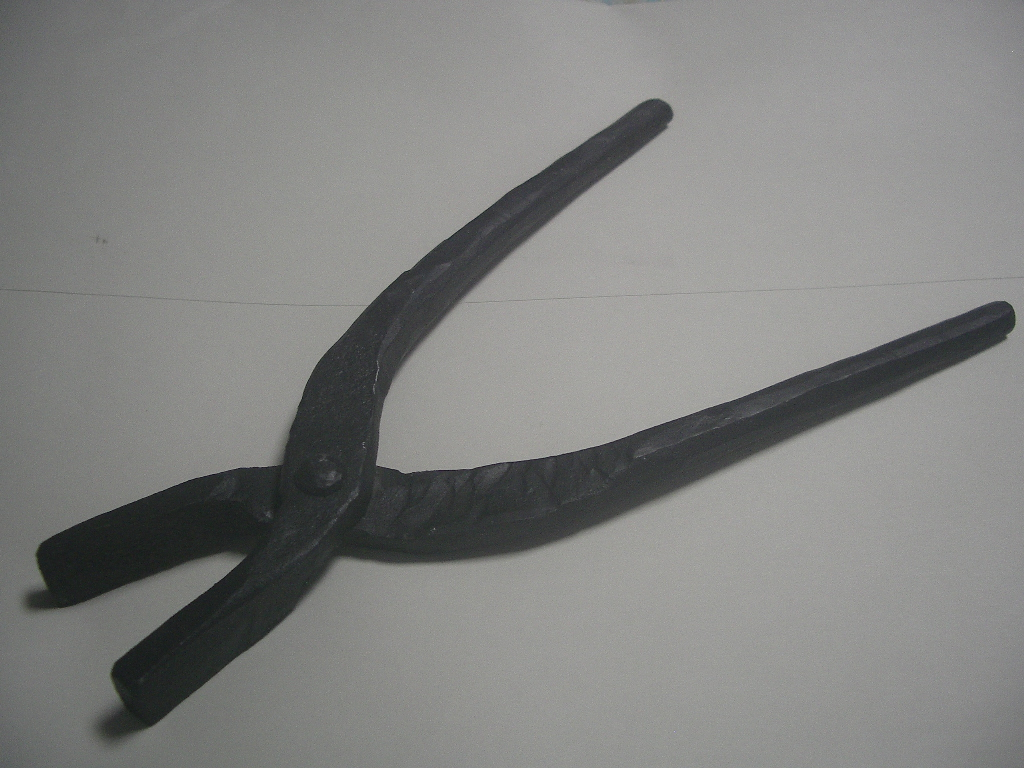
やっとこ

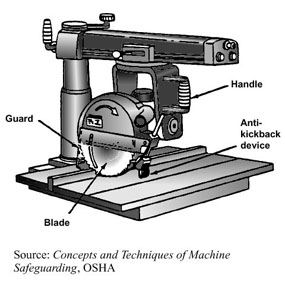
ラジアルアームソー
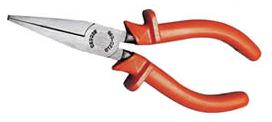
ラジオペンチ
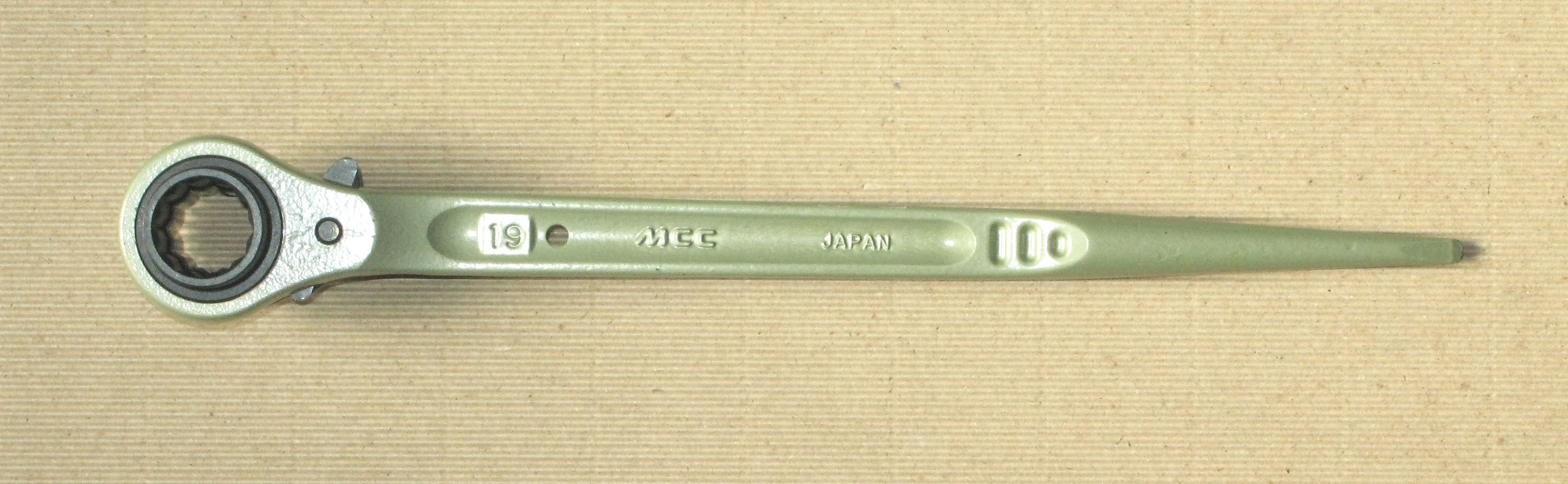
ラチェットレンチ
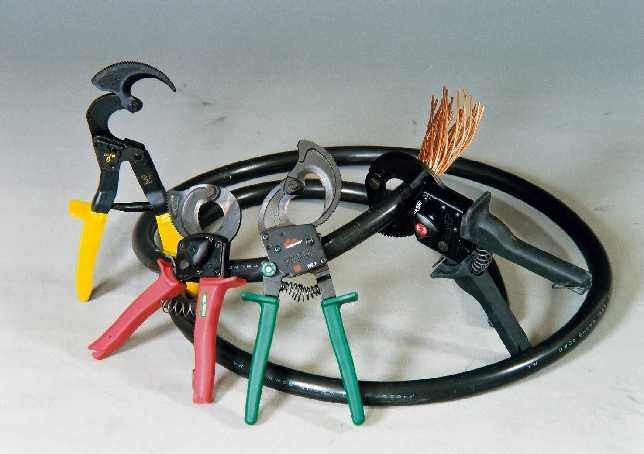
ラチェットケーブルカッタ
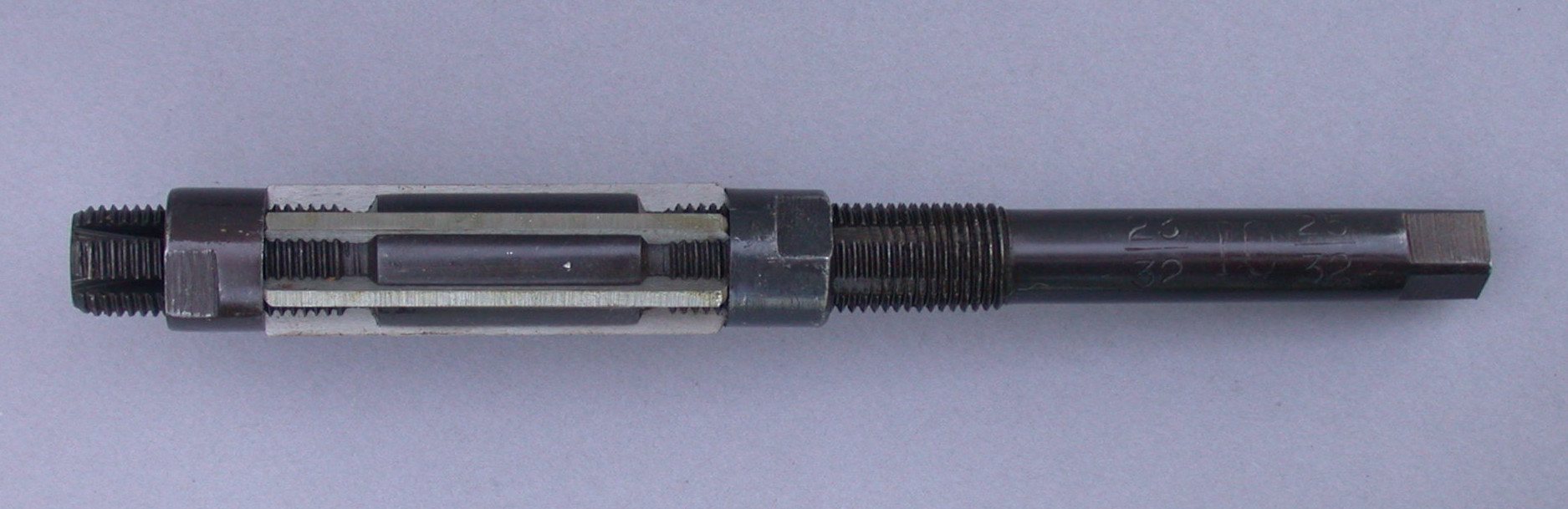
リーマ
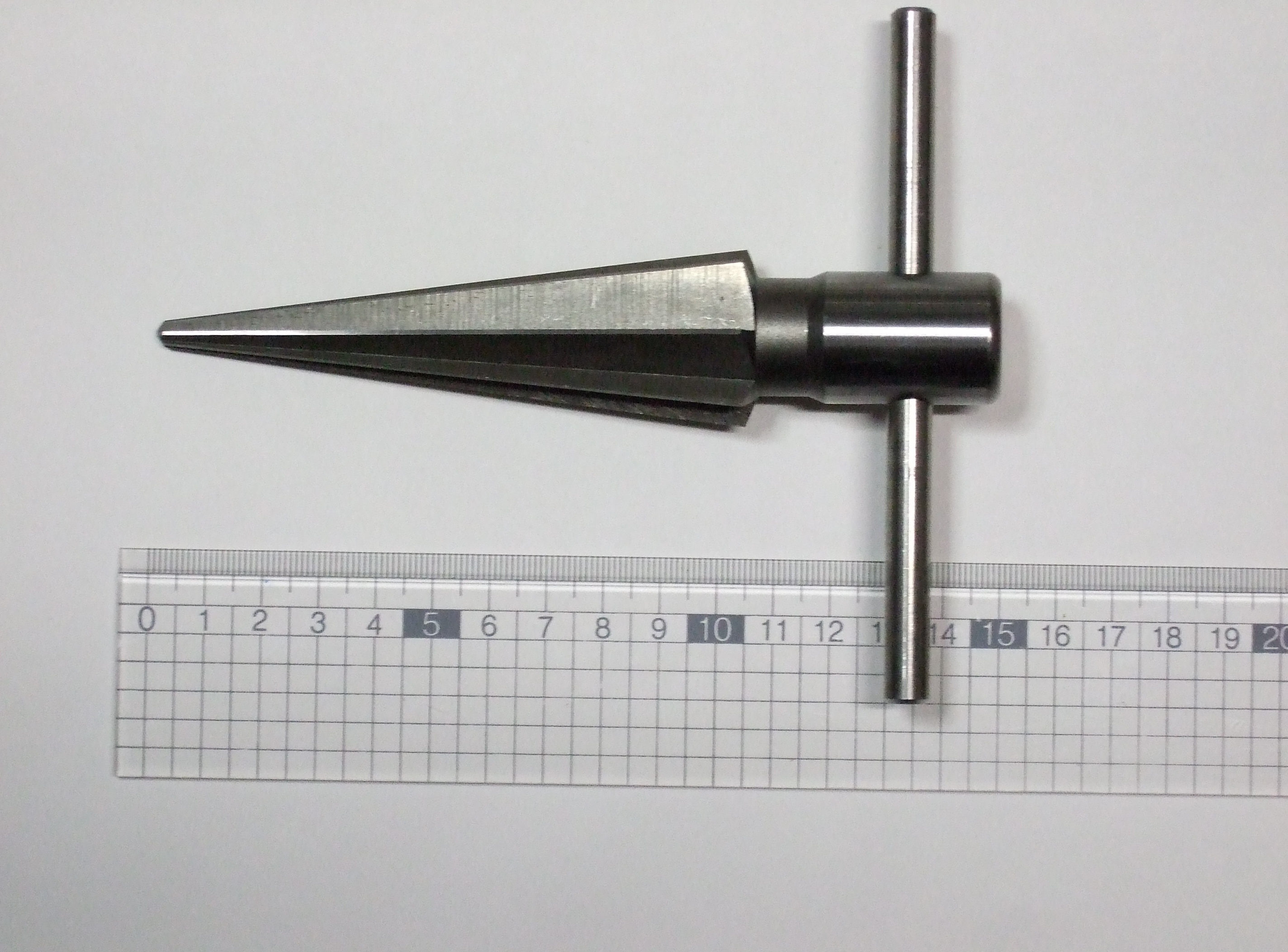
（テーパ）リーマ
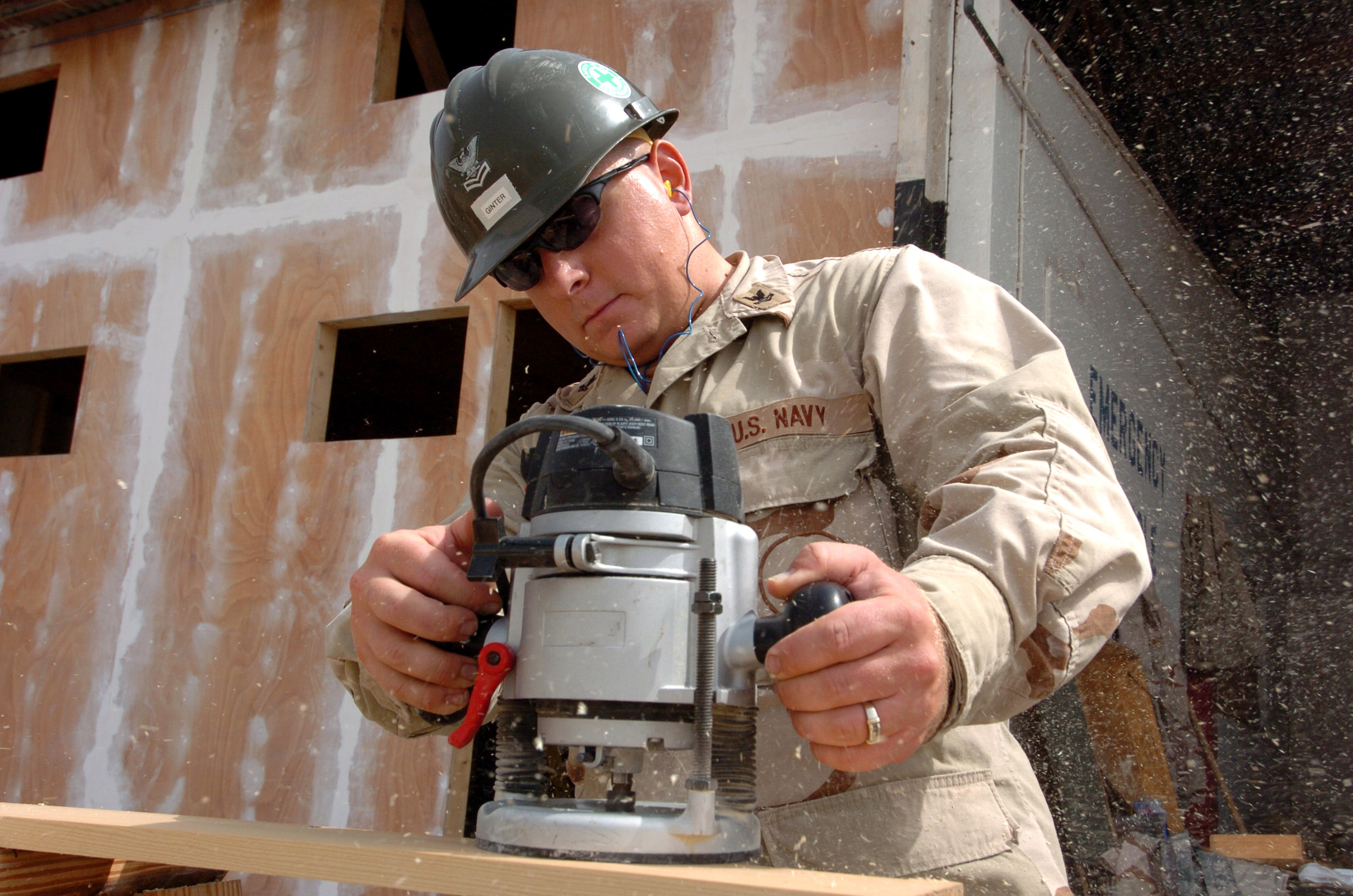
ルータ
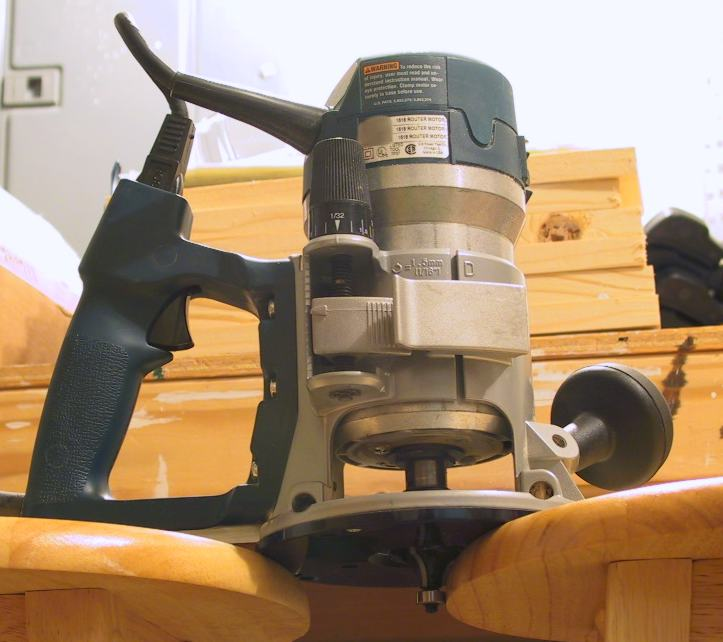
ルータ
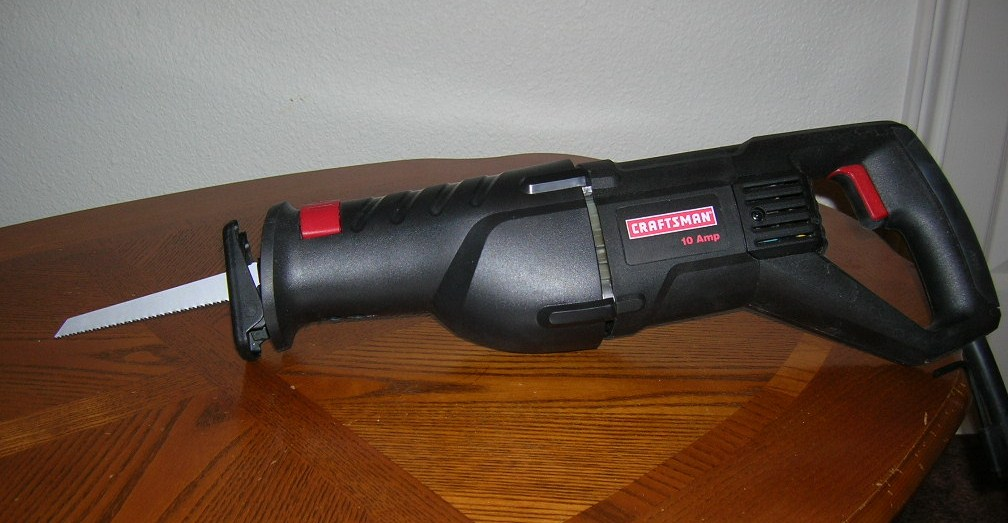
レシプロソー（セーバーソー）
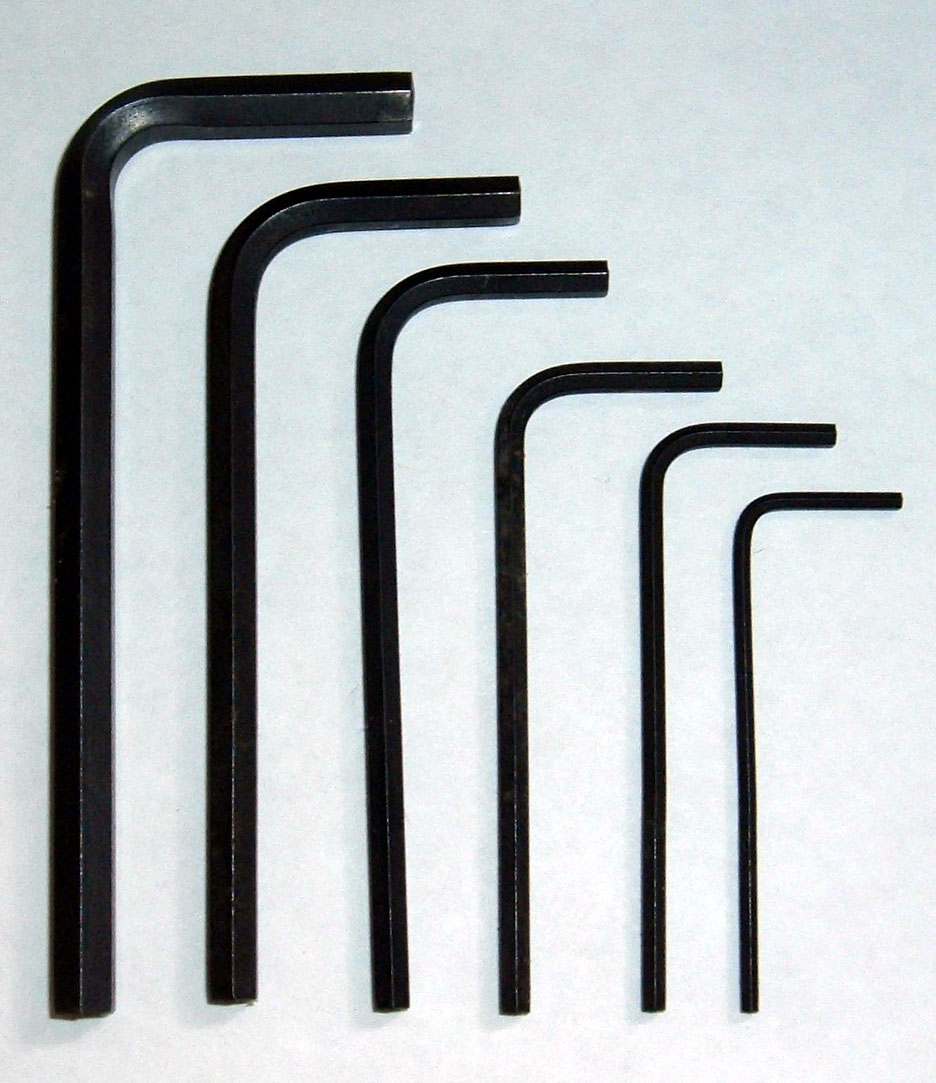
六角棒スパナ
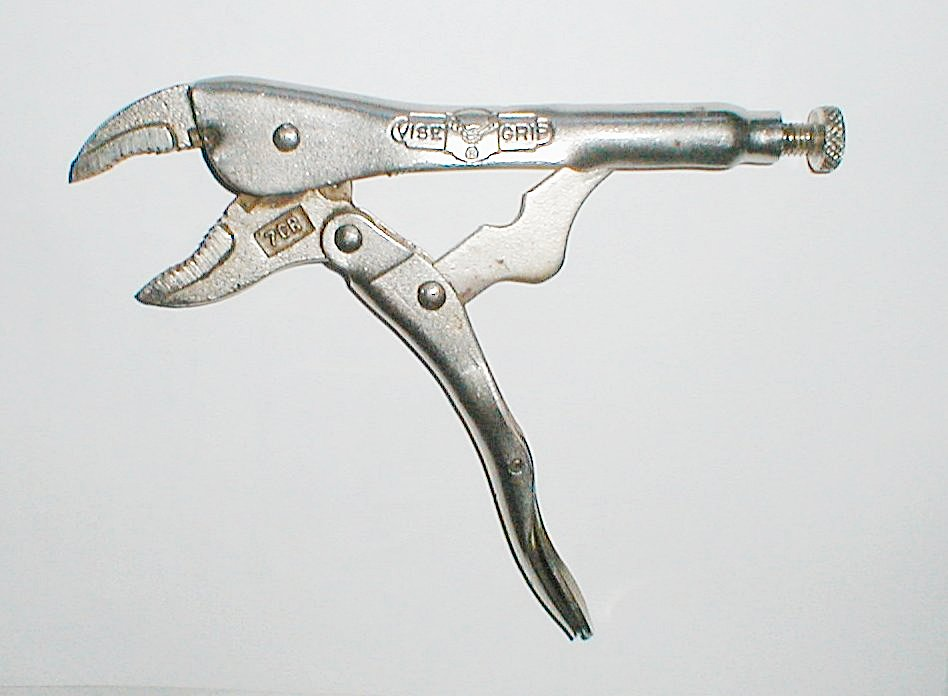
ロッキングプライヤ
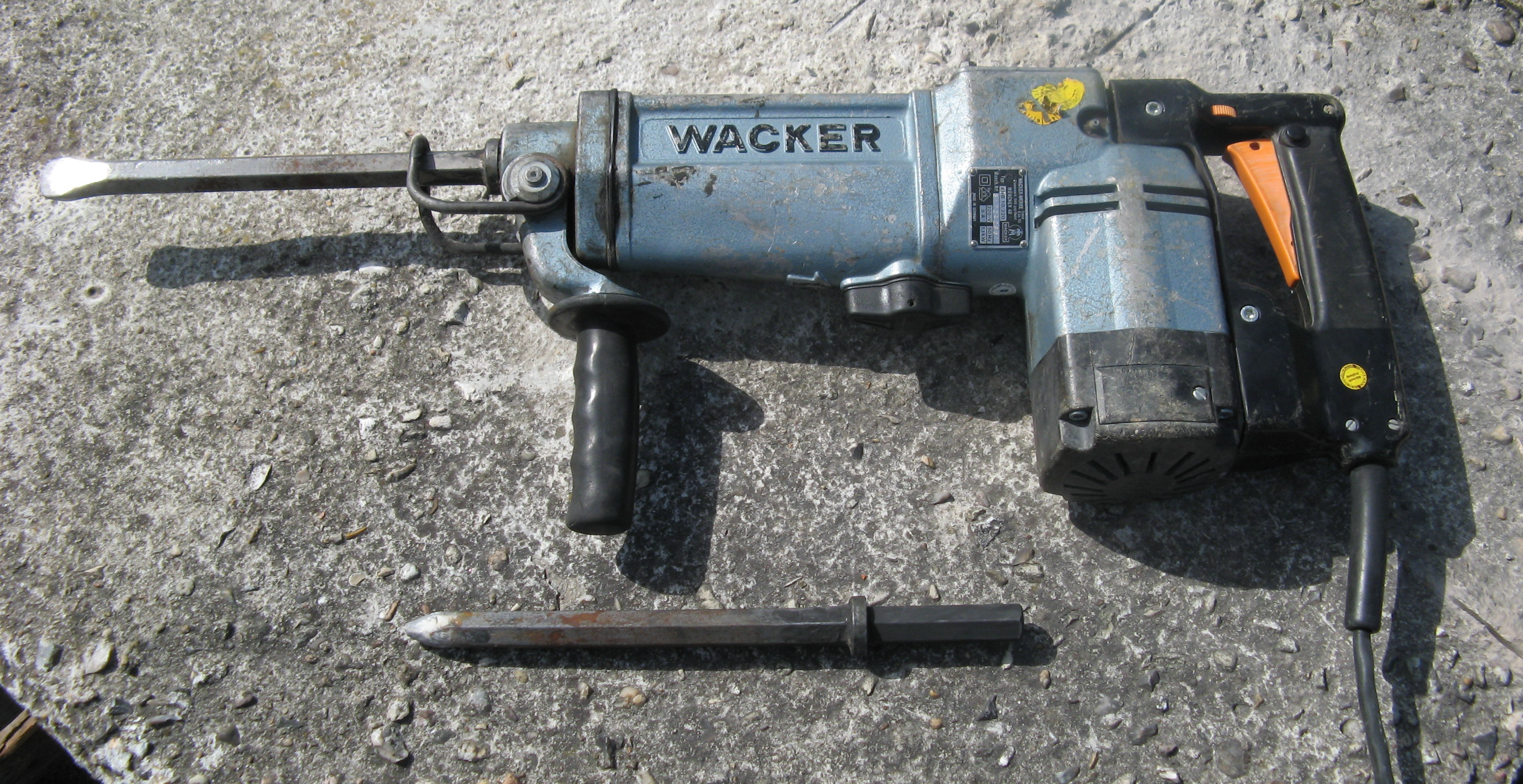
ロータリーハンマ

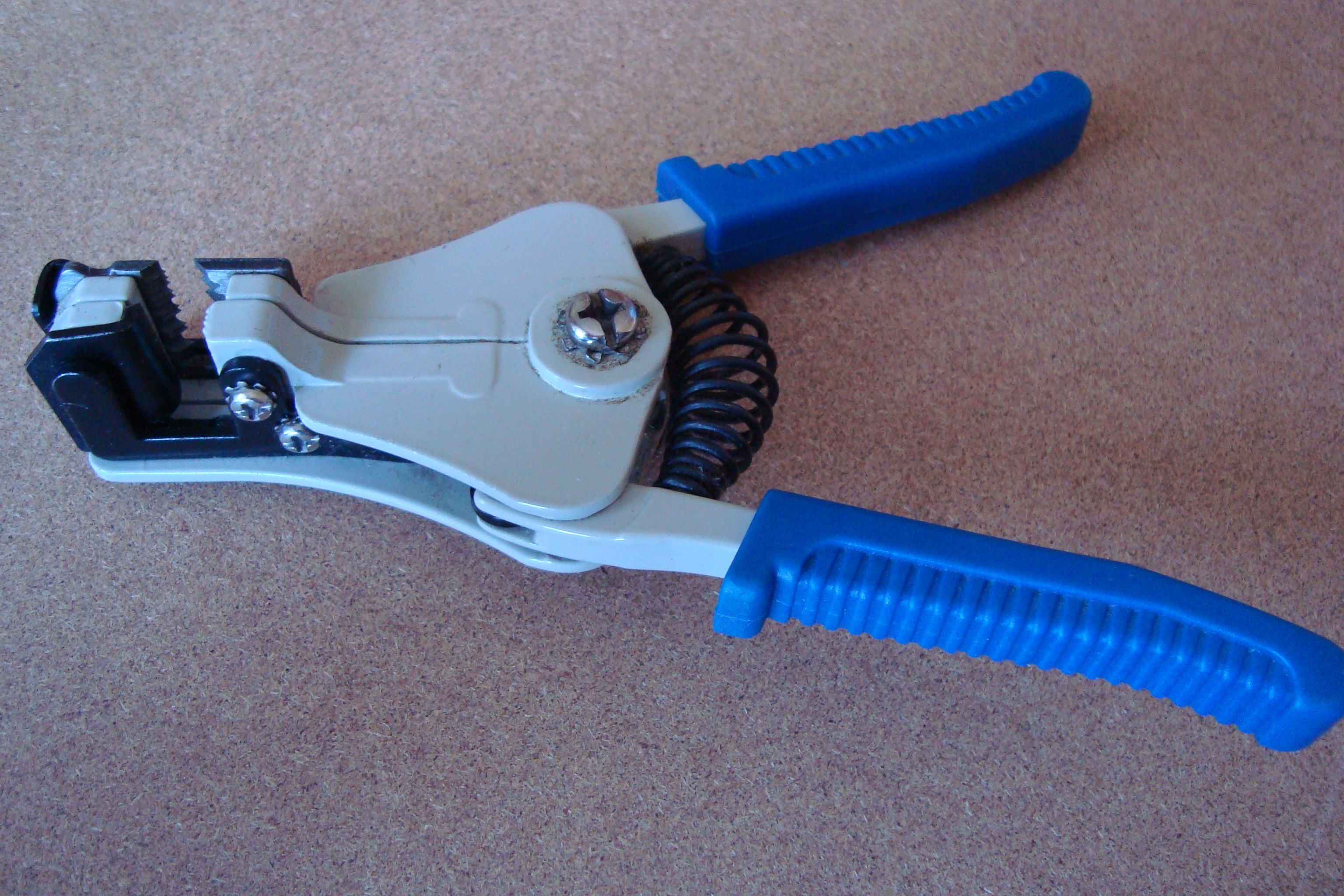
ワイヤーストリッパ
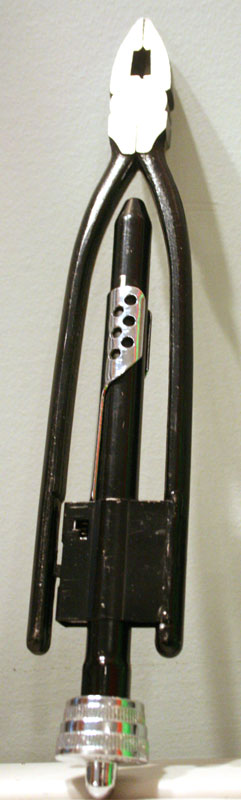
ワイヤーツイスター
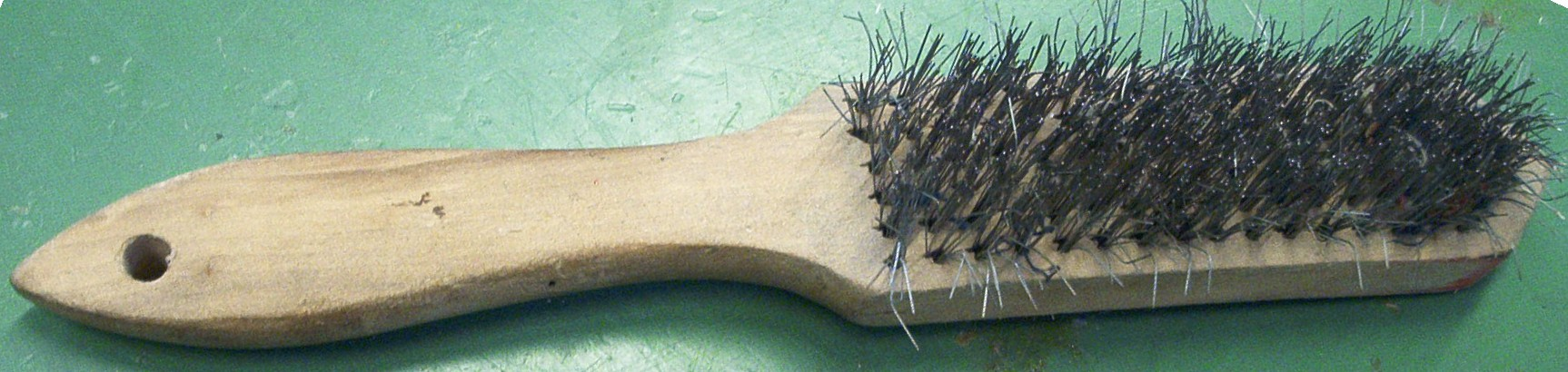
ワイヤーブラシ

（注意）工具名称は、JIS規格名称に準じ、語尾の長音符号(英語のar.er.or)は表示していない。動力工具の名称は、名称頭部の「電動」「電気」「エアー」「油圧」等の動力源を省略された名称となっている物もある。
- あ行

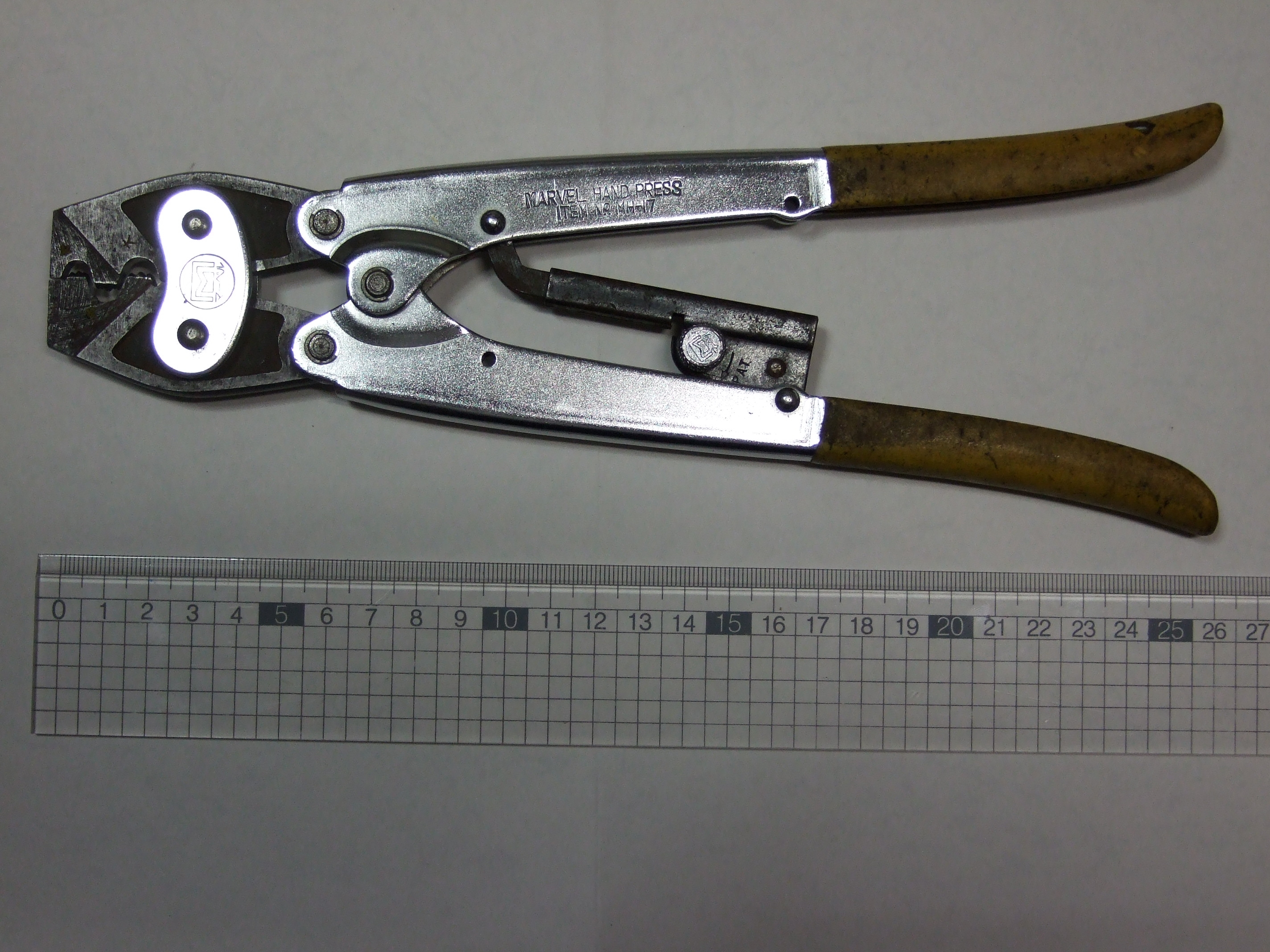
圧着工具
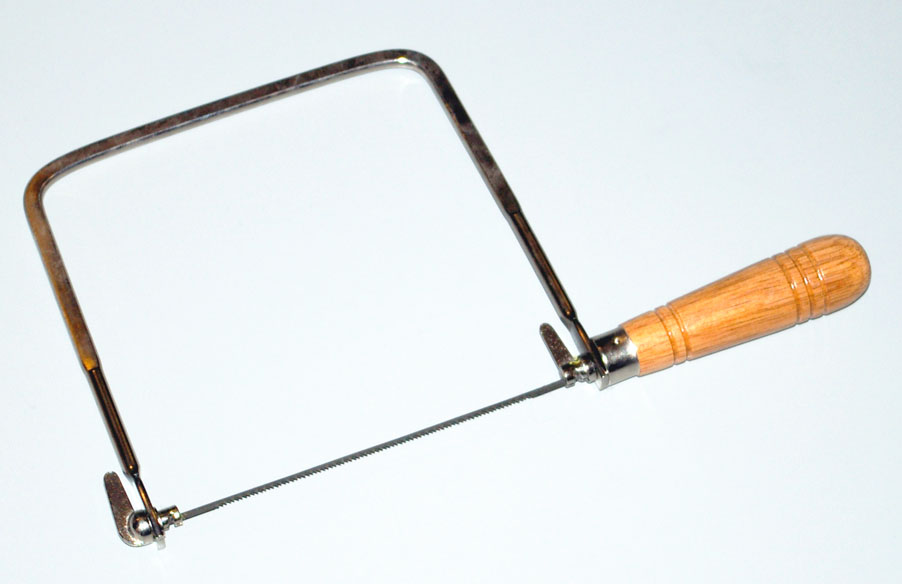
糸鋸
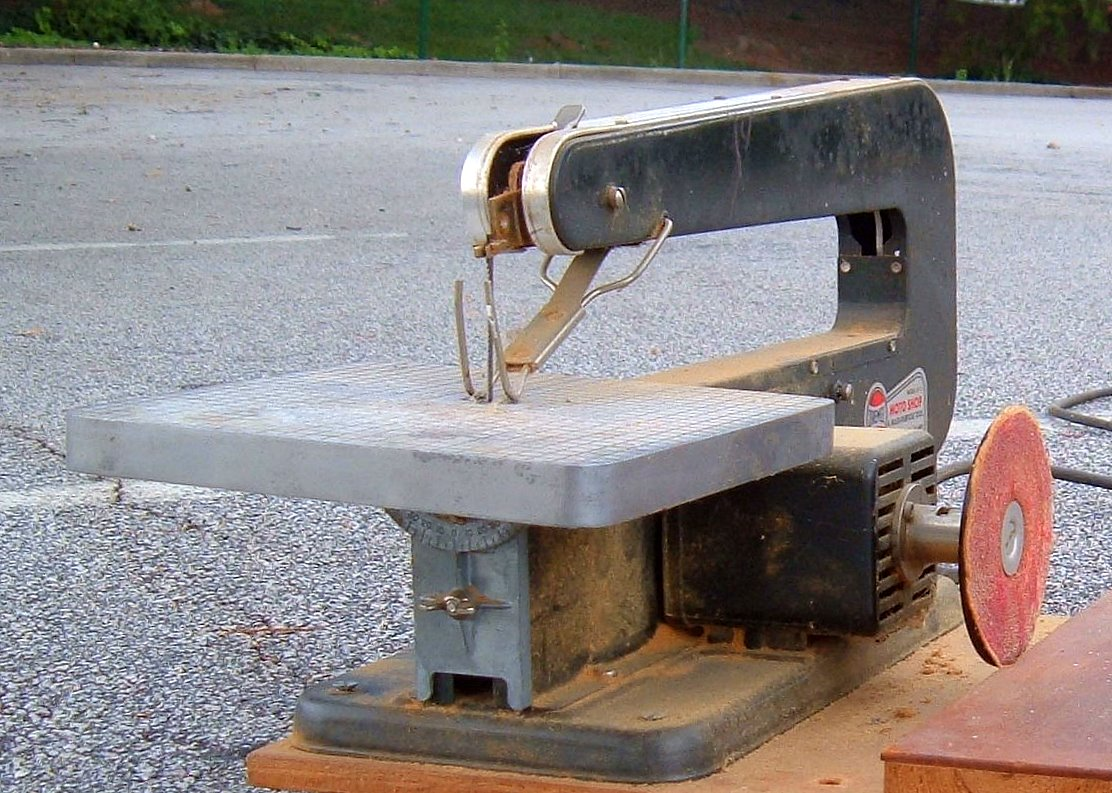
糸のこ盤
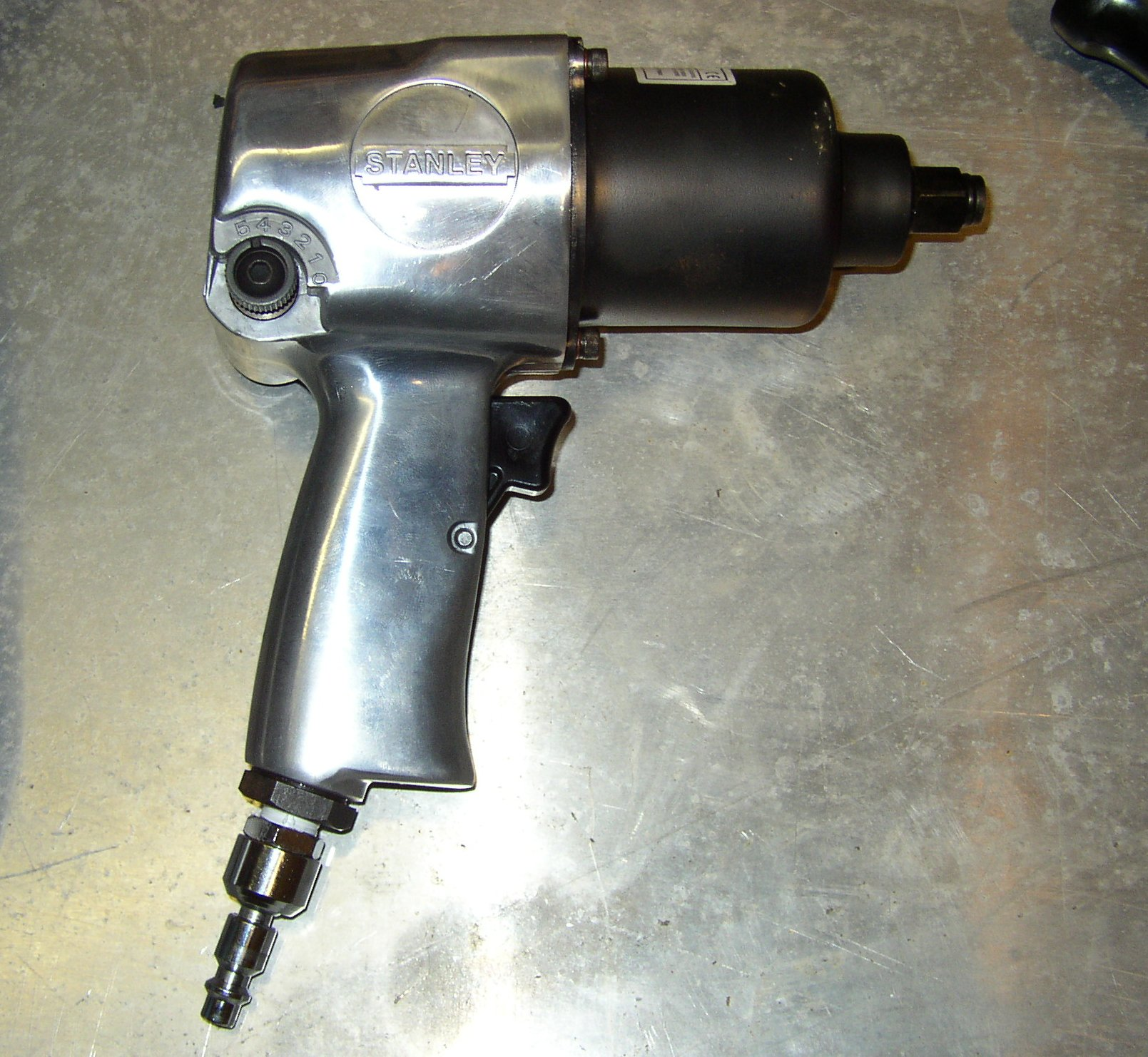
インパクトレンチ
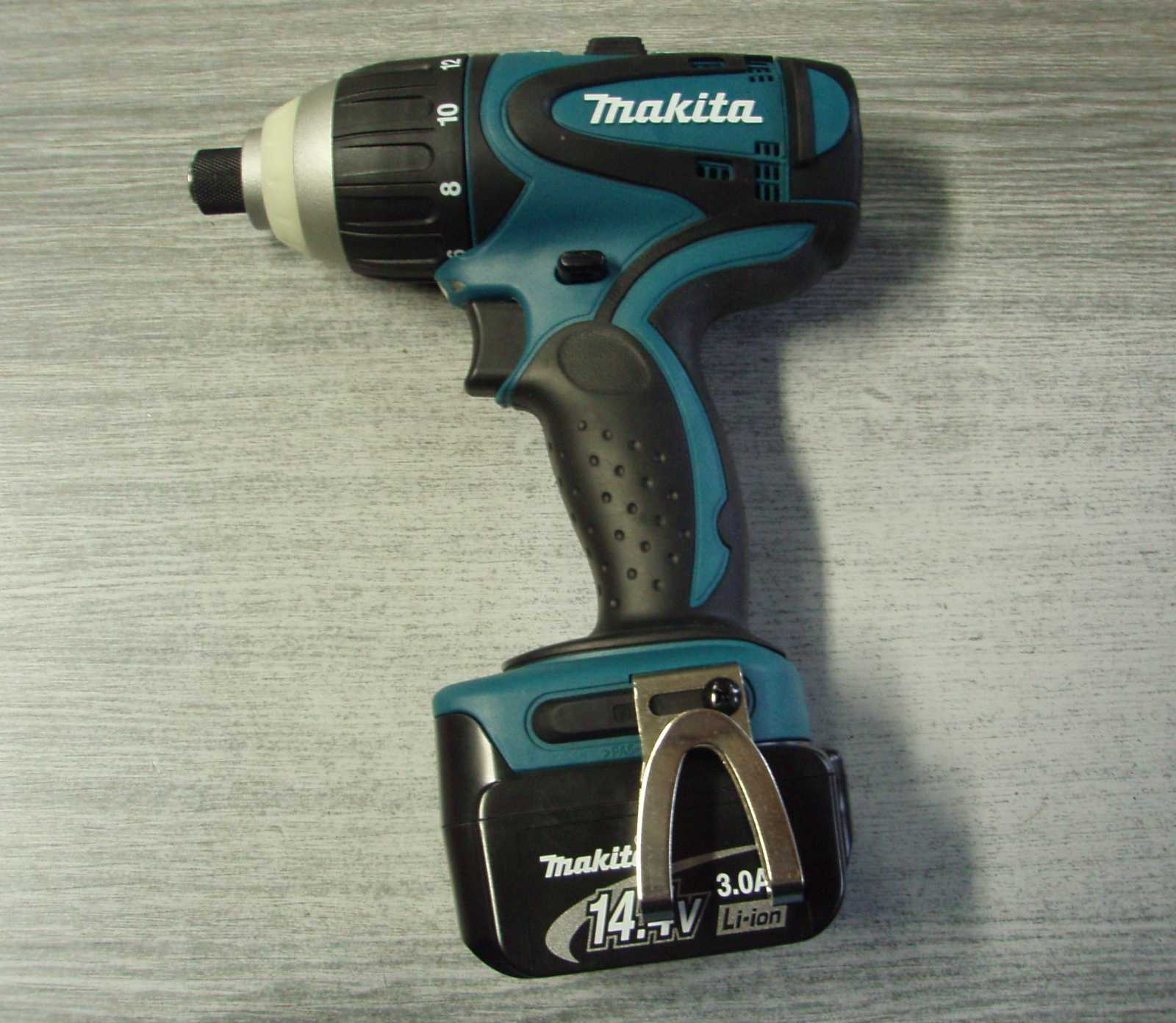
コードレスインパクトドライバ
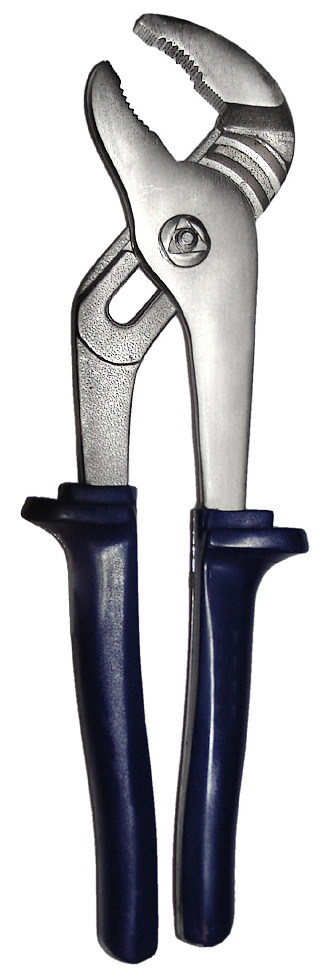
ウォーターポンププライヤ
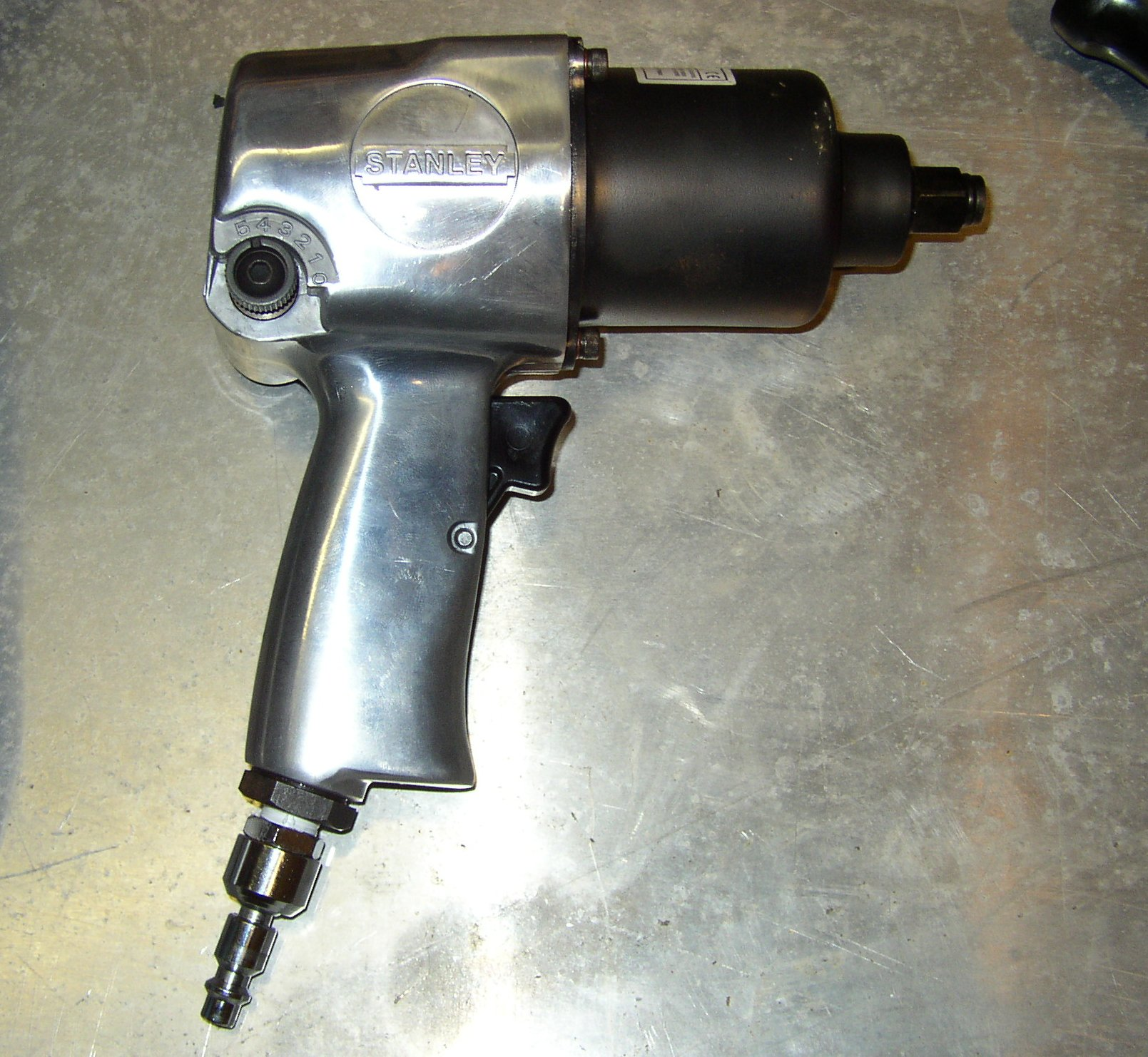
エアインパクトレンチ
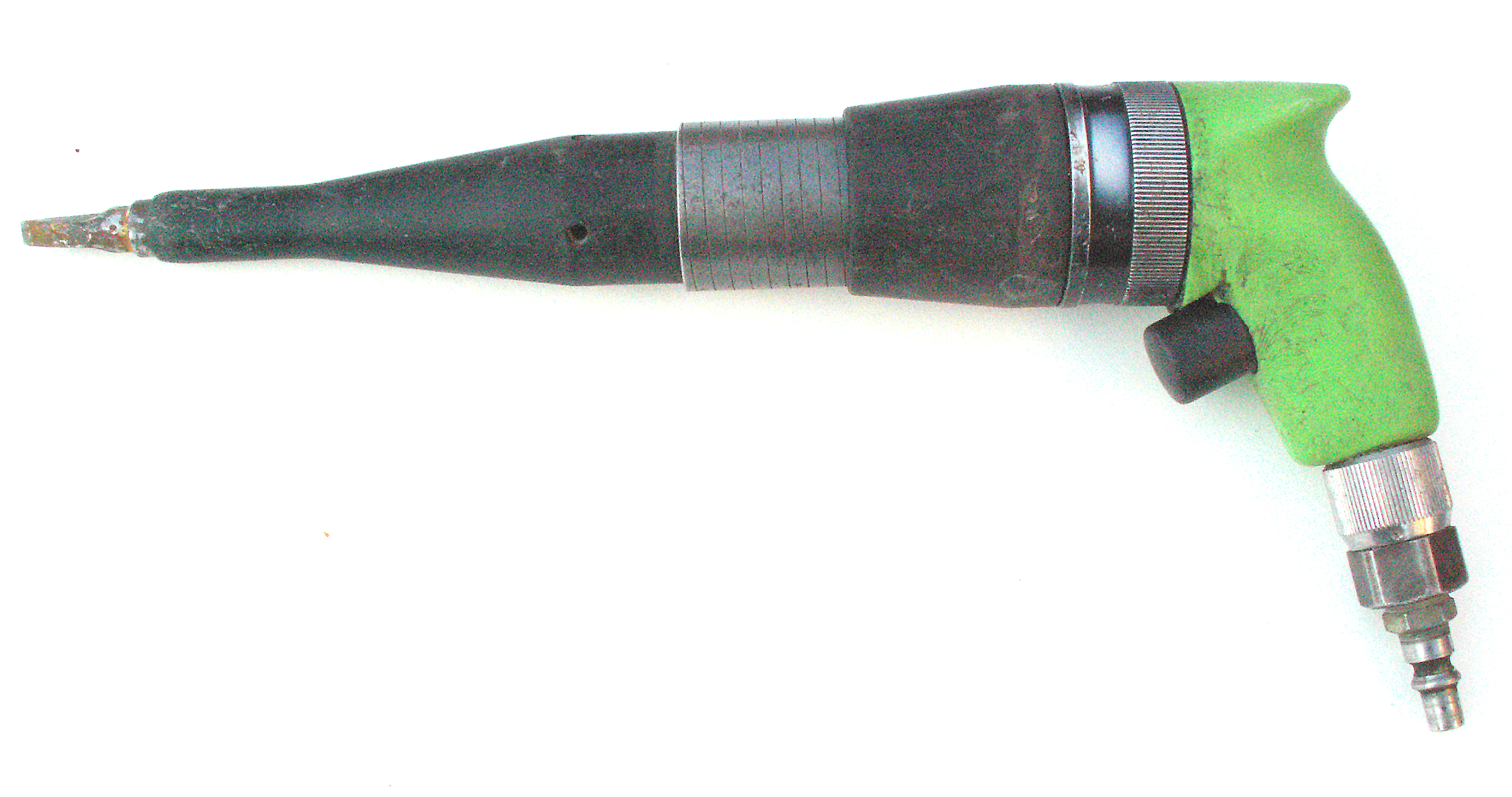
エアハンマ
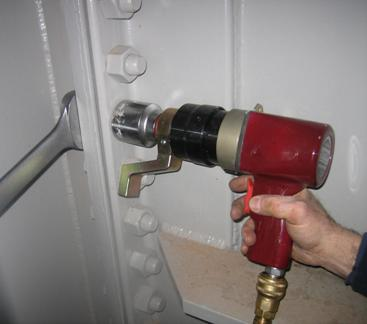
エアナットランナ
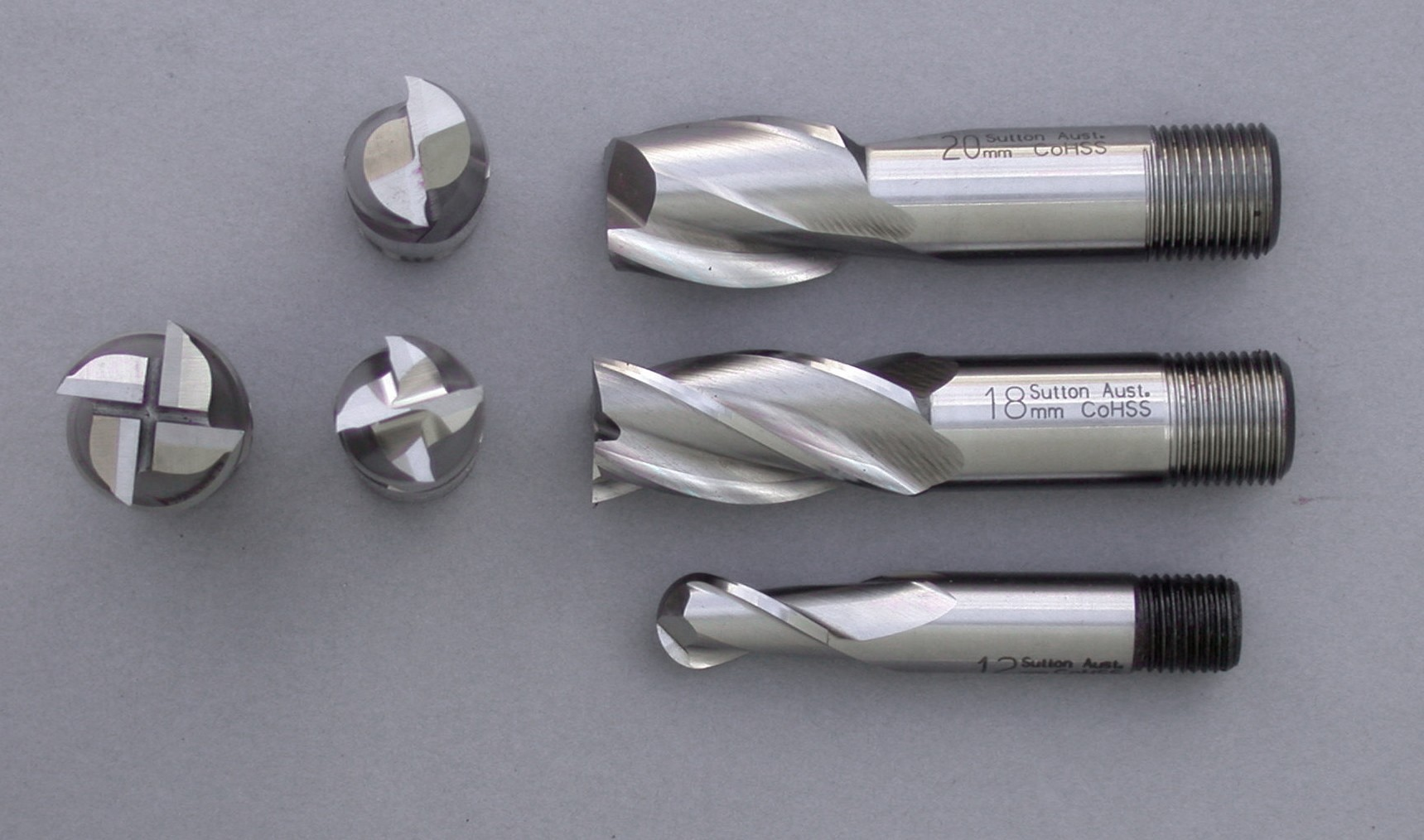
エンドミル
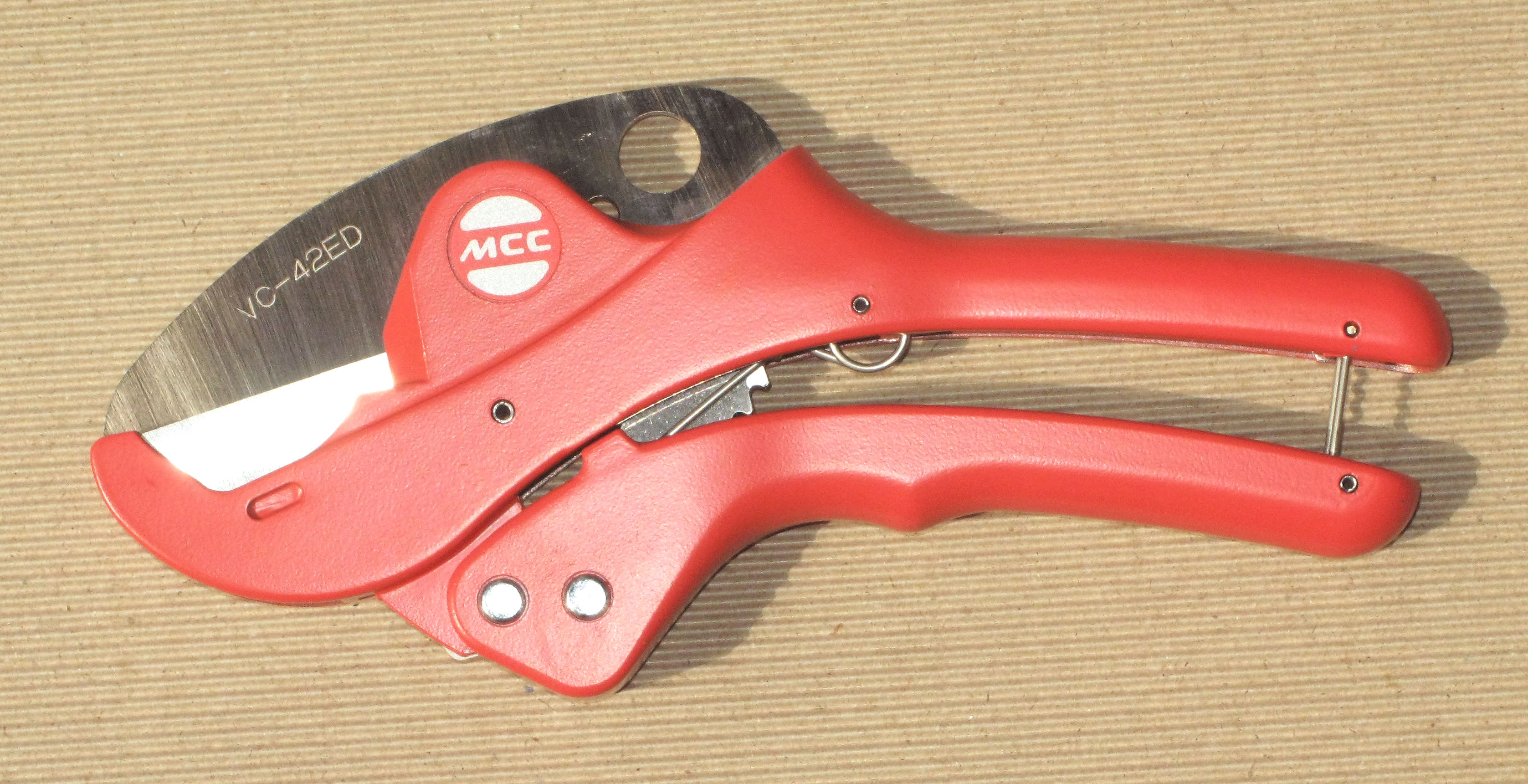
エンビカッタ

- か行

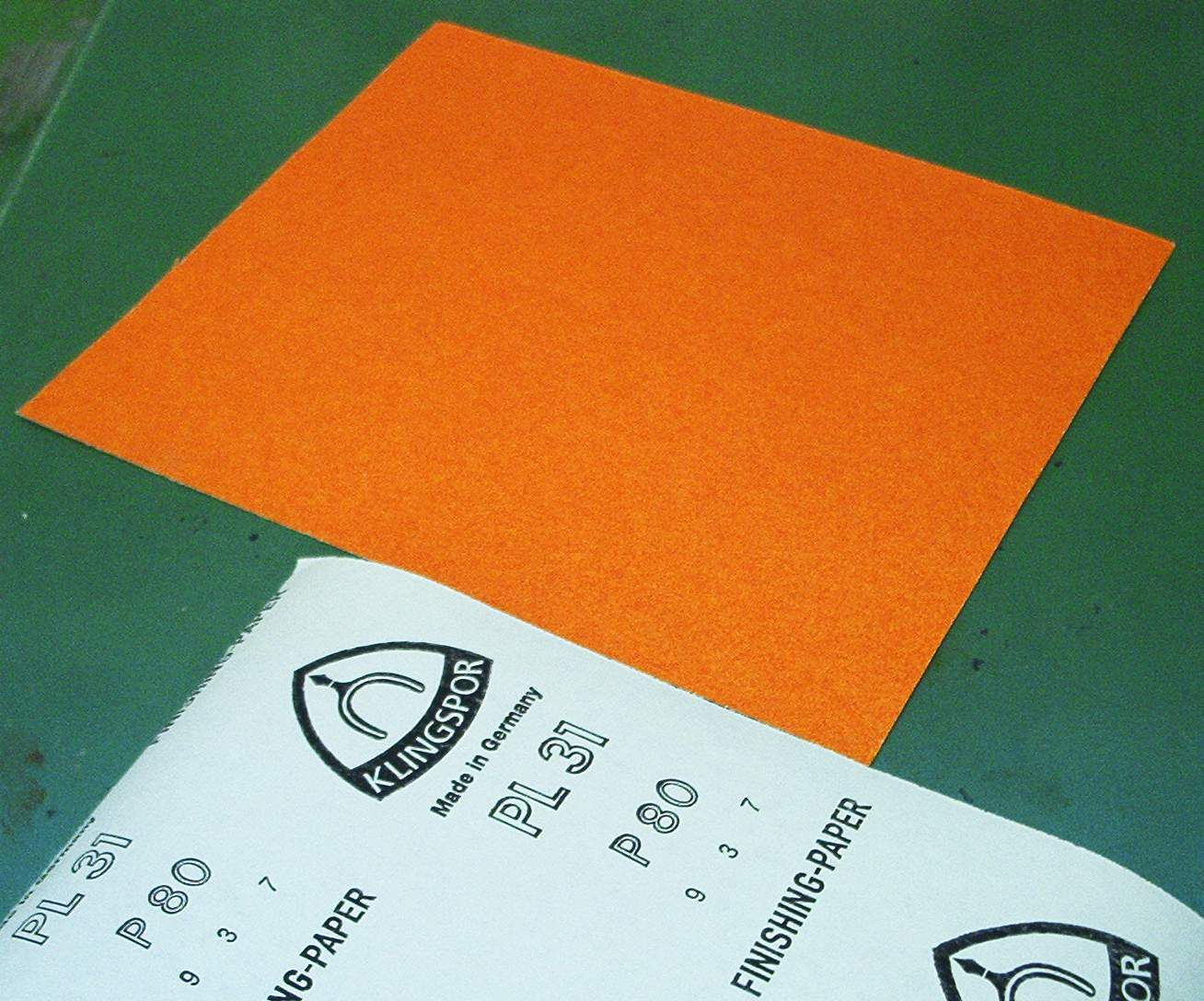
紙やすり
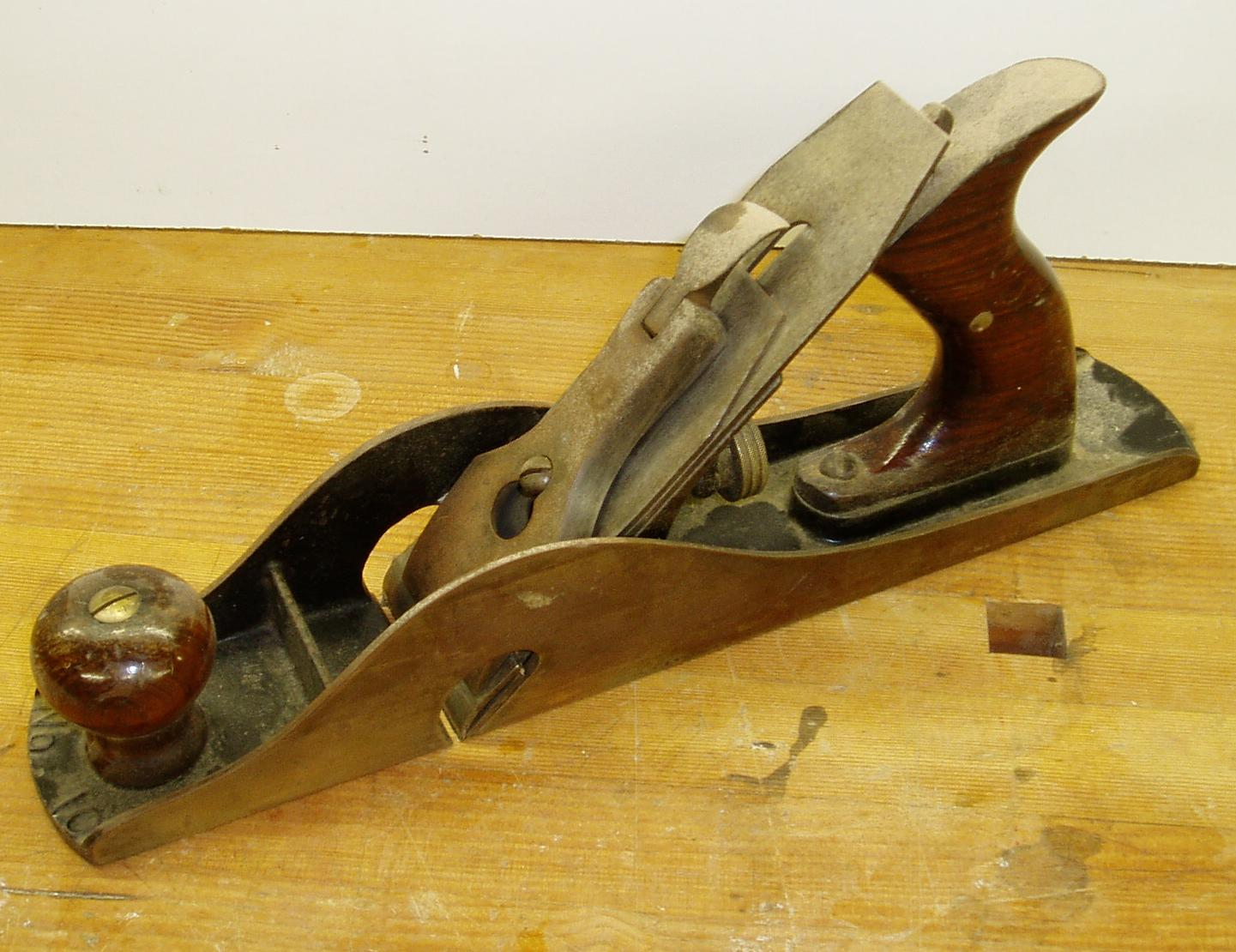
鉋（かんな）
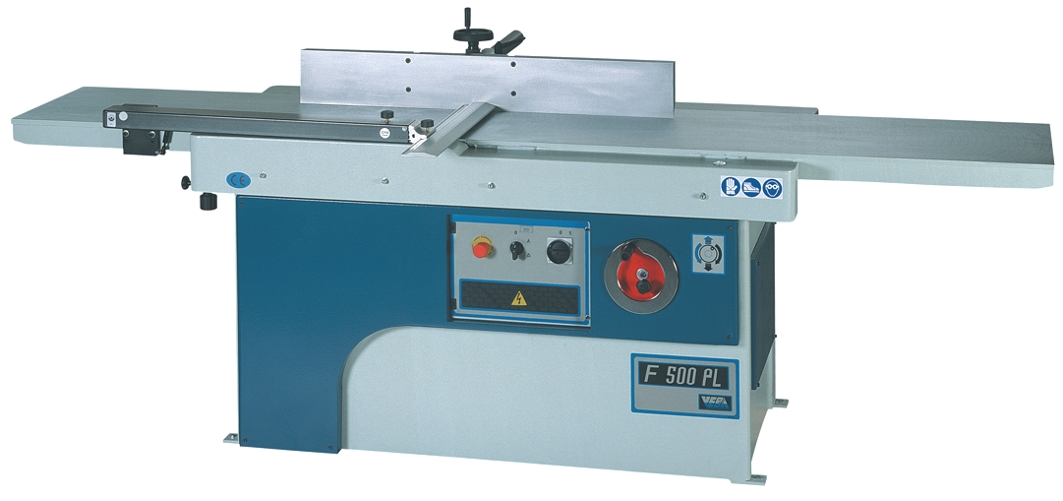
カンナ盤
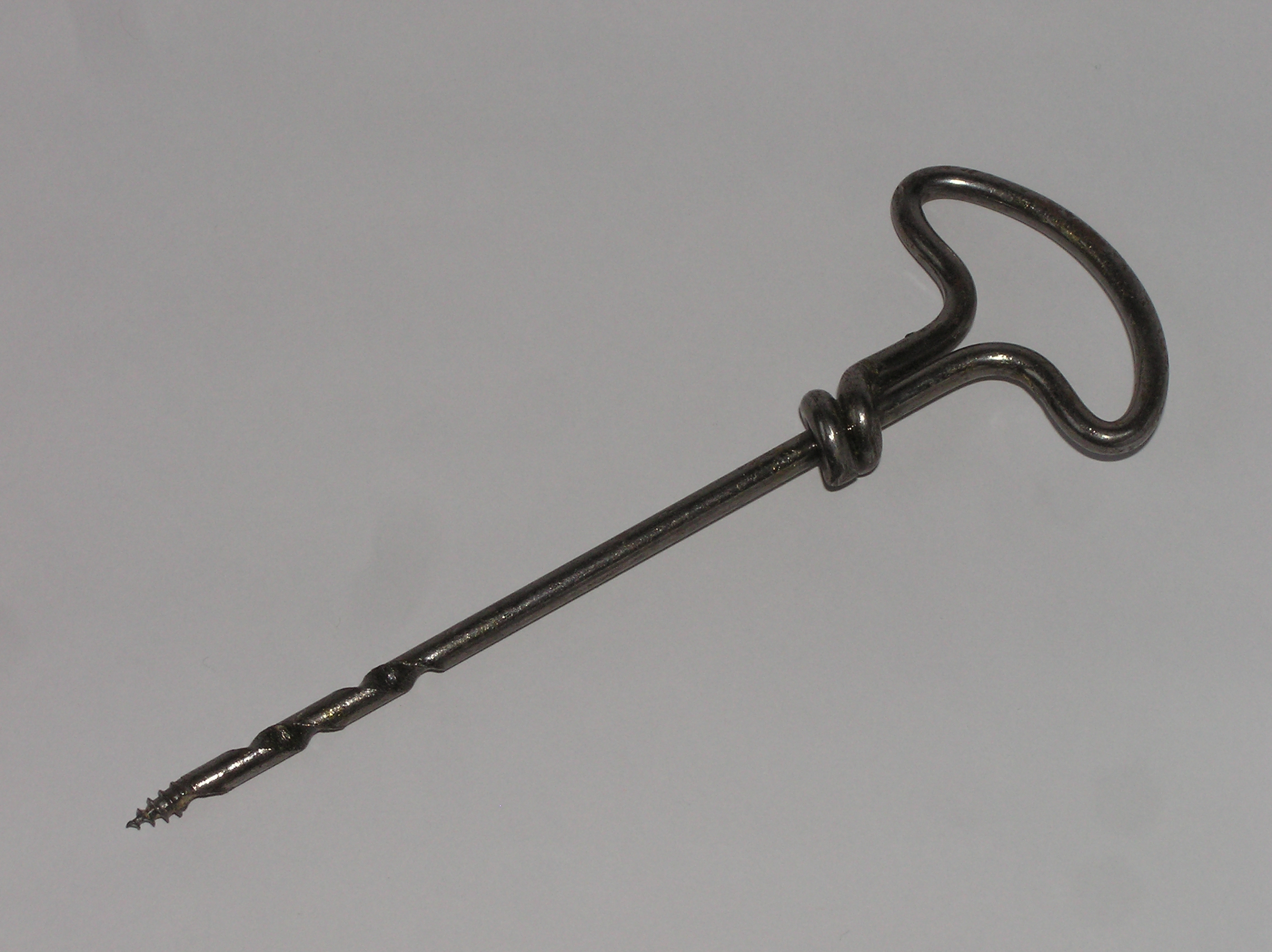
錐（きり）
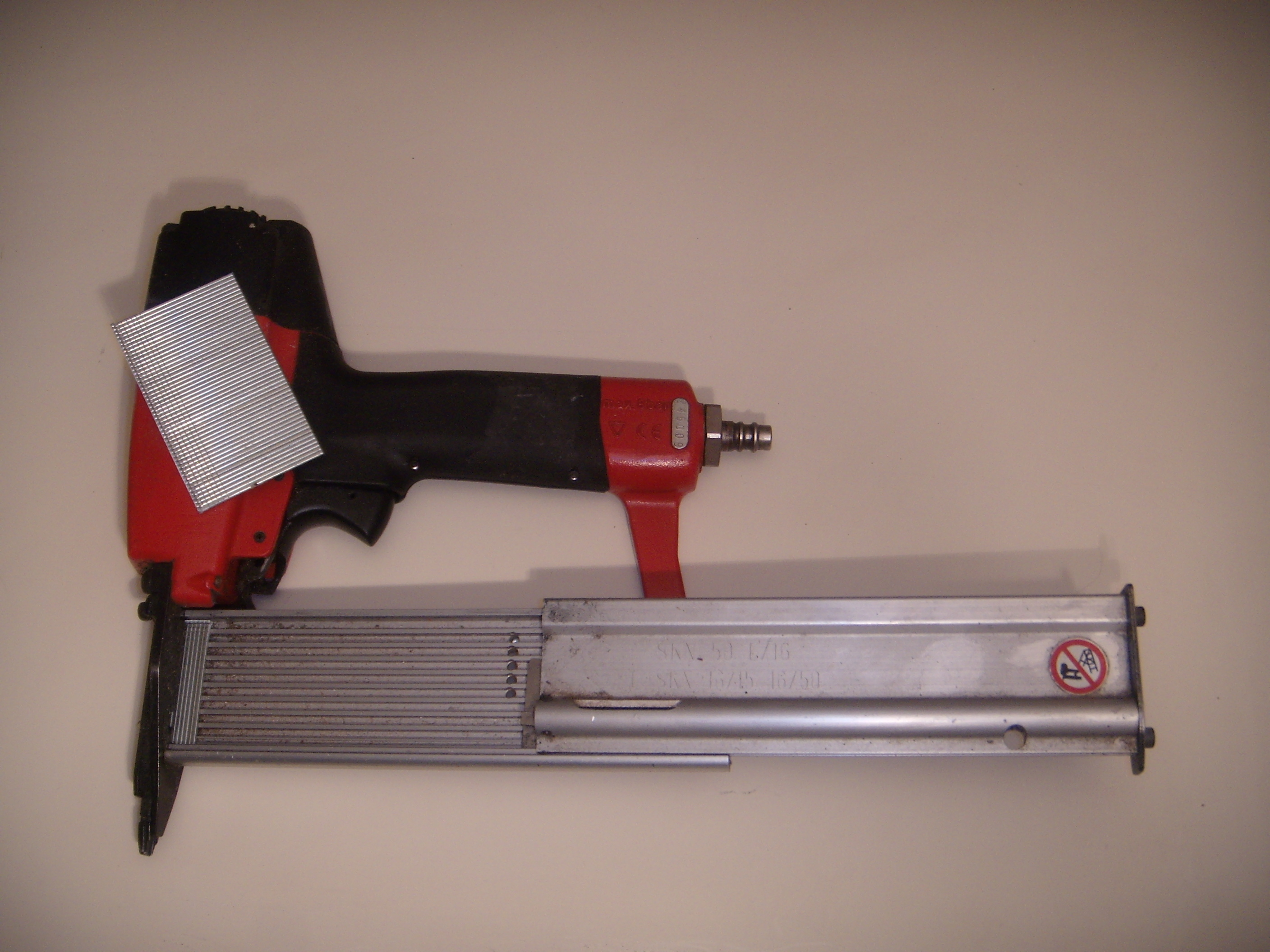
釘打機
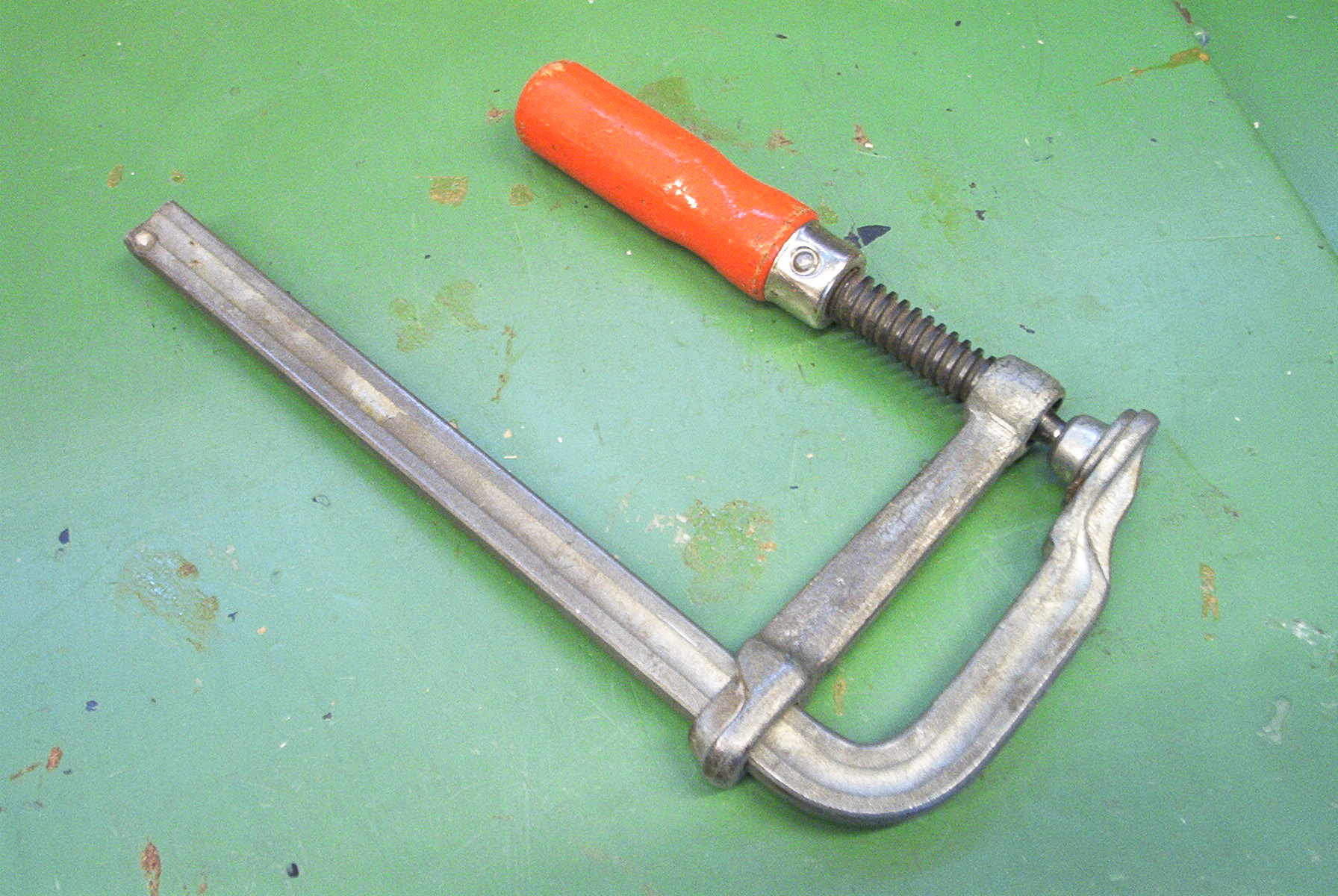
クランプ
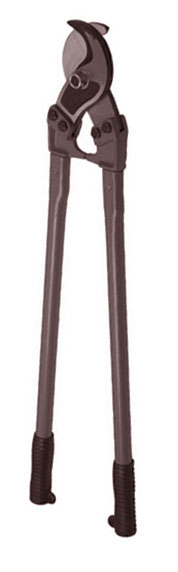
ケーブルカッタ
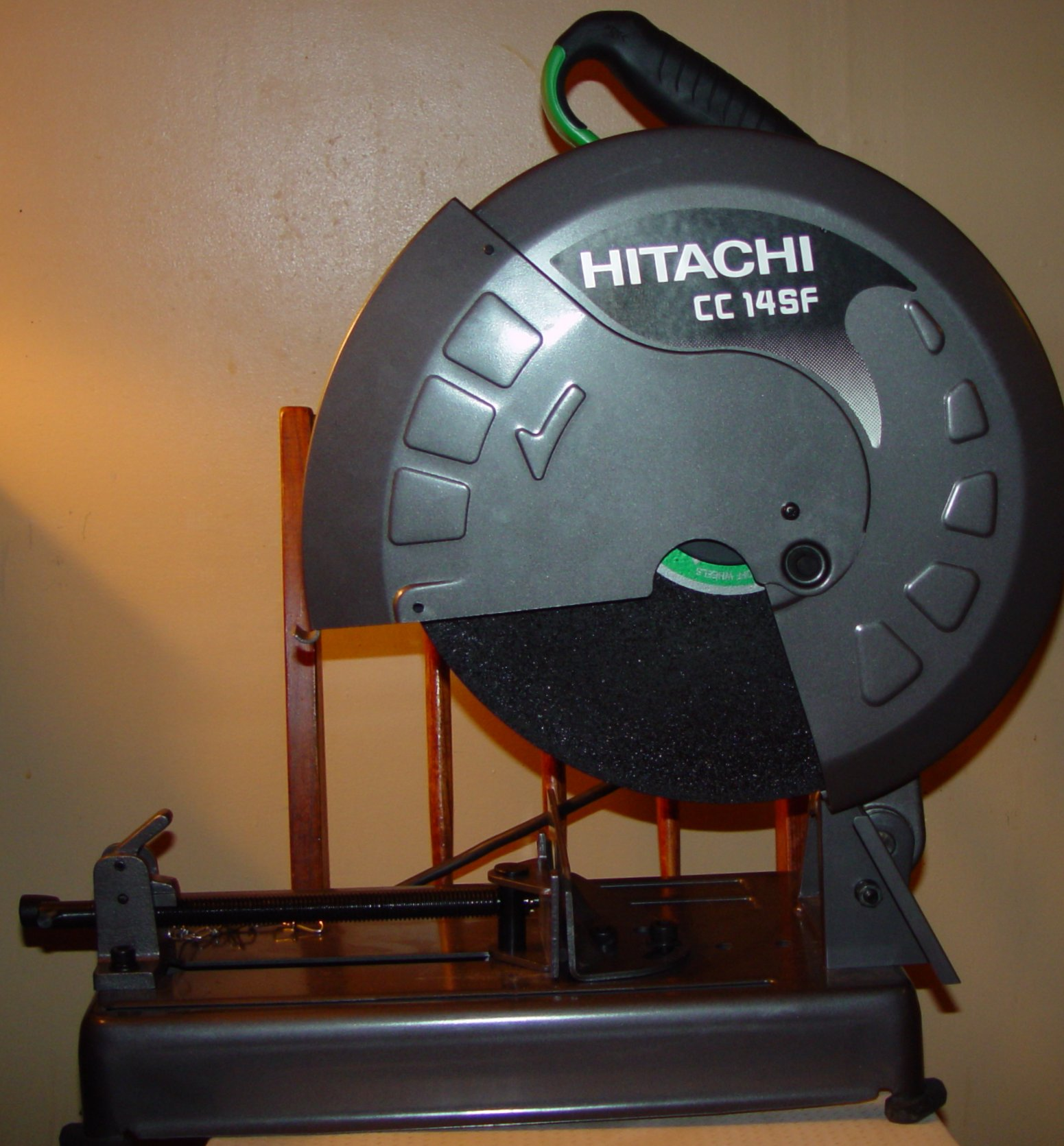
高速切断機

- さ行

- 指矩（さしがね）
- サンダ（オービタル）
- サンダ（ランダム）
- ジグソー
- シクネスゲージ
- スクレーパ (へら)
- スコヤ
- スパナ
- 墨壺
- スライド丸のこ
- ソケットレンチ

- た行

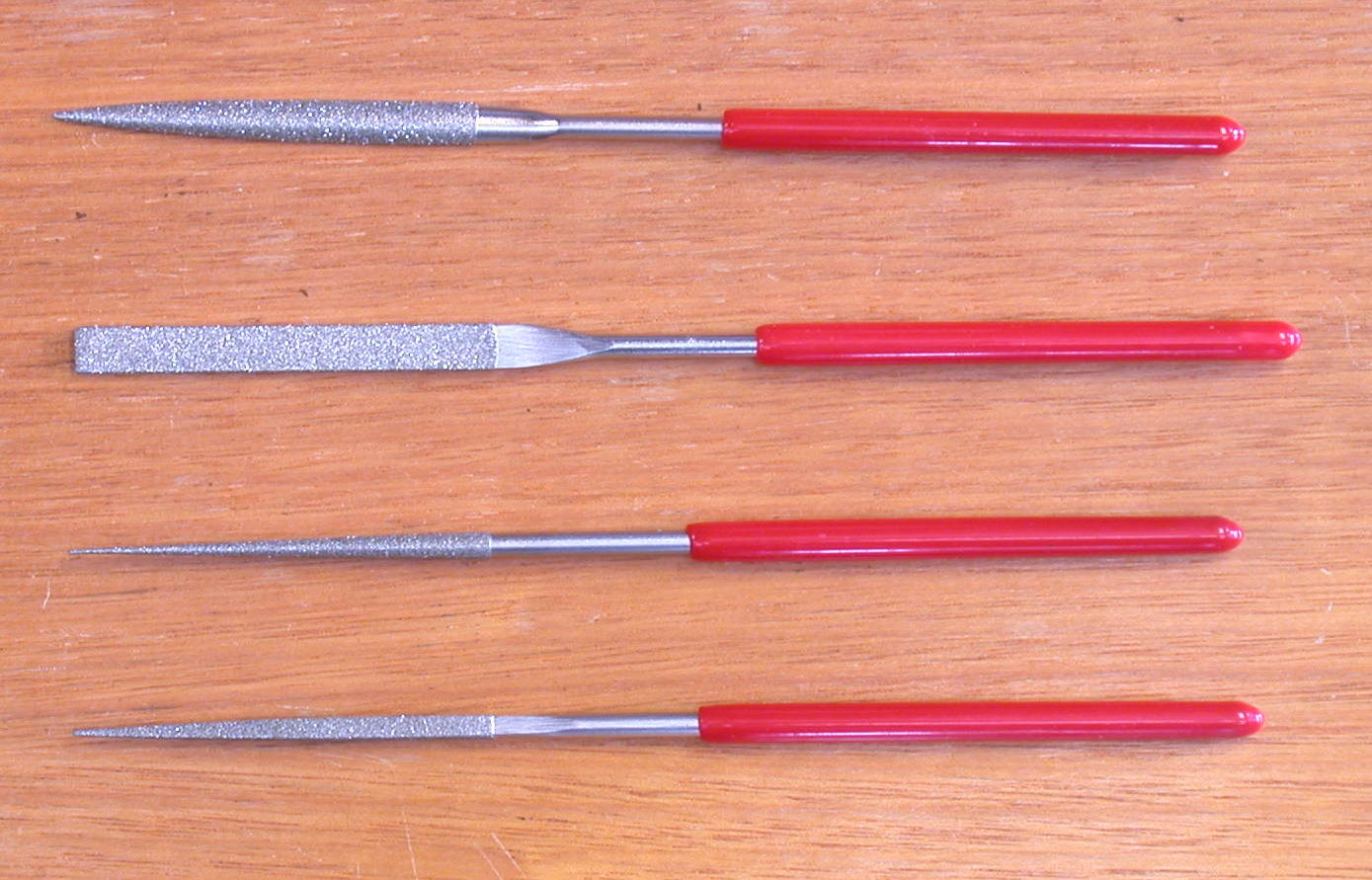
ダイヤモンドやすり
卓上電気グラインダ
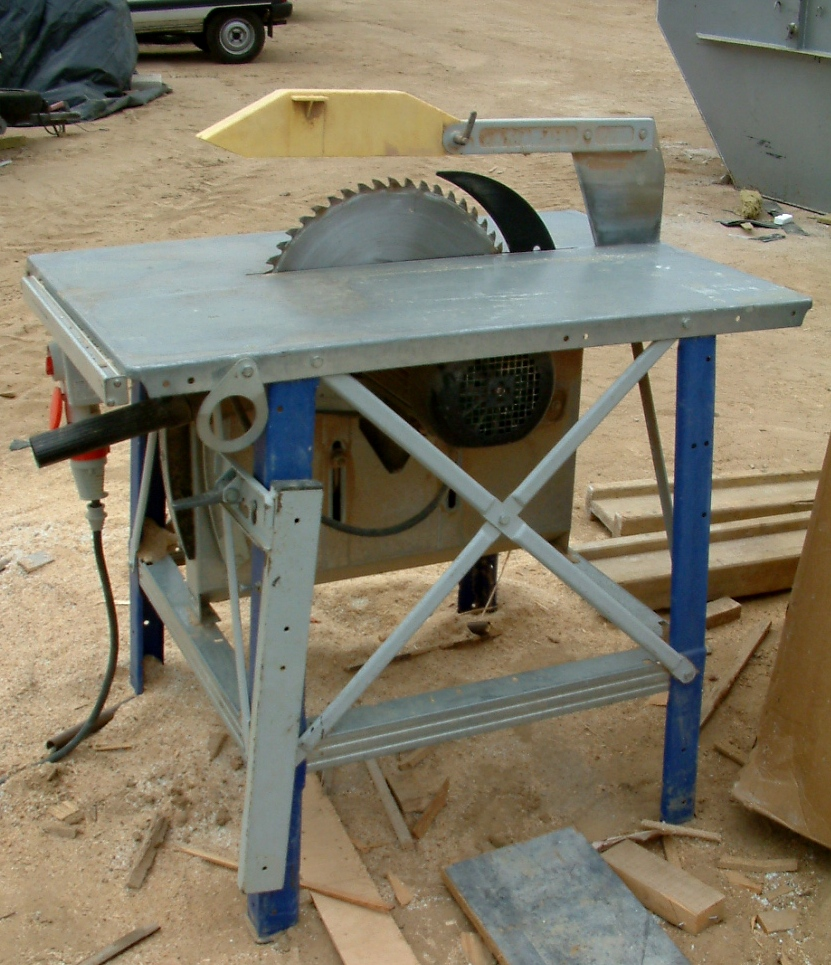
卓上丸のこ盤
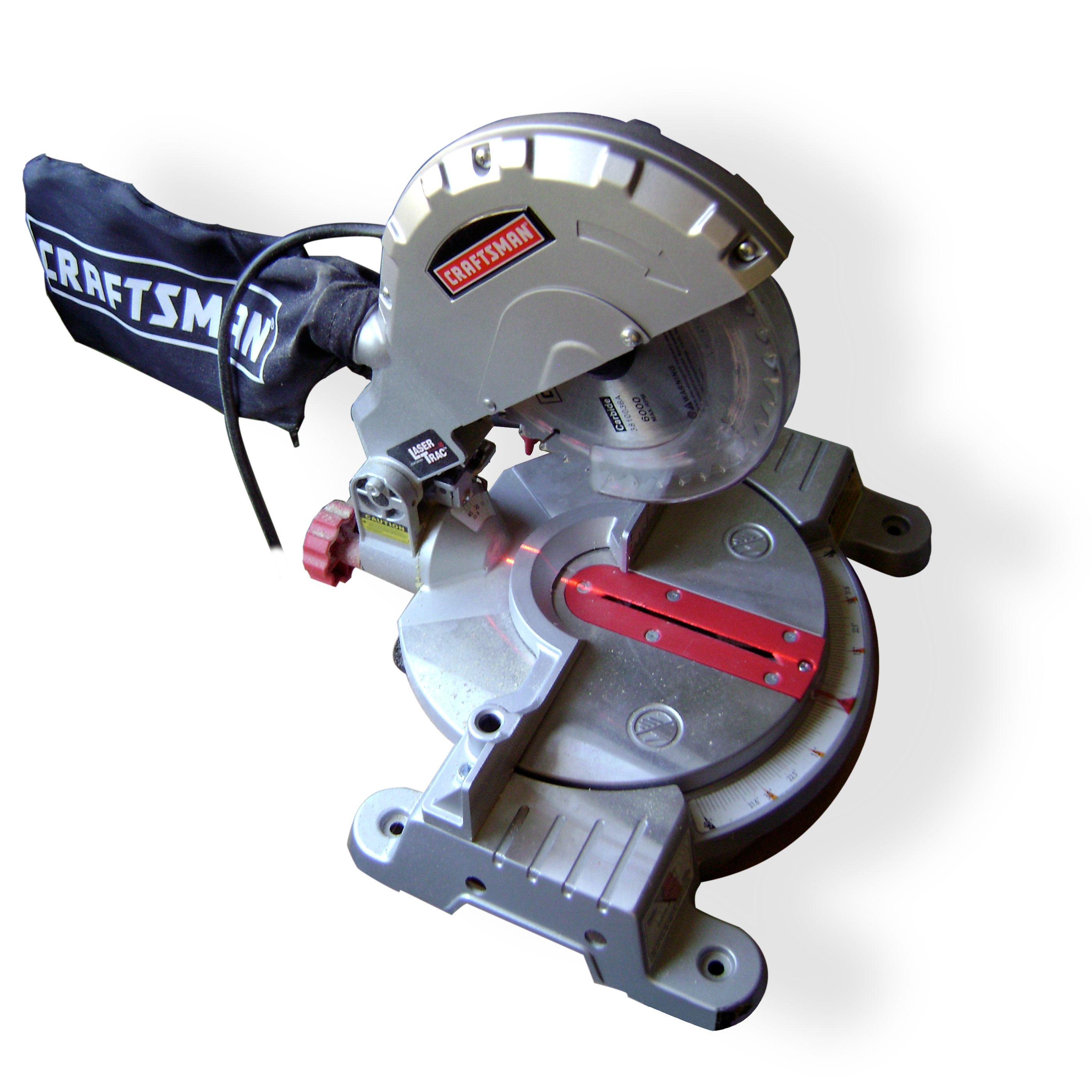
卓上丸のこ
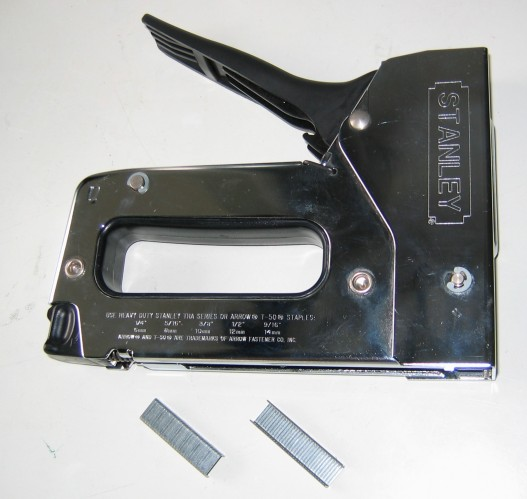
タッカ
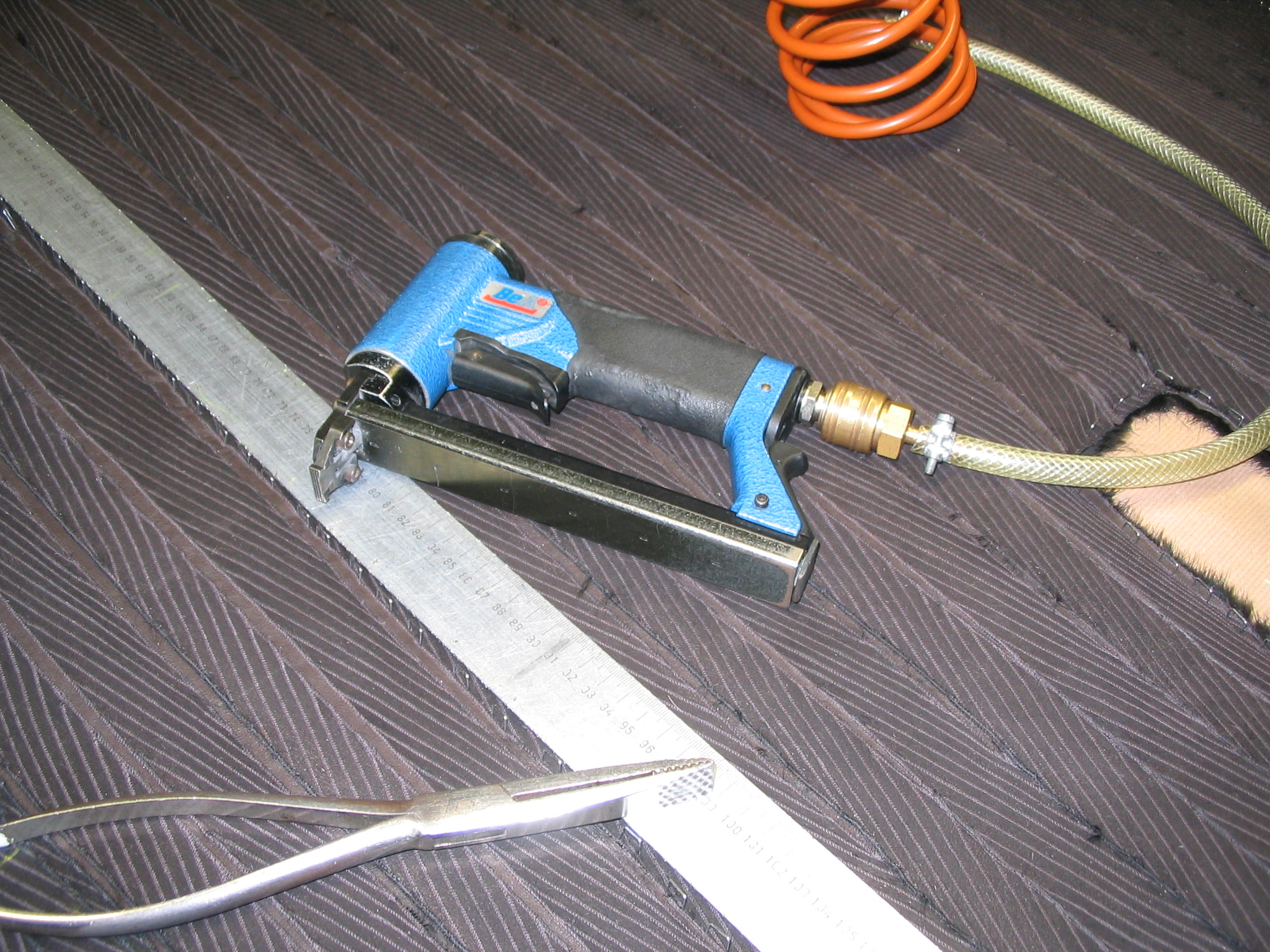
タッカ（エアー）
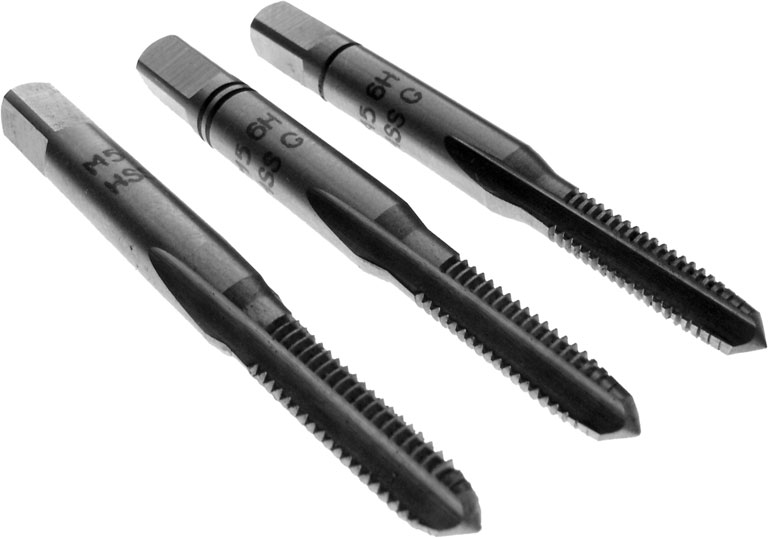
タップ
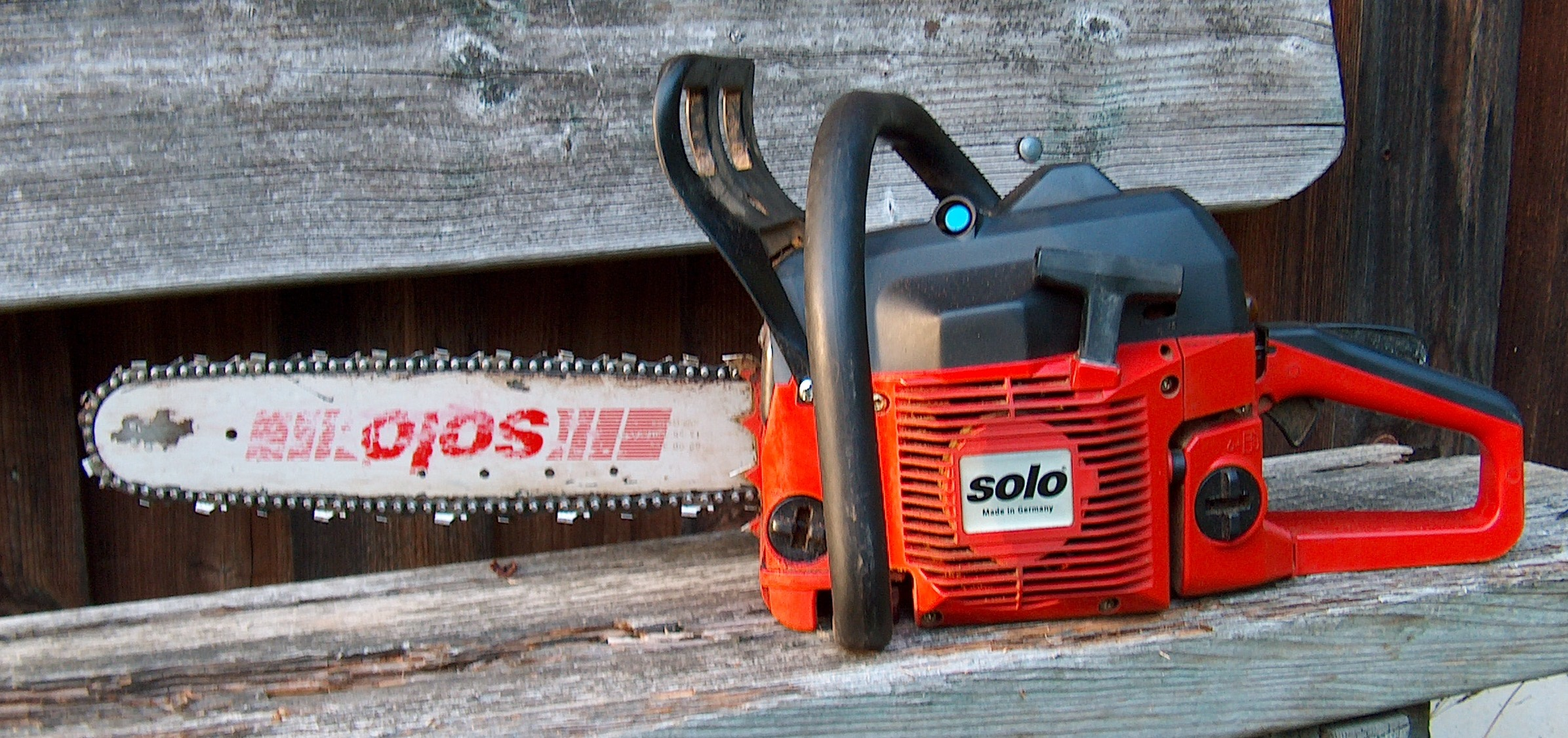
チェーンソー
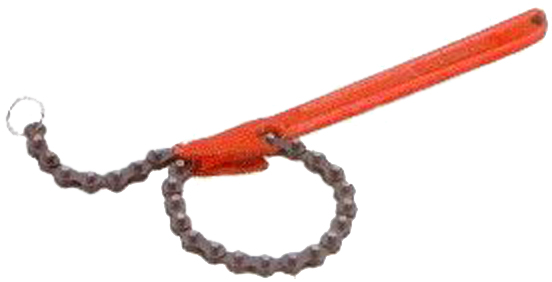
チェーンレンチ
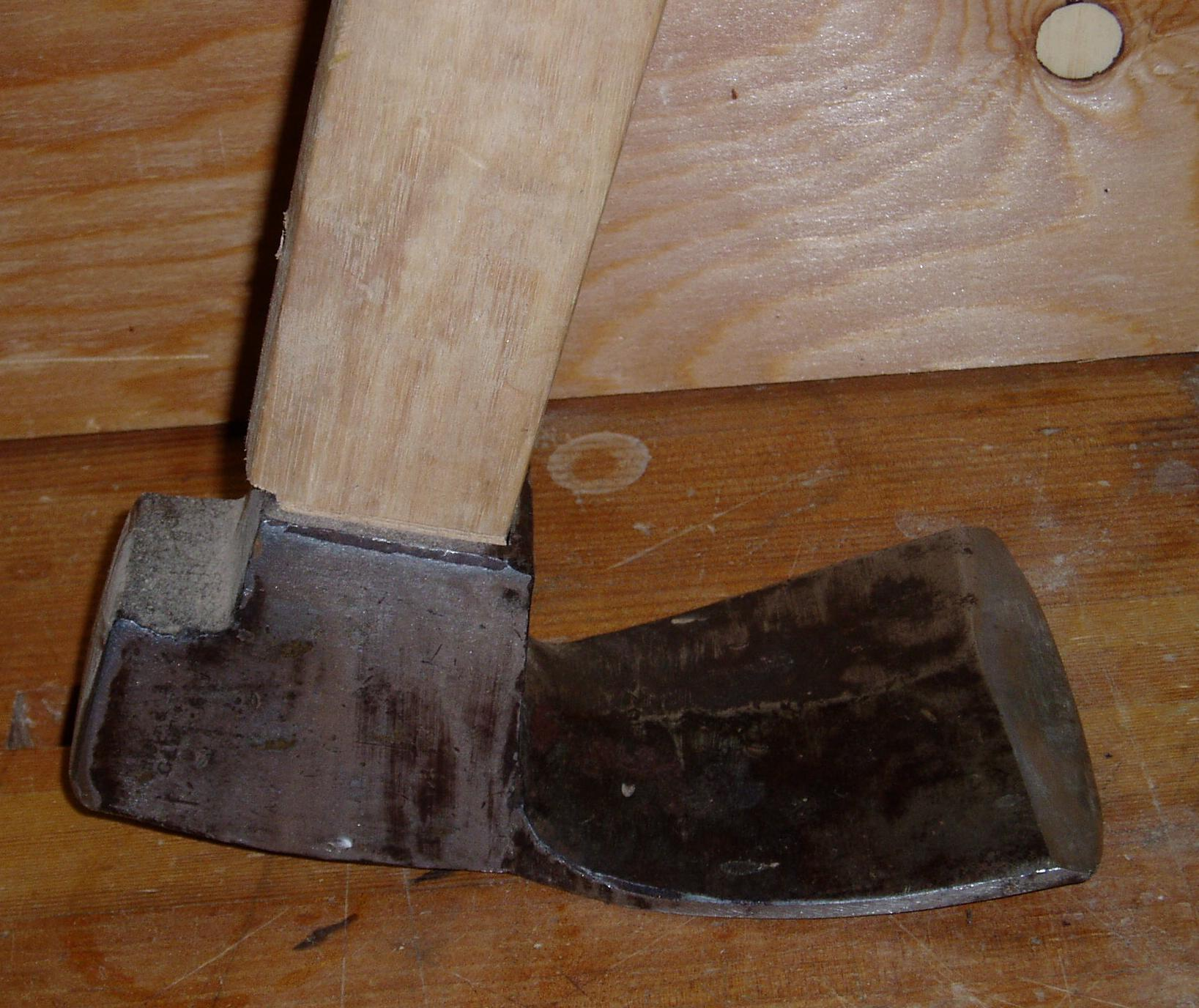
ちょうな
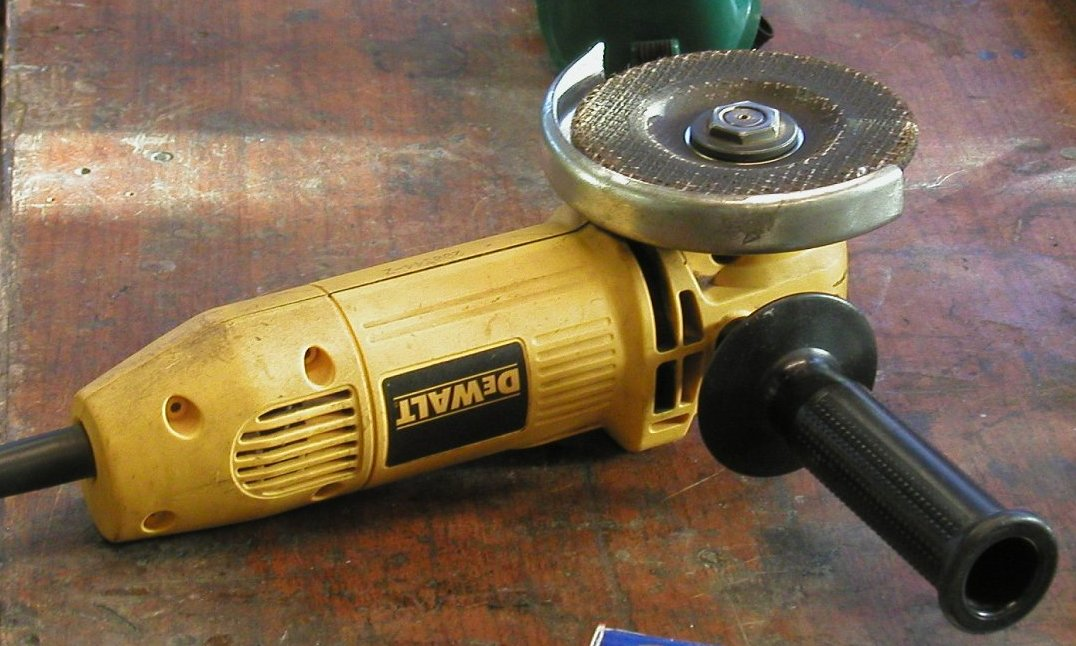
ディスクグラインダ
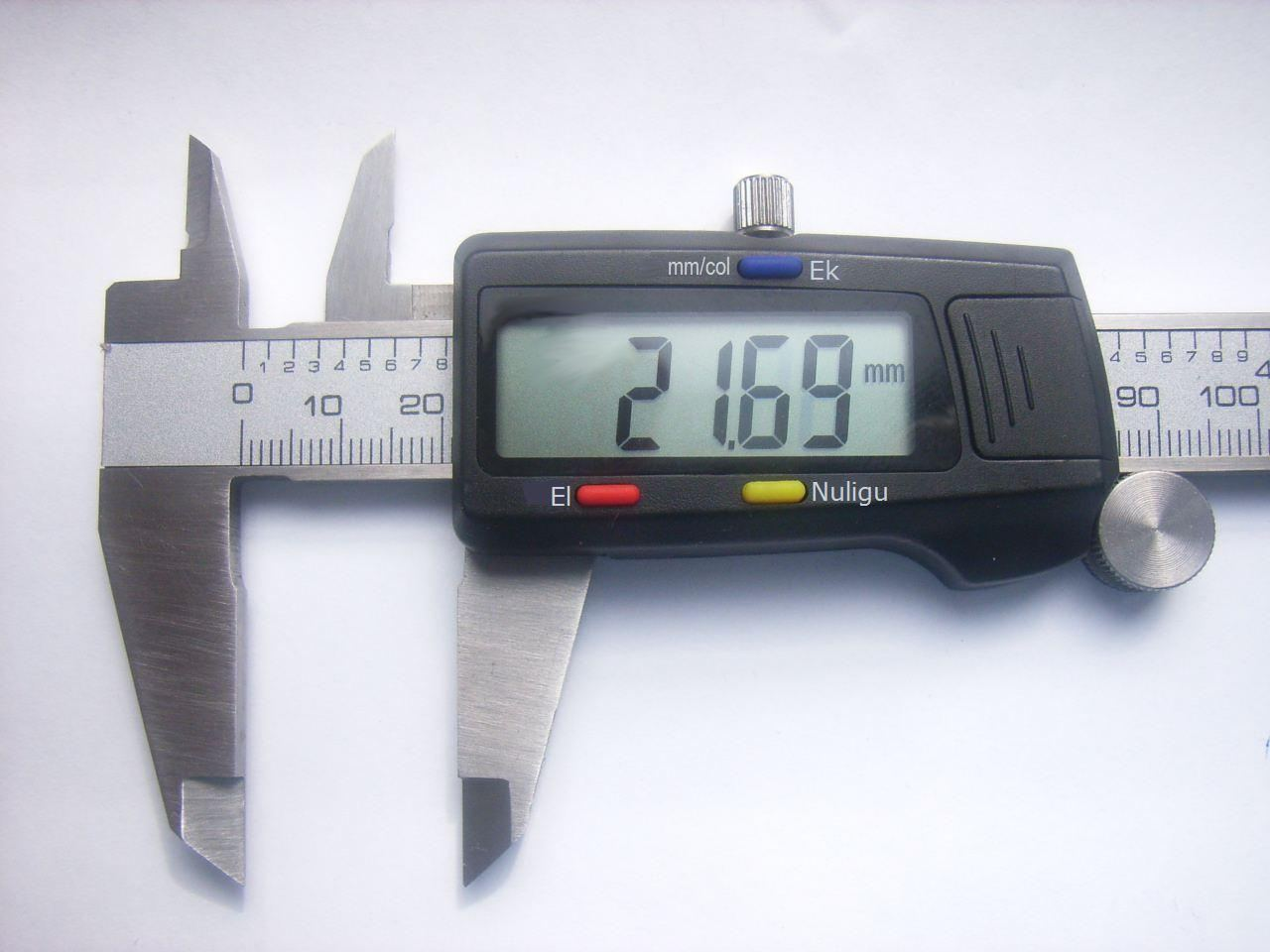
デジタルノギス
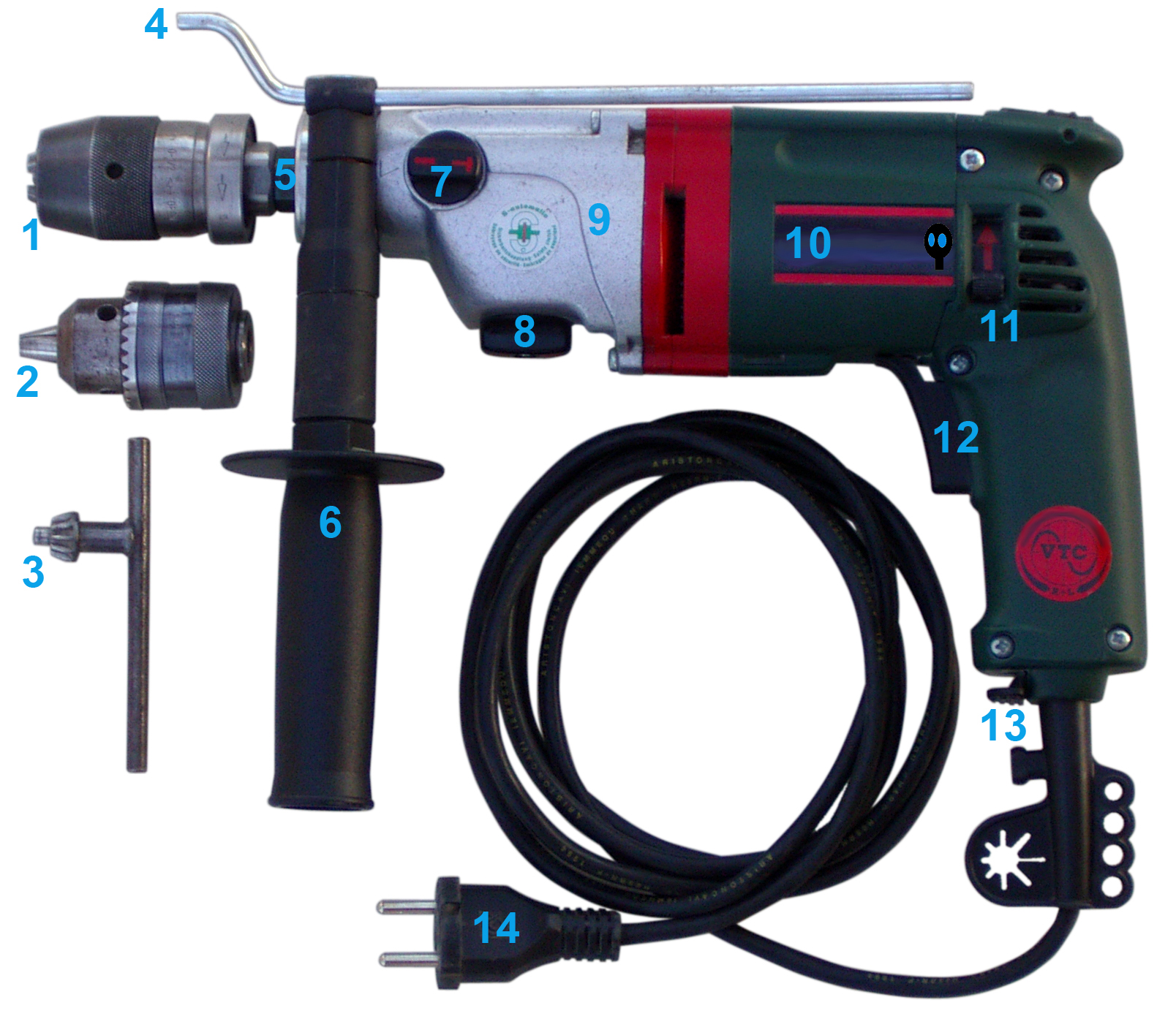
電気ドリル
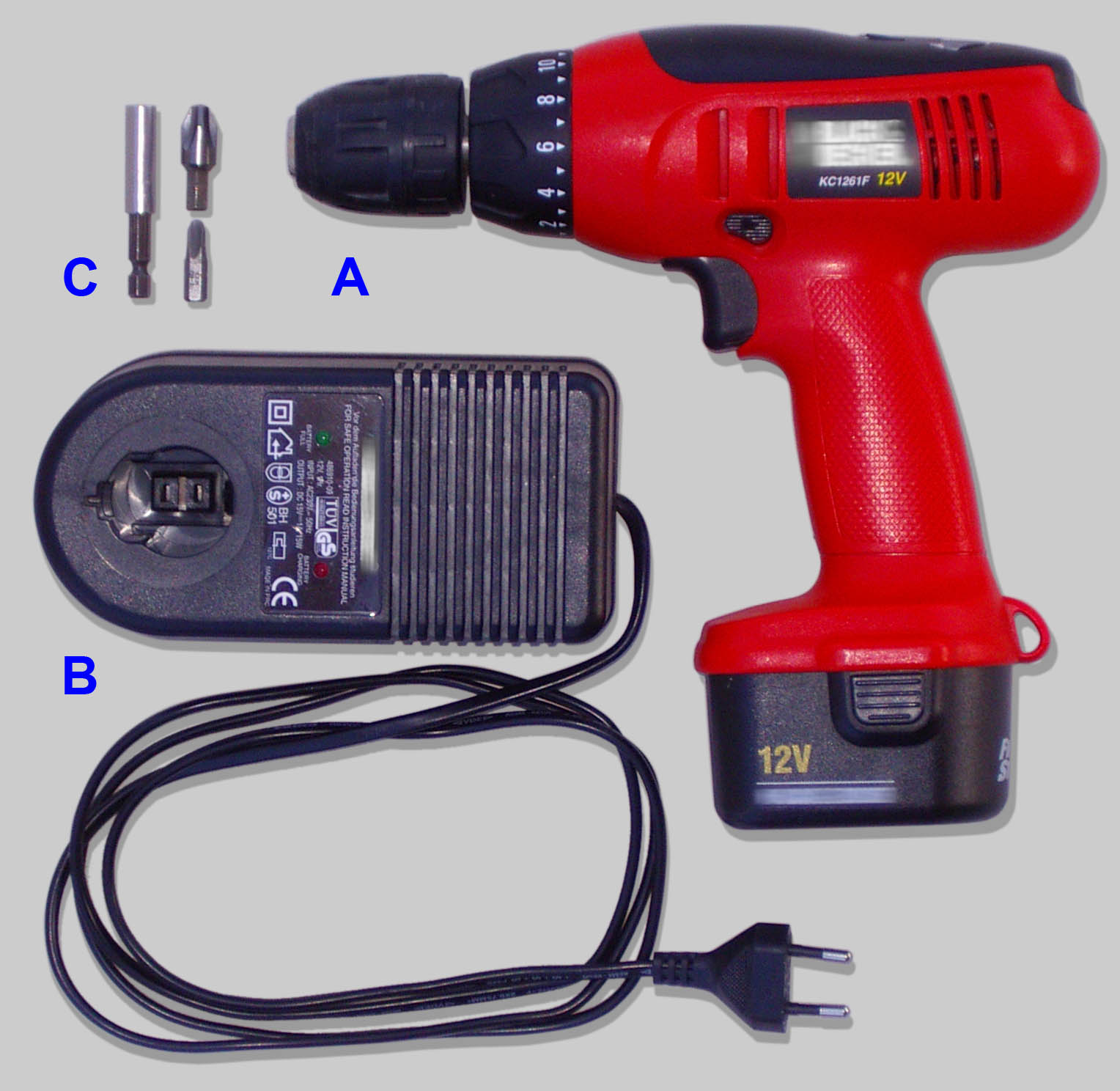
充電式電気ドリル
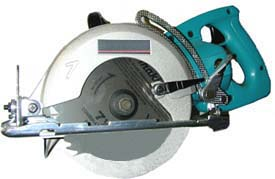
電気丸ノコ
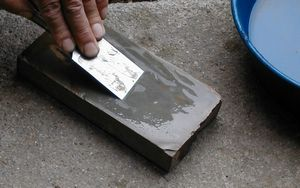
砥石
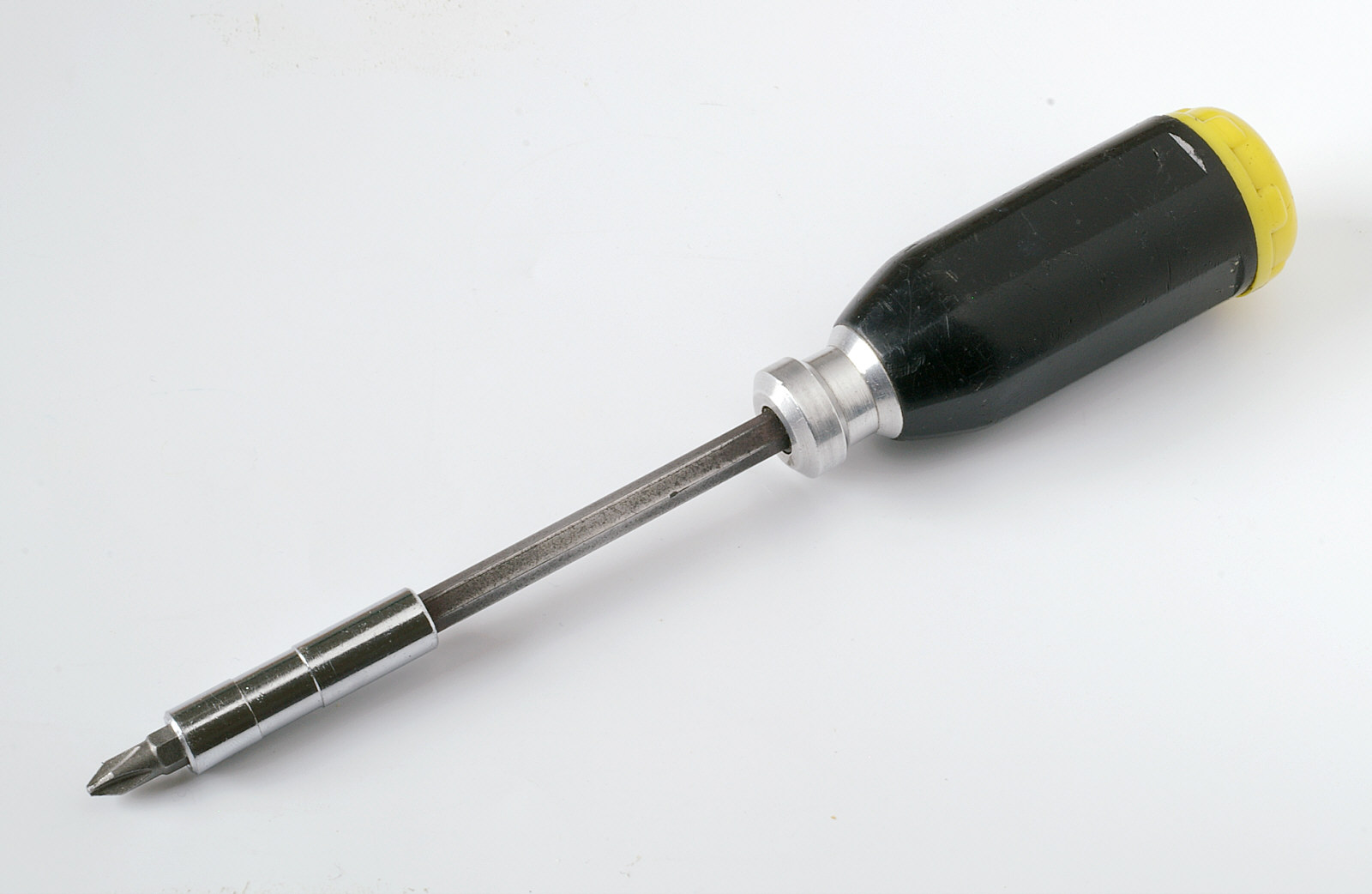
ドライバ
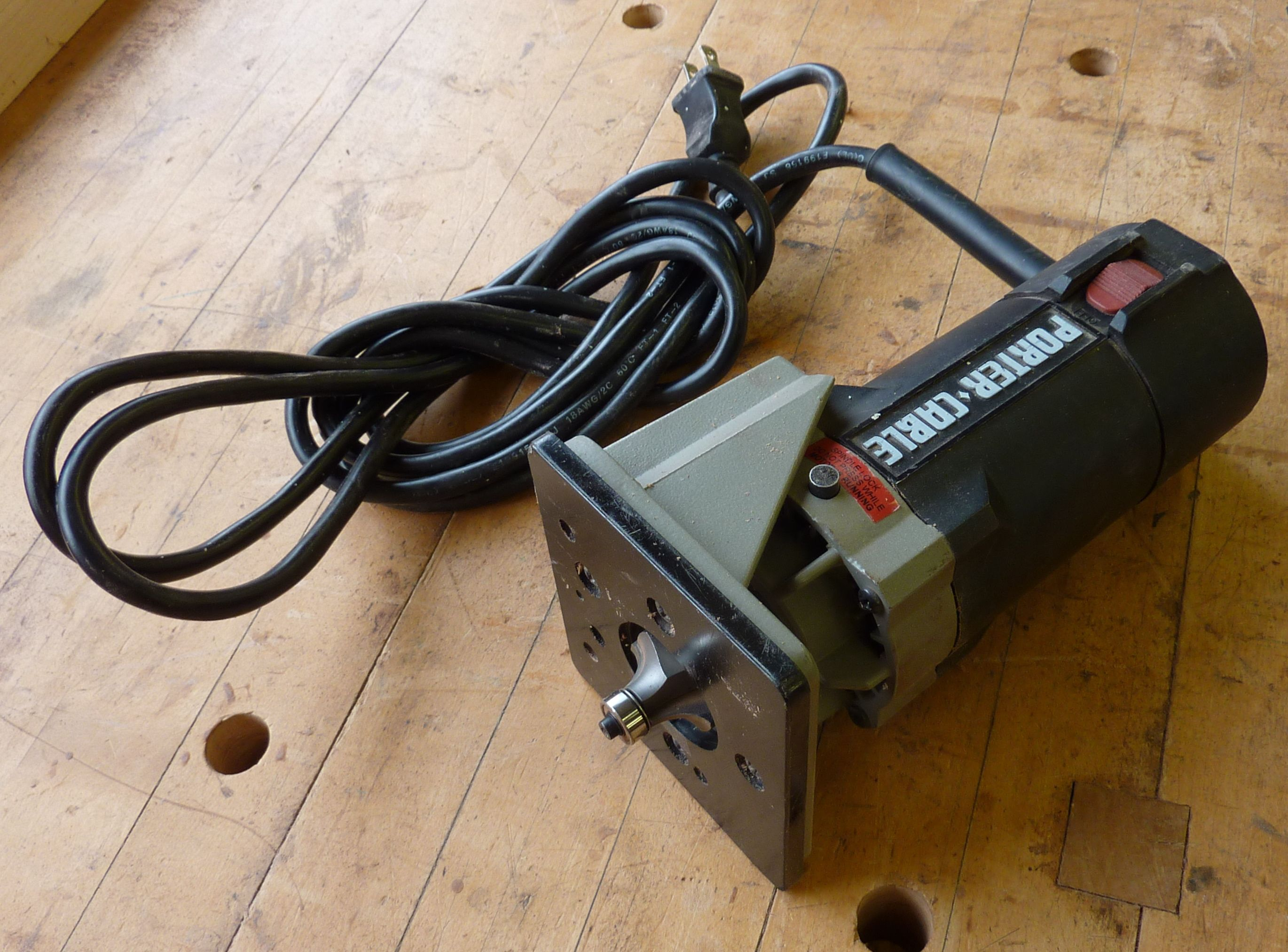
トリマ
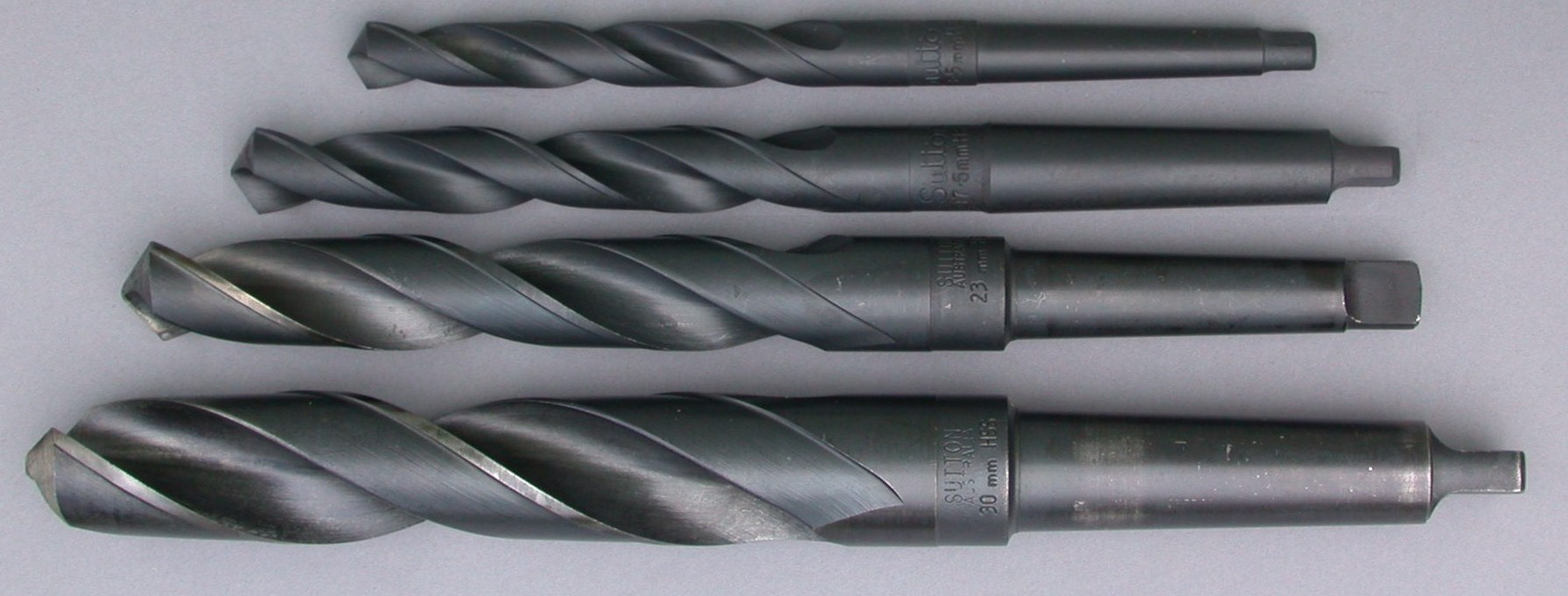
ドリル
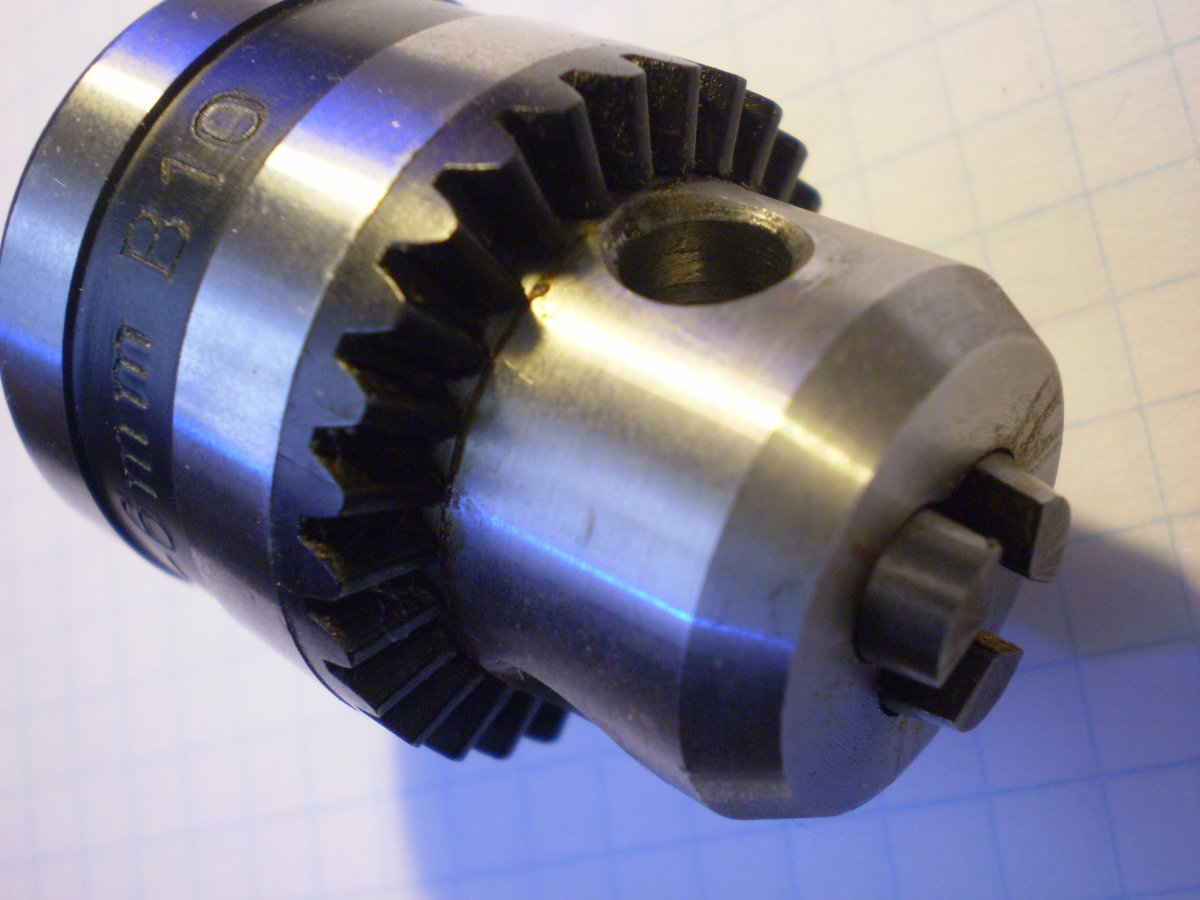
ドリルチャック
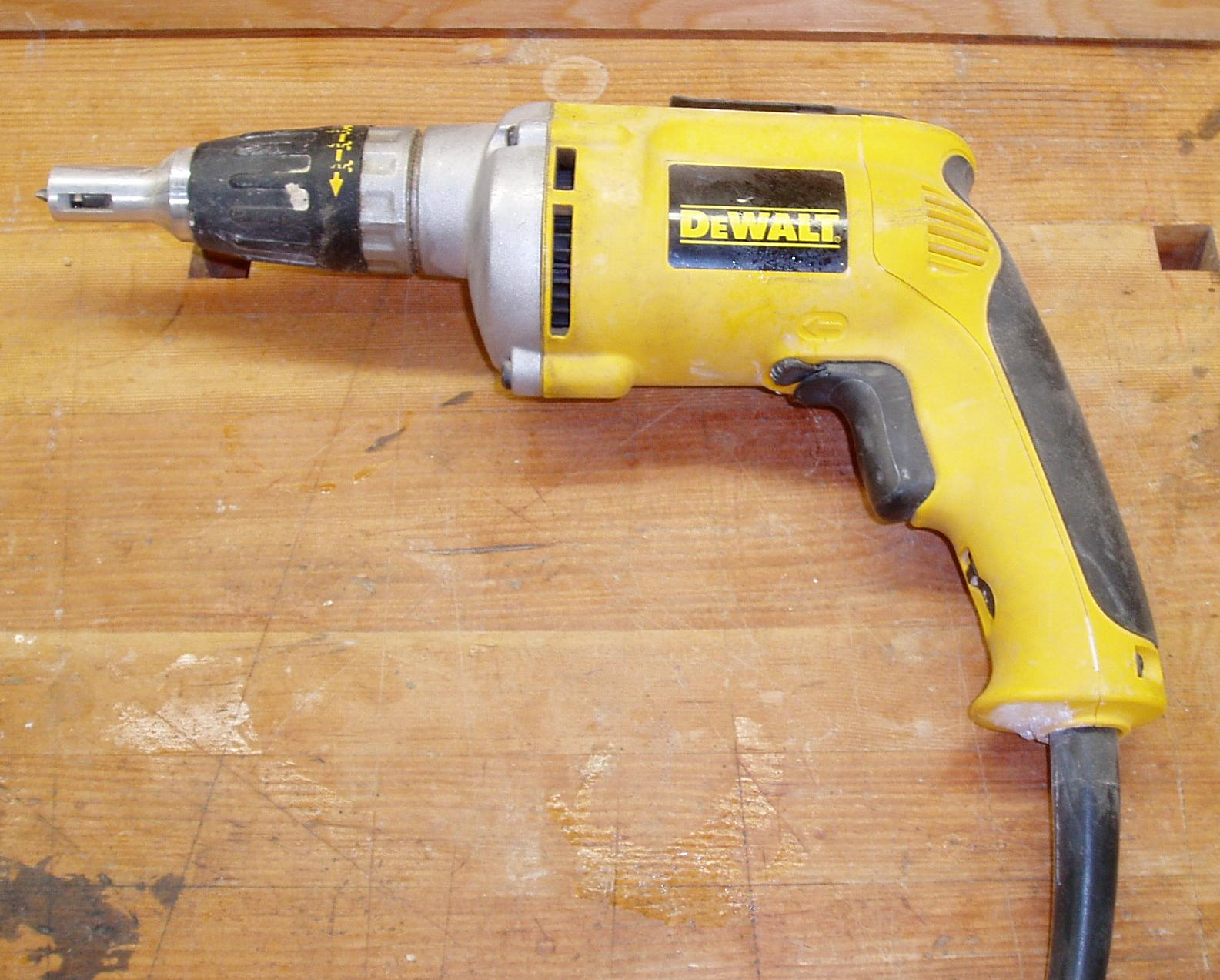
ドリルドライバ
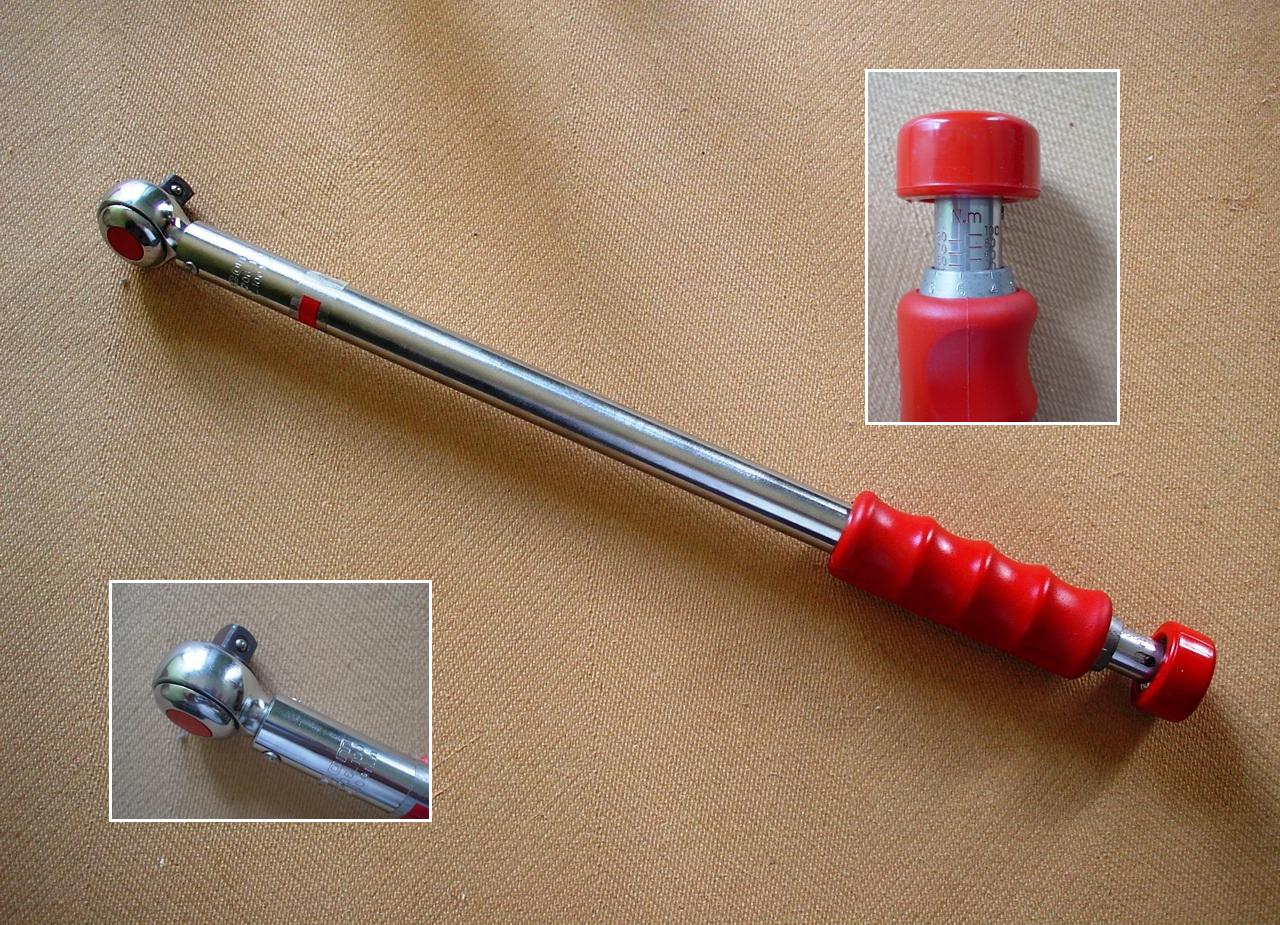
トルクレンチ（プリセット式）
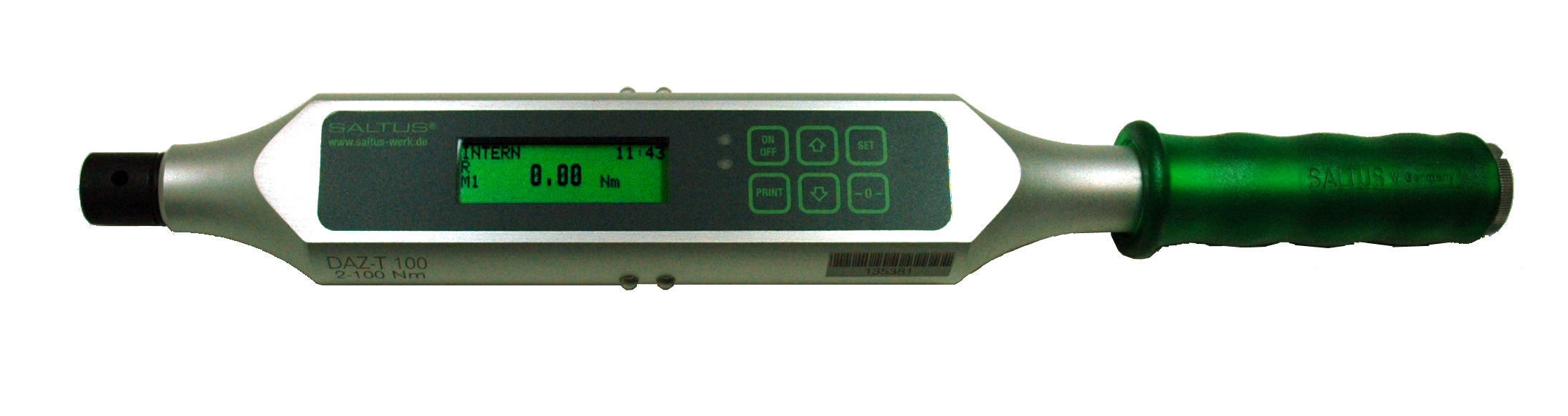
トルクレンチ（デジタル式）
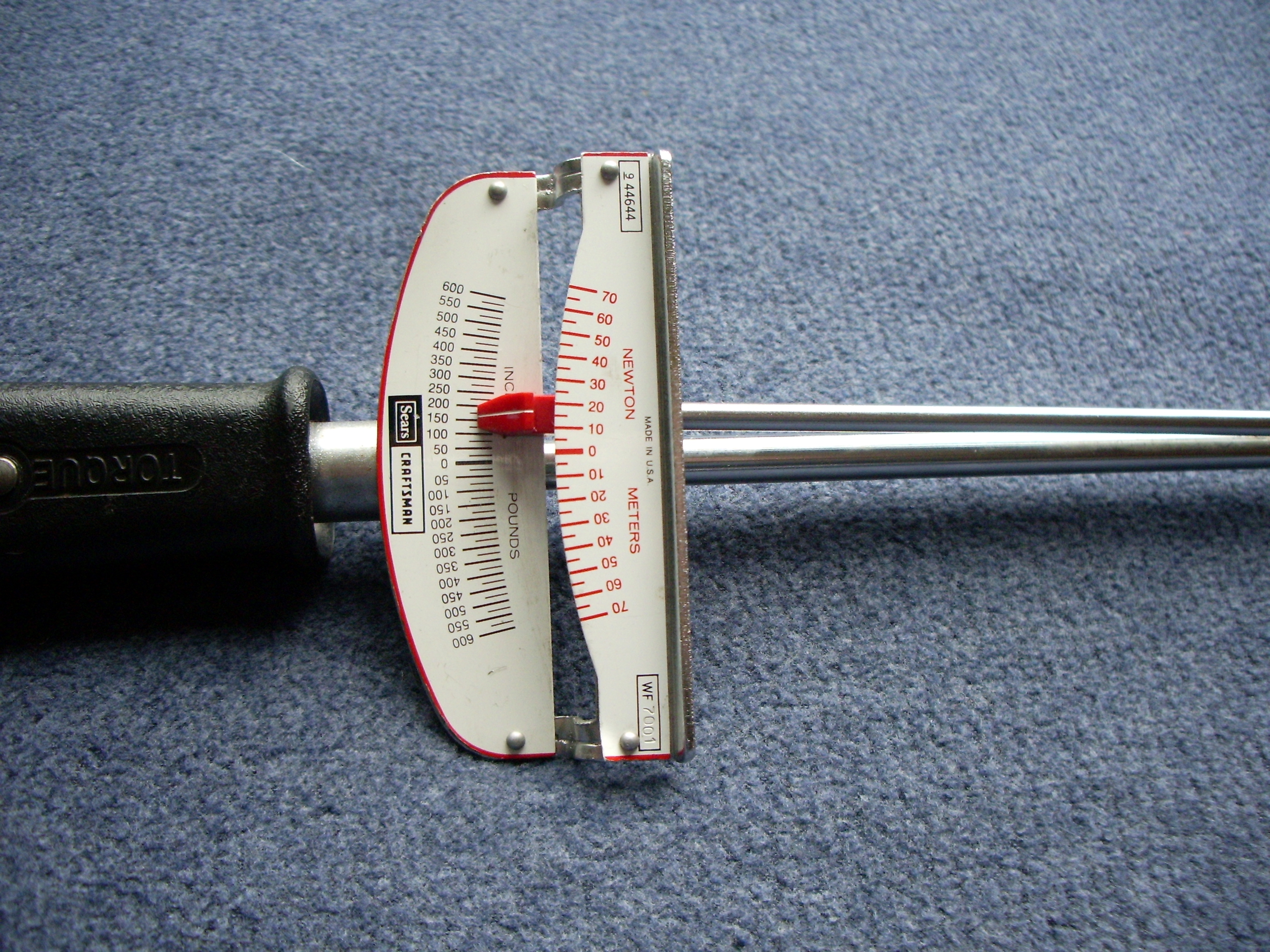
トルクレンチ（プレート式）

- な行

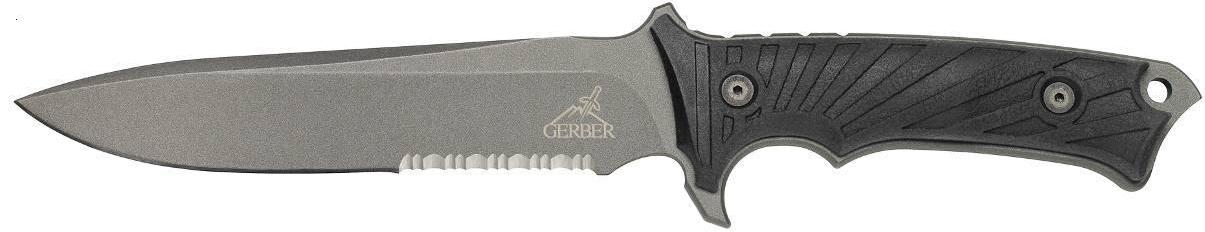
ナイフ
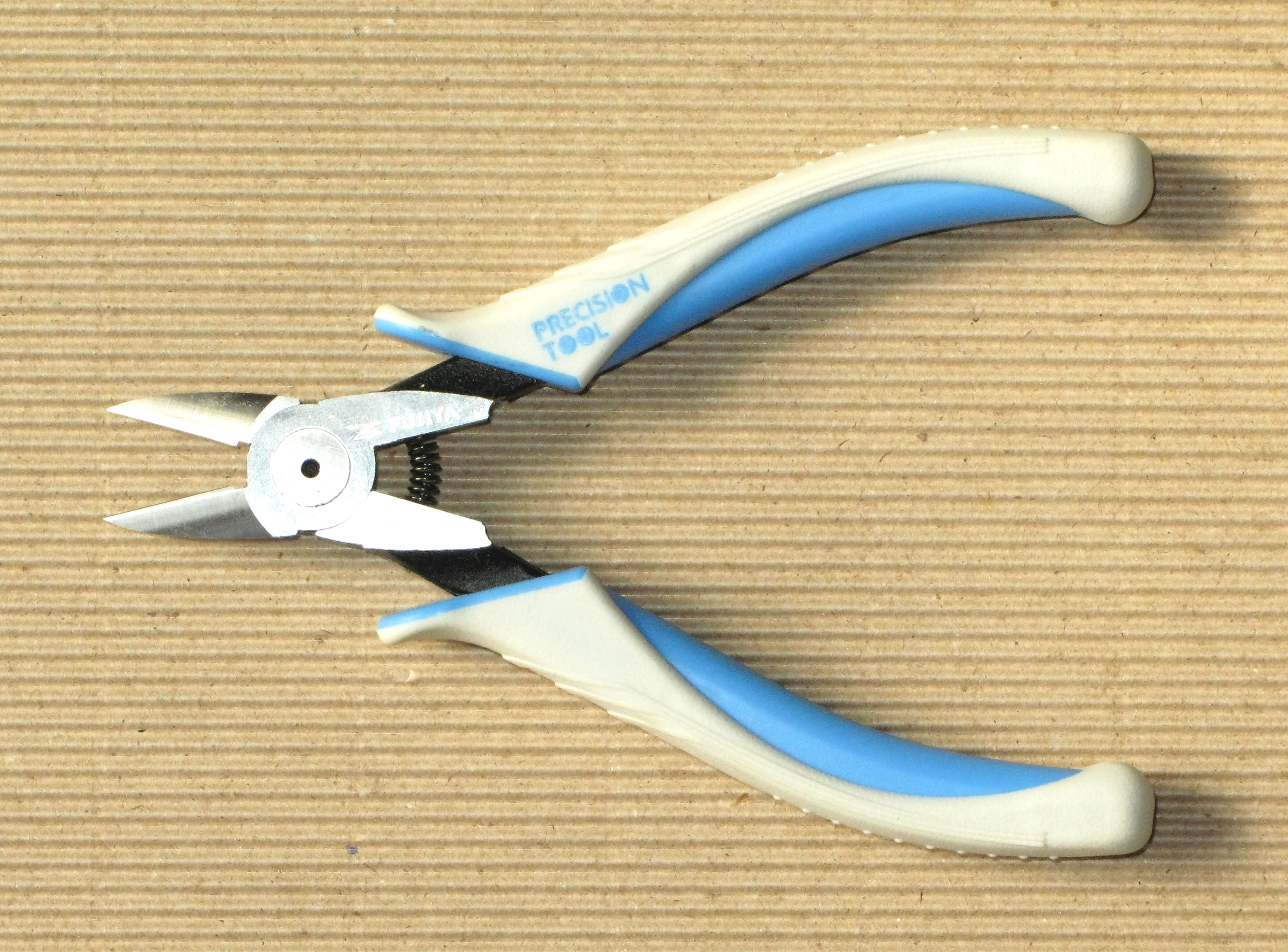
ニッパ
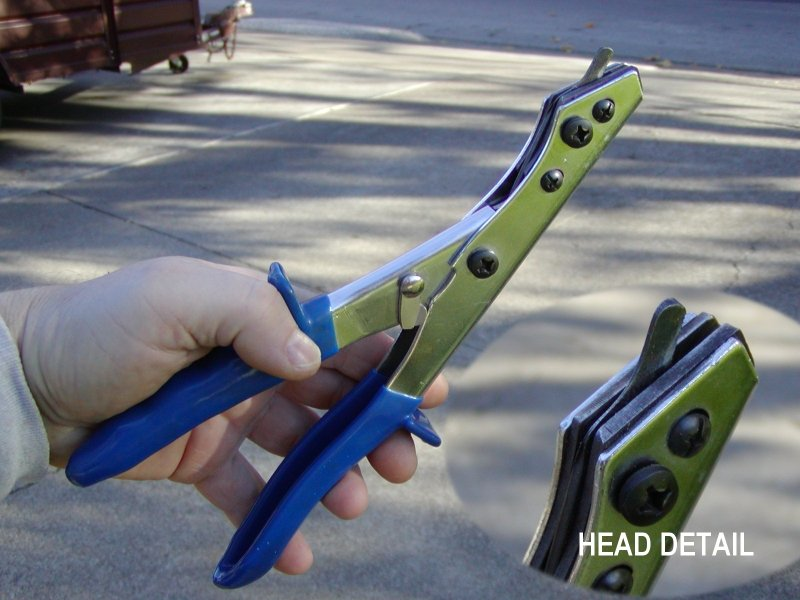
ニブラ
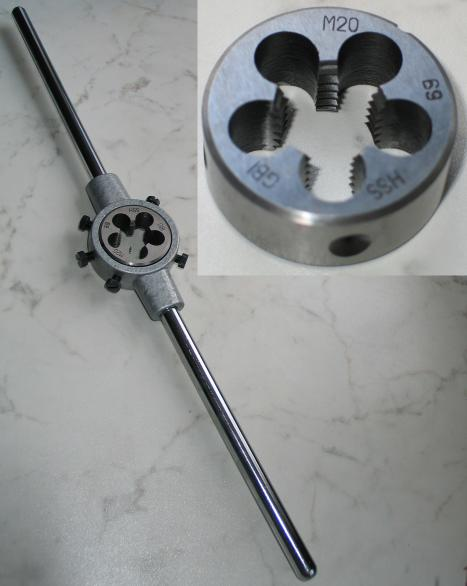
ねじ切りダイス
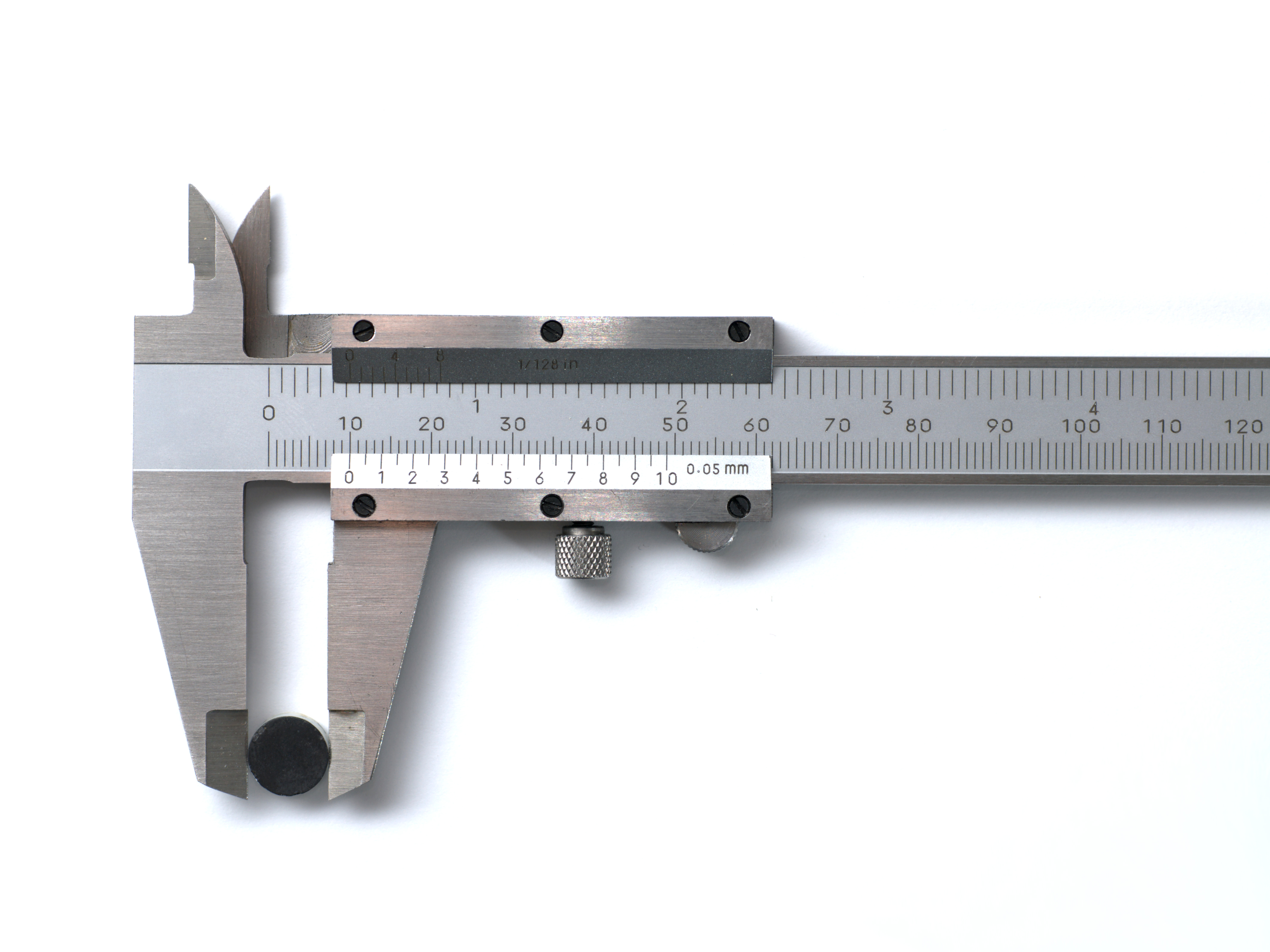
ノギス
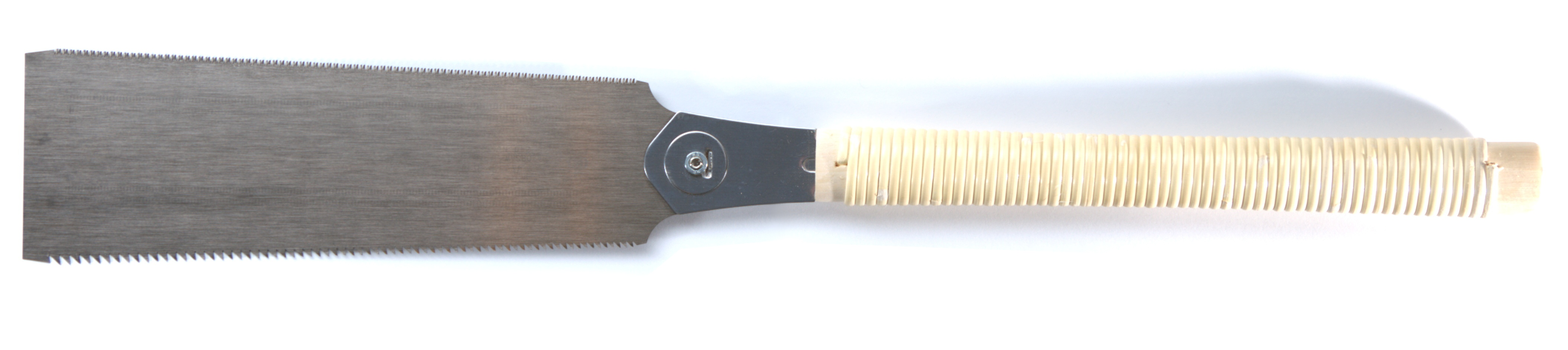
鋸（のこぎり）
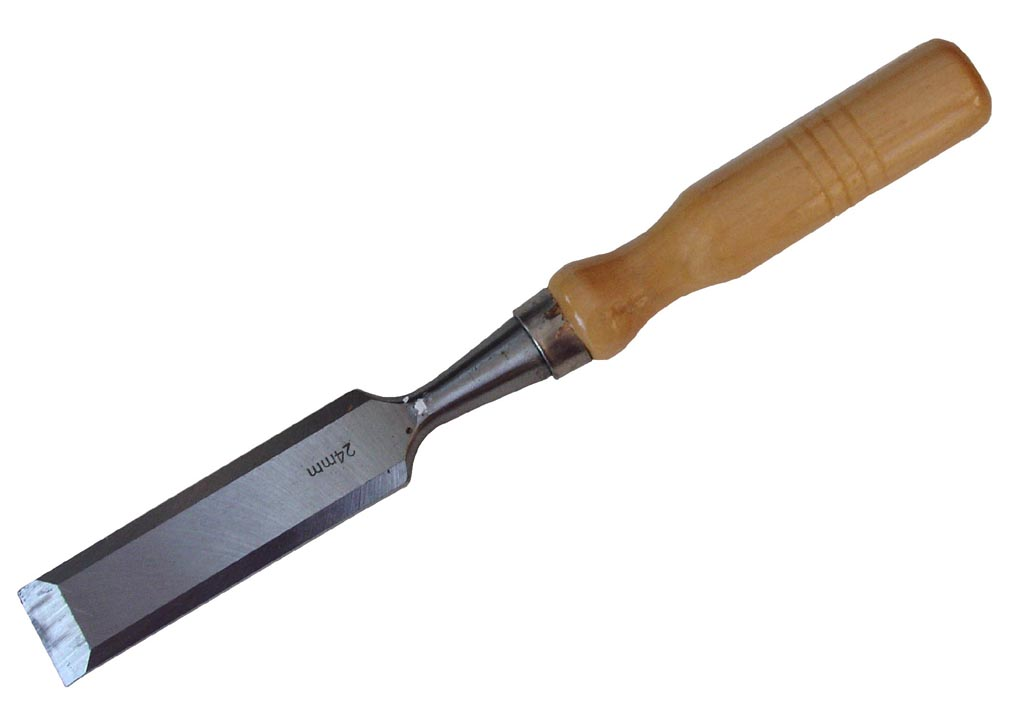
鑿（のみ）

- は行

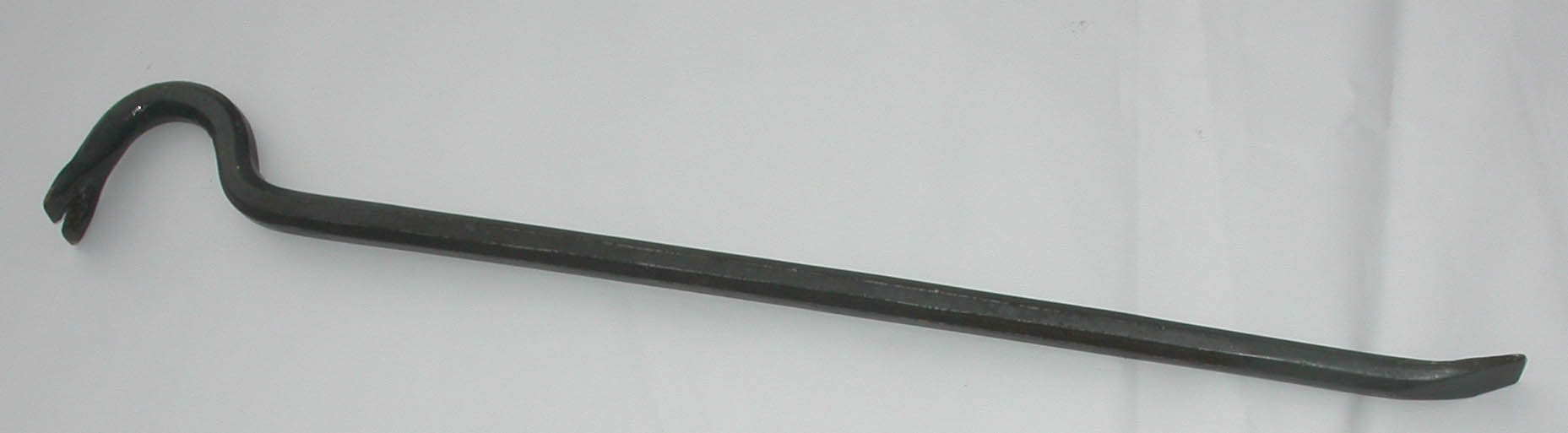
バール
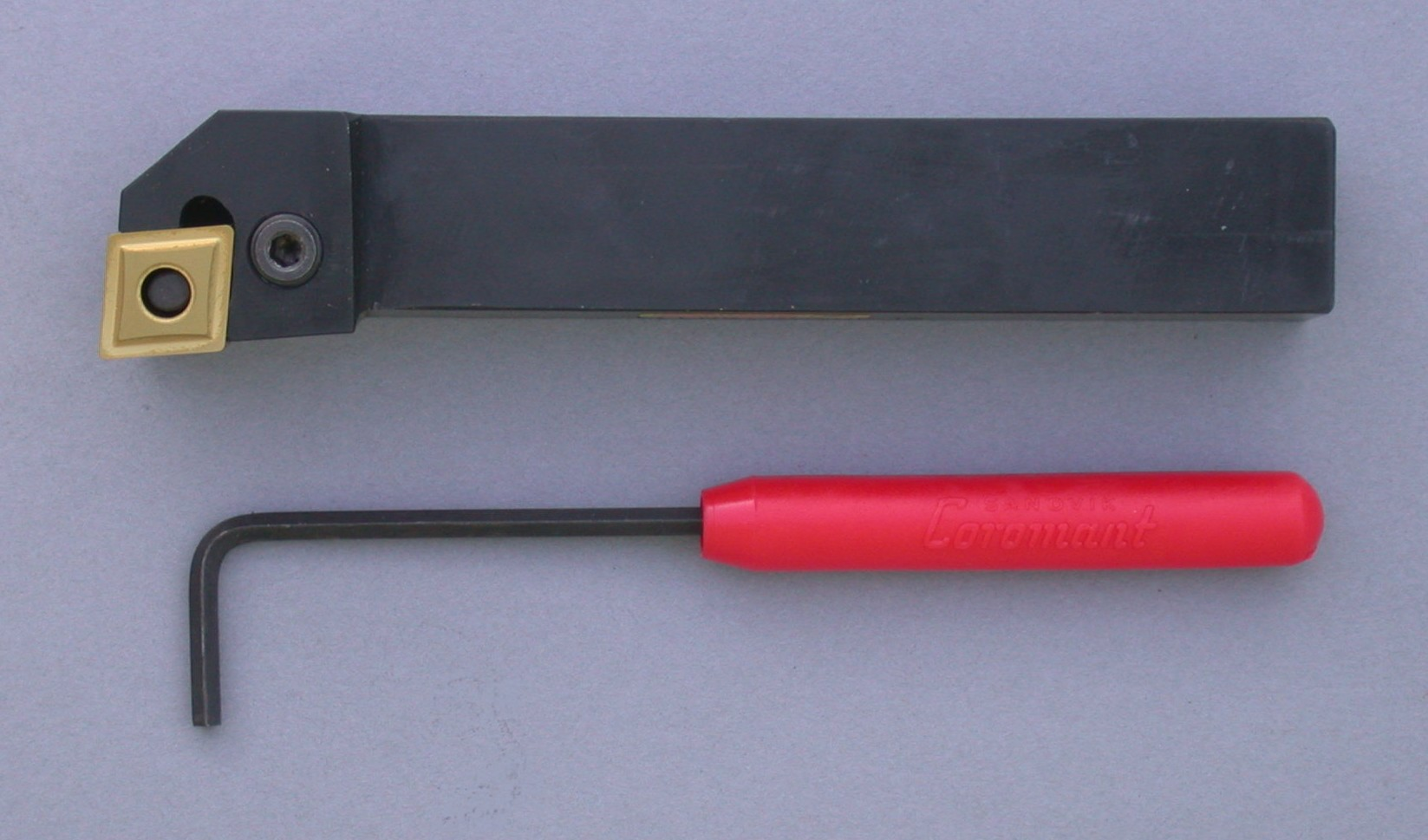
バイト
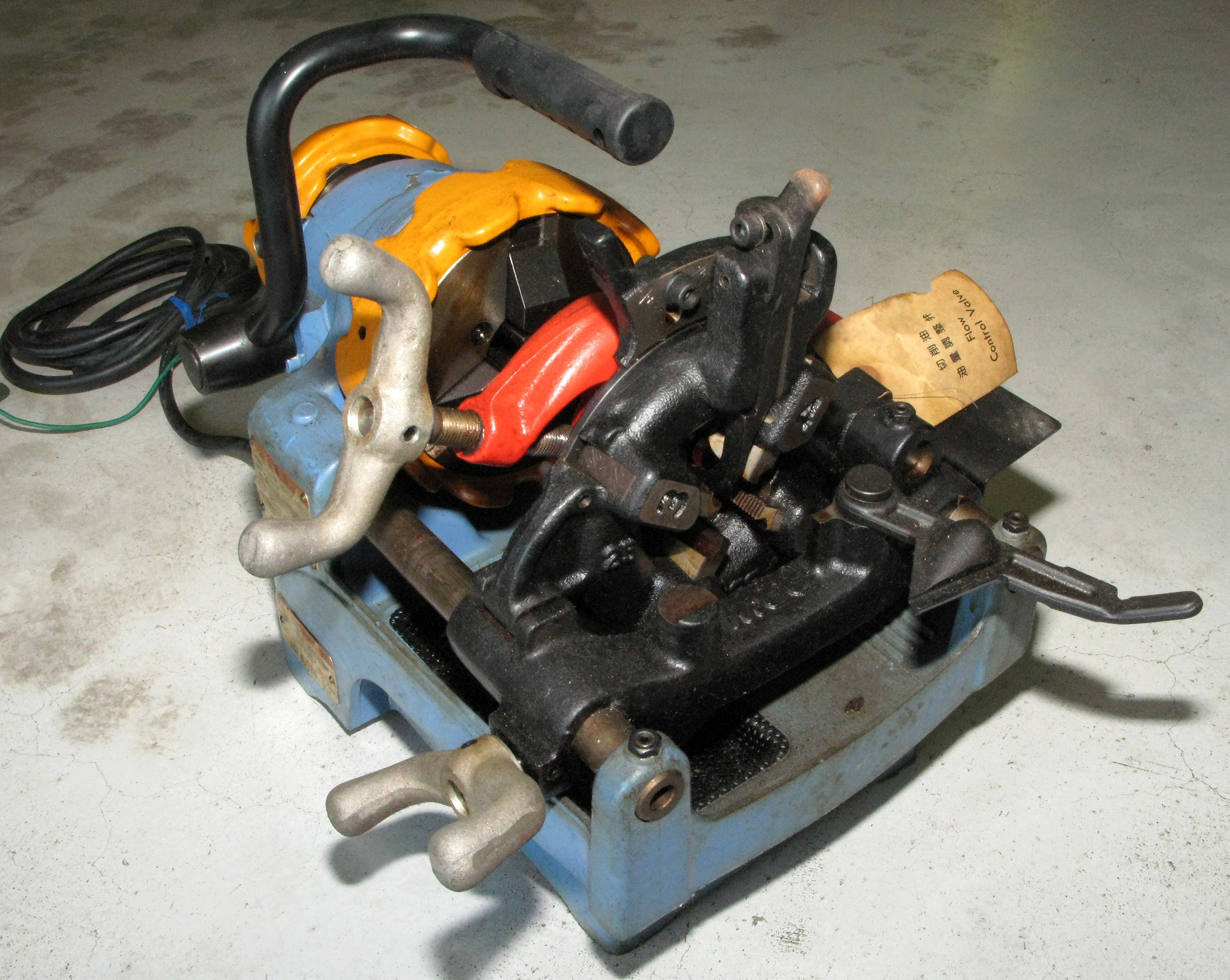
パイプマシン
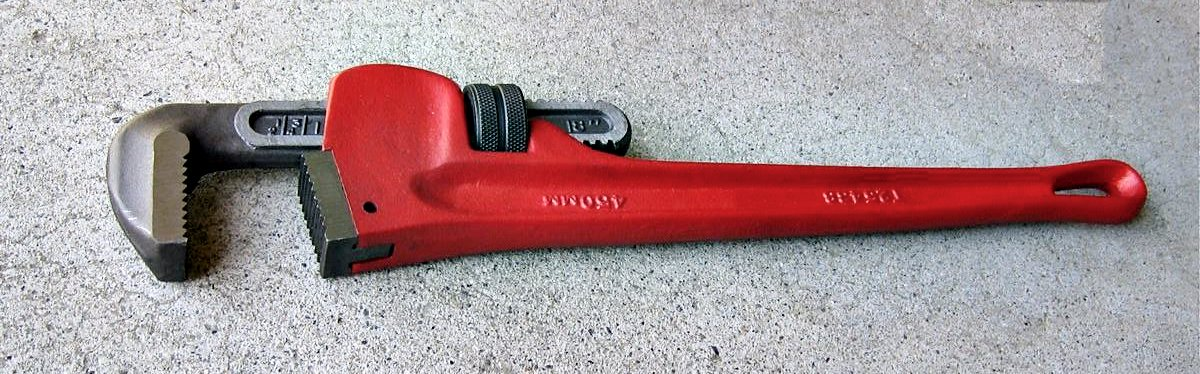
パイプレンチ
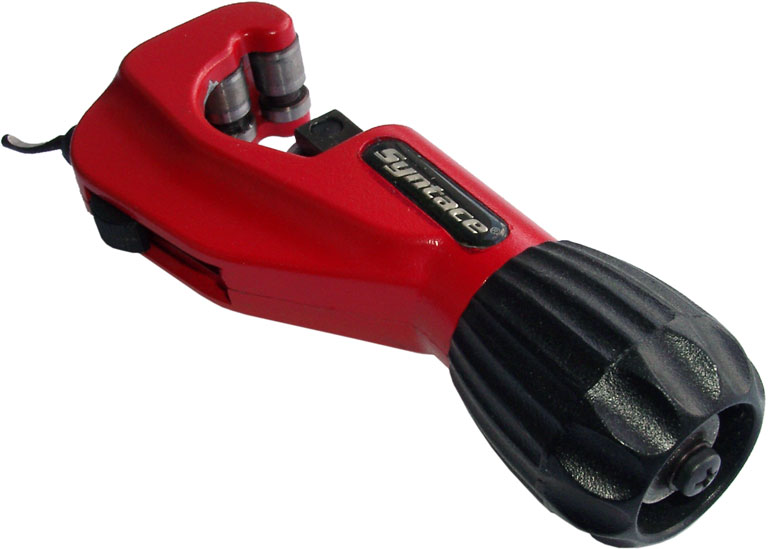
パイプカッタ
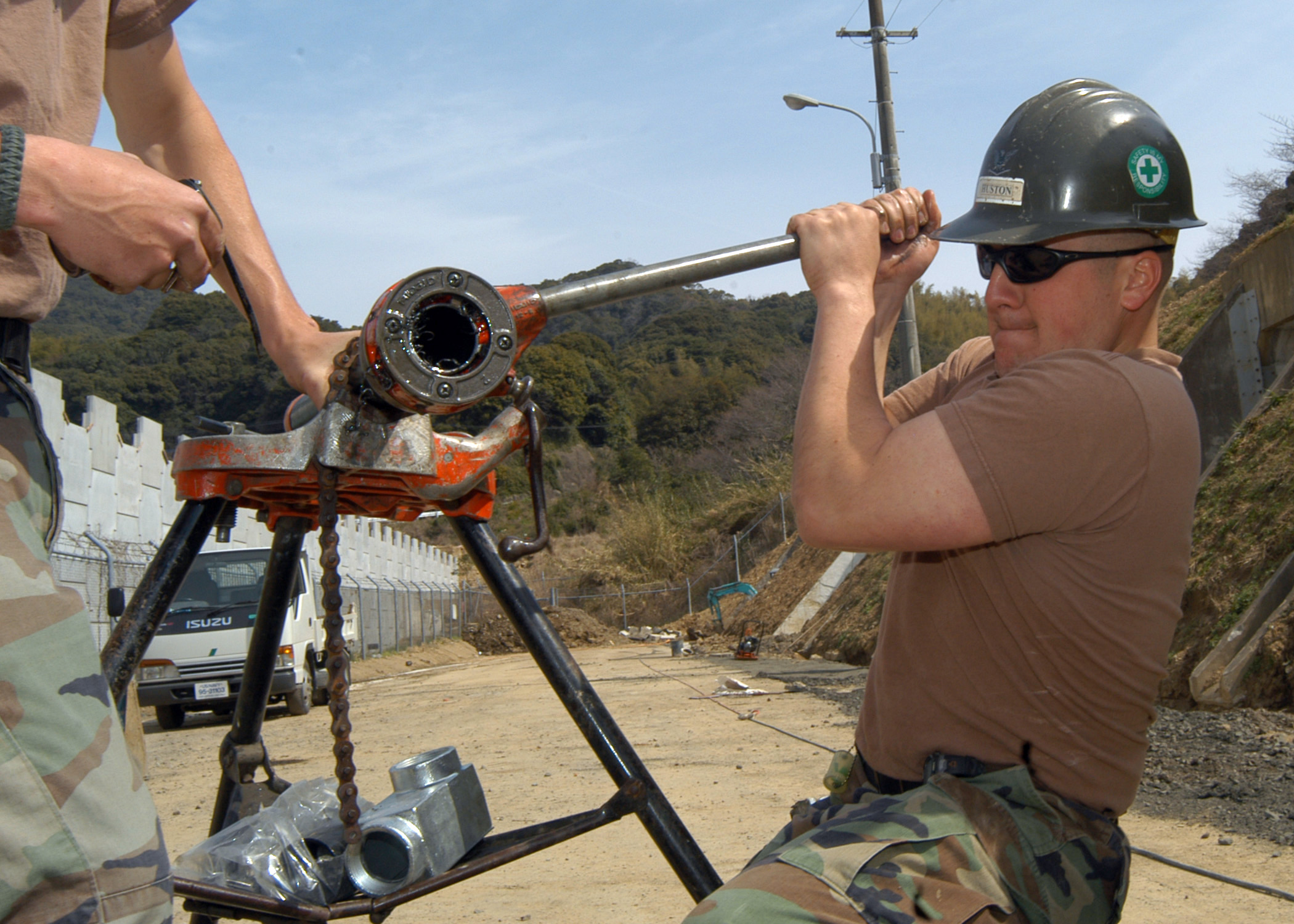
パイプねじ切り器
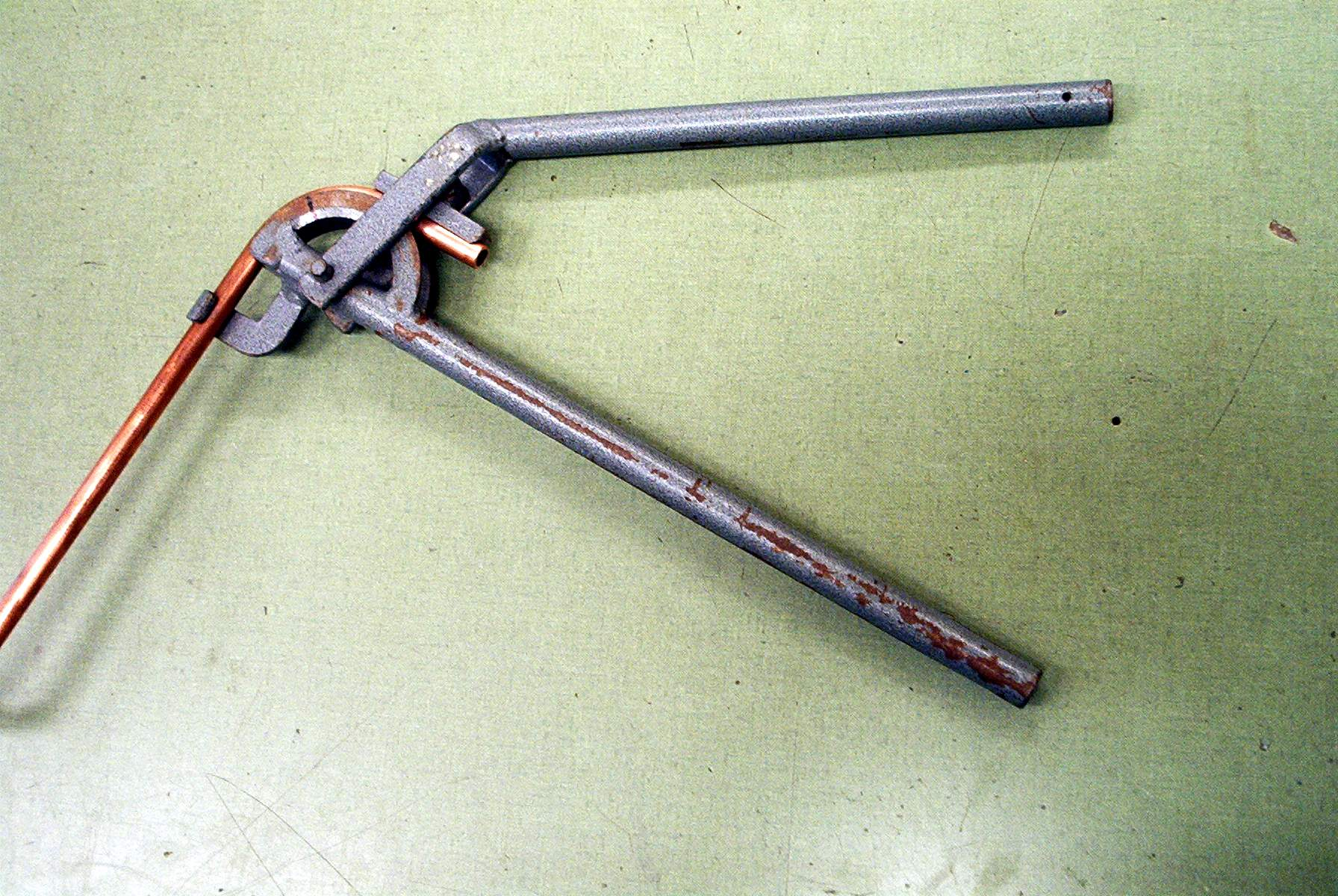
パイプベンダー
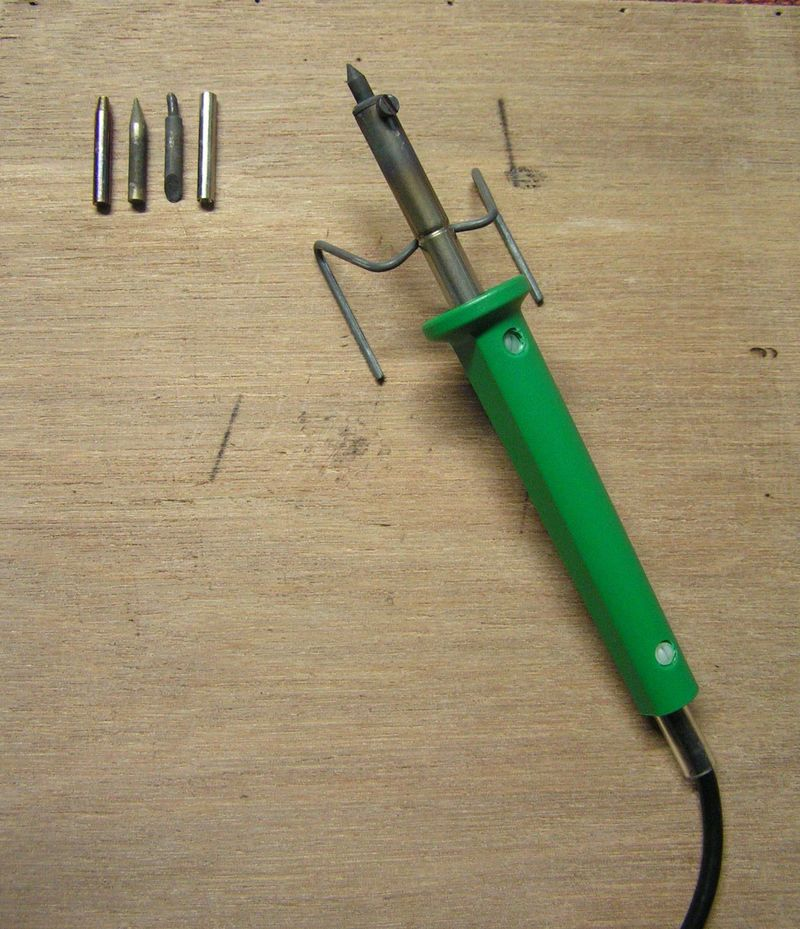
はんだごて
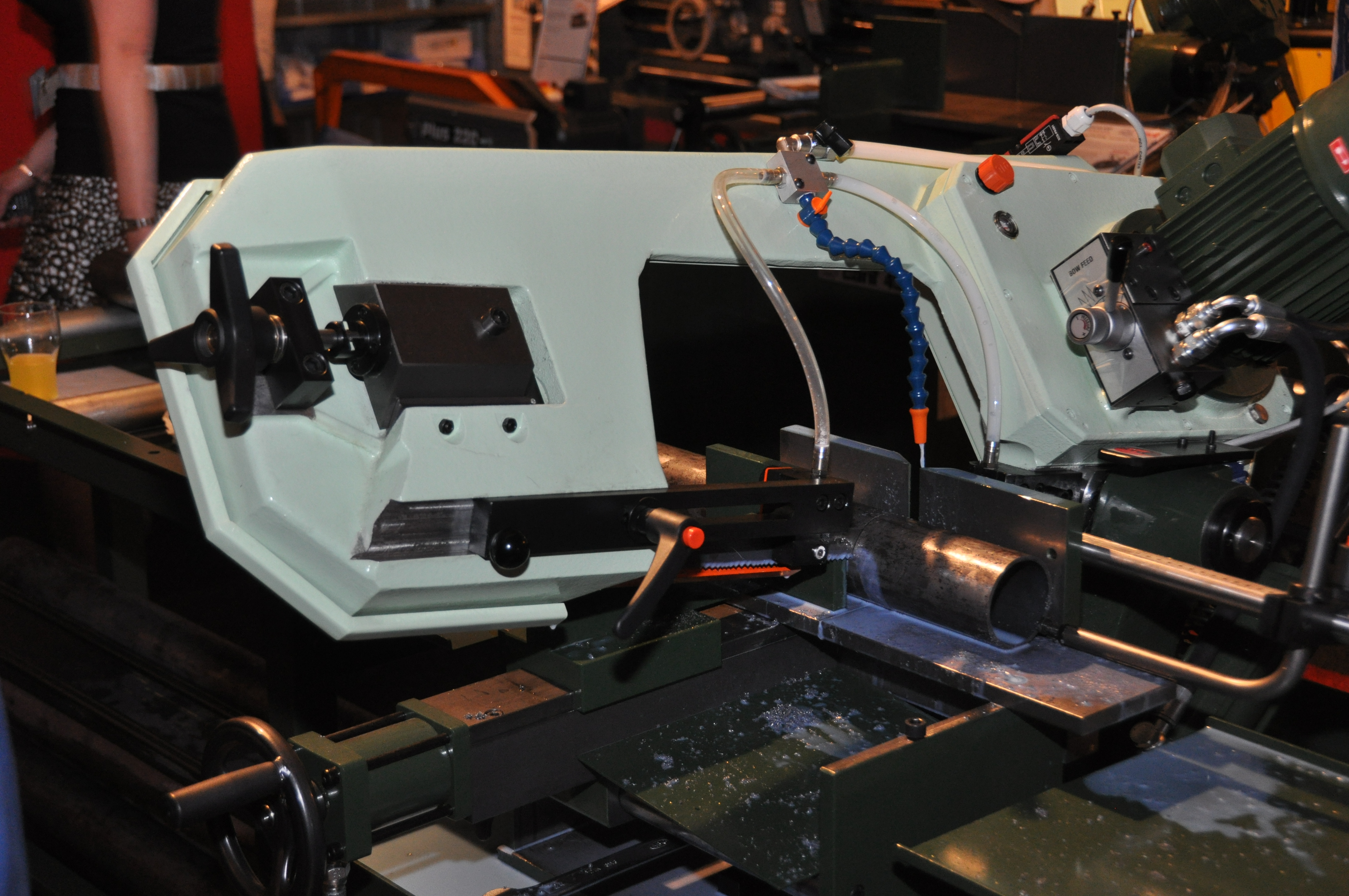
バンドソー
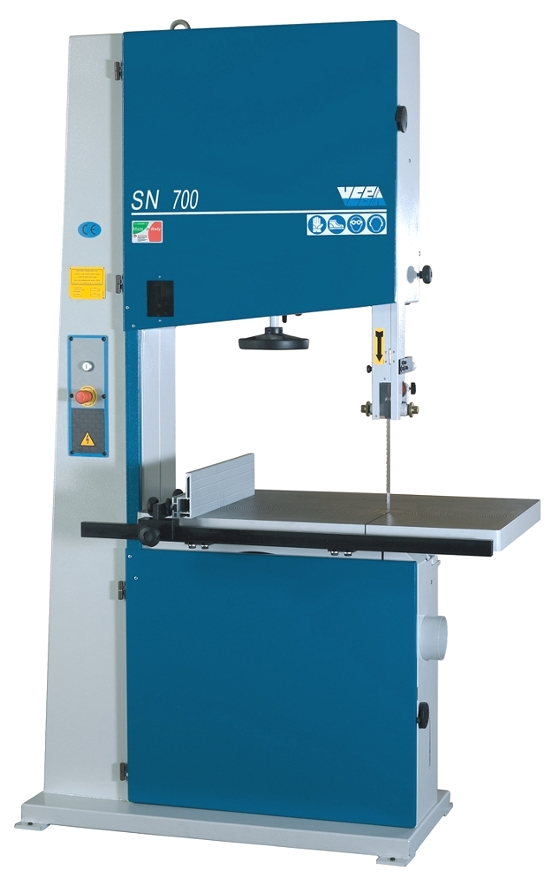
バンドソー
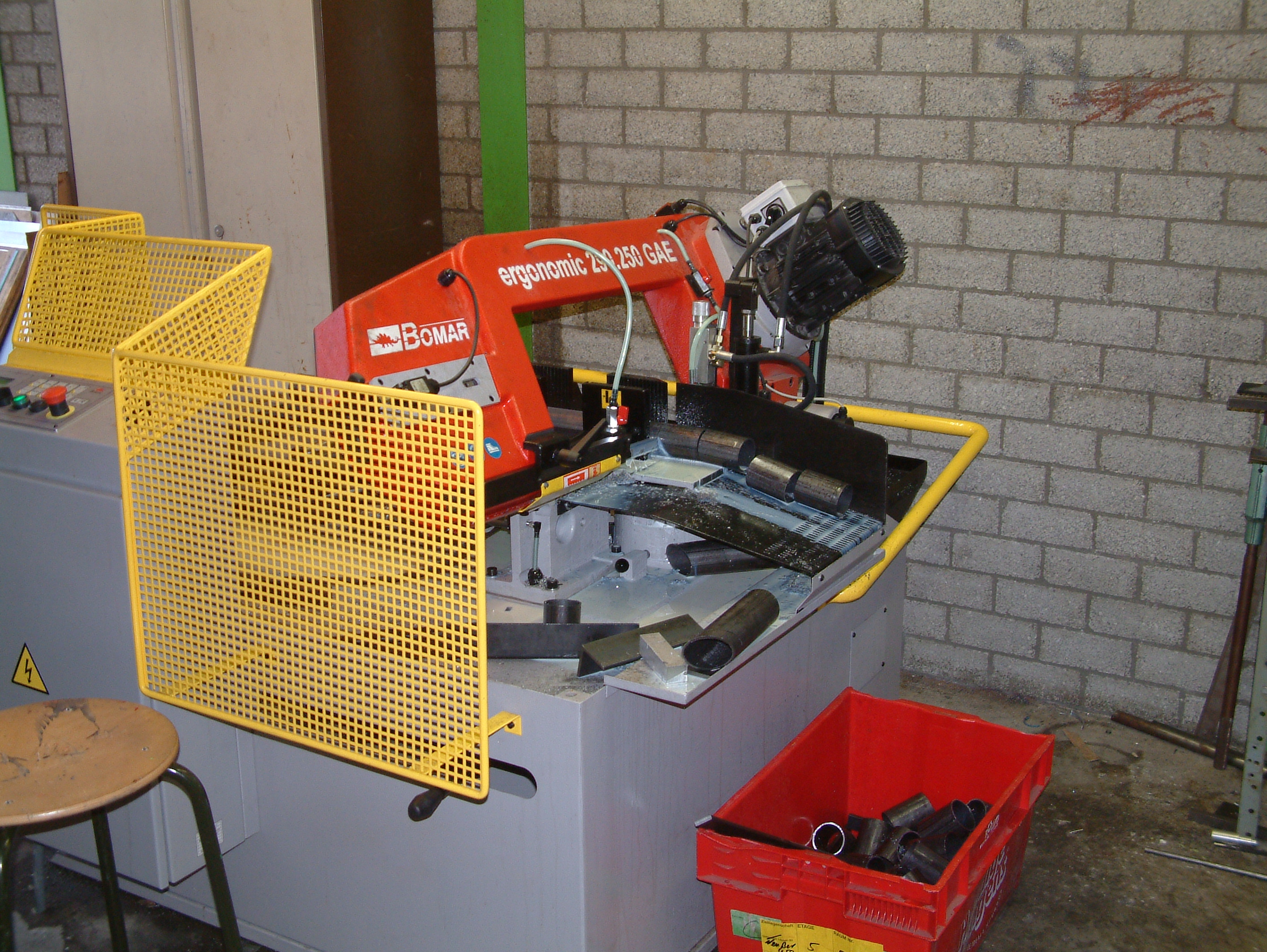
バンドソー
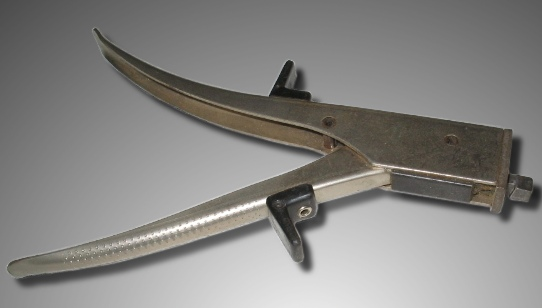
ハンドニブラ
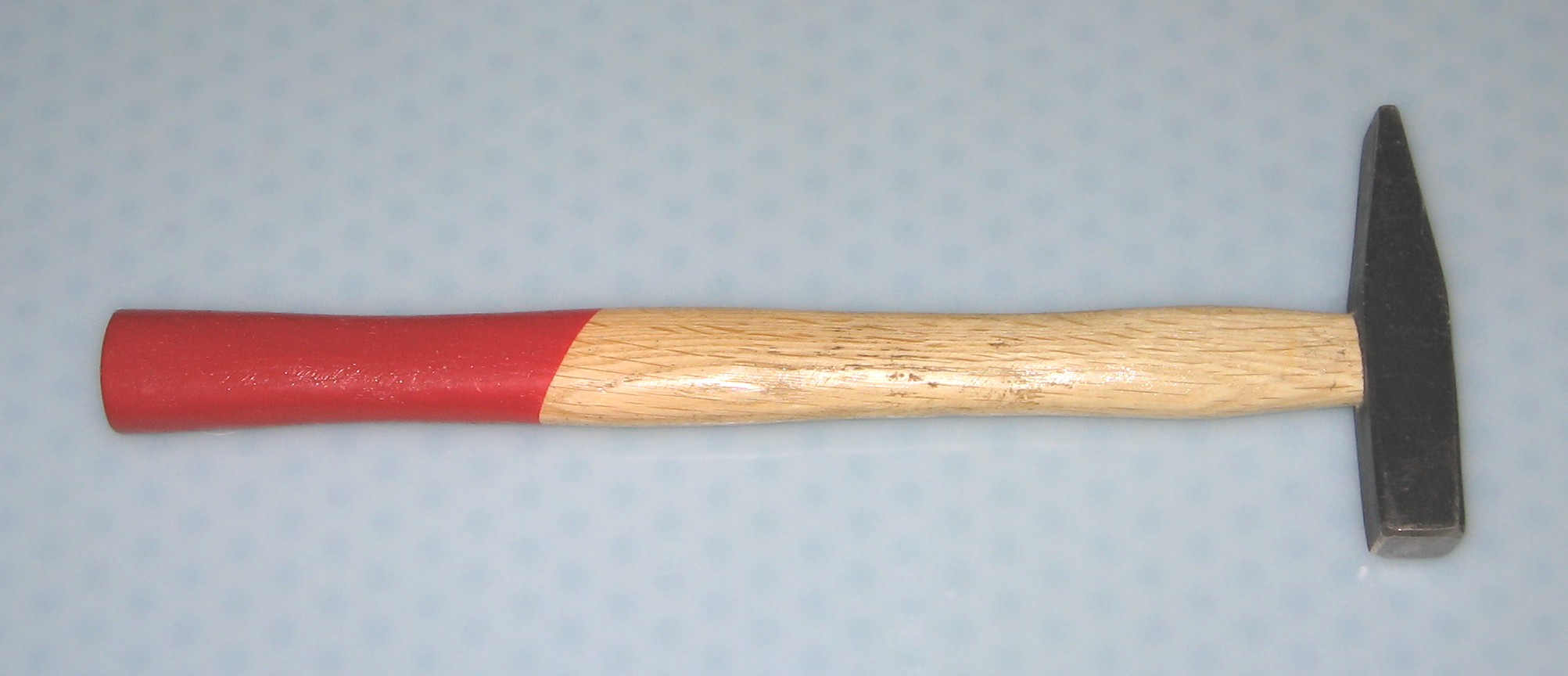
ハンマ
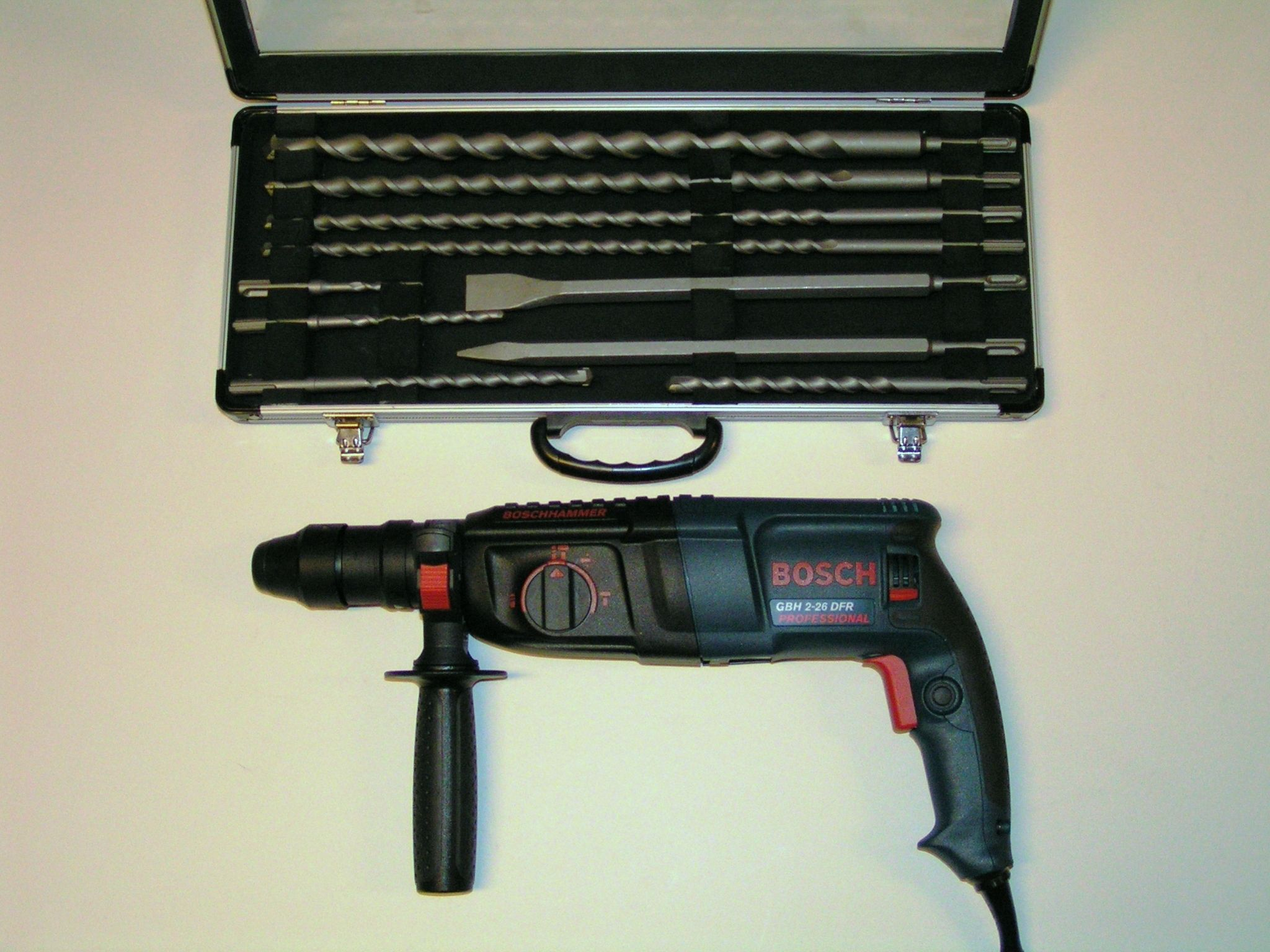
ハンマードリル
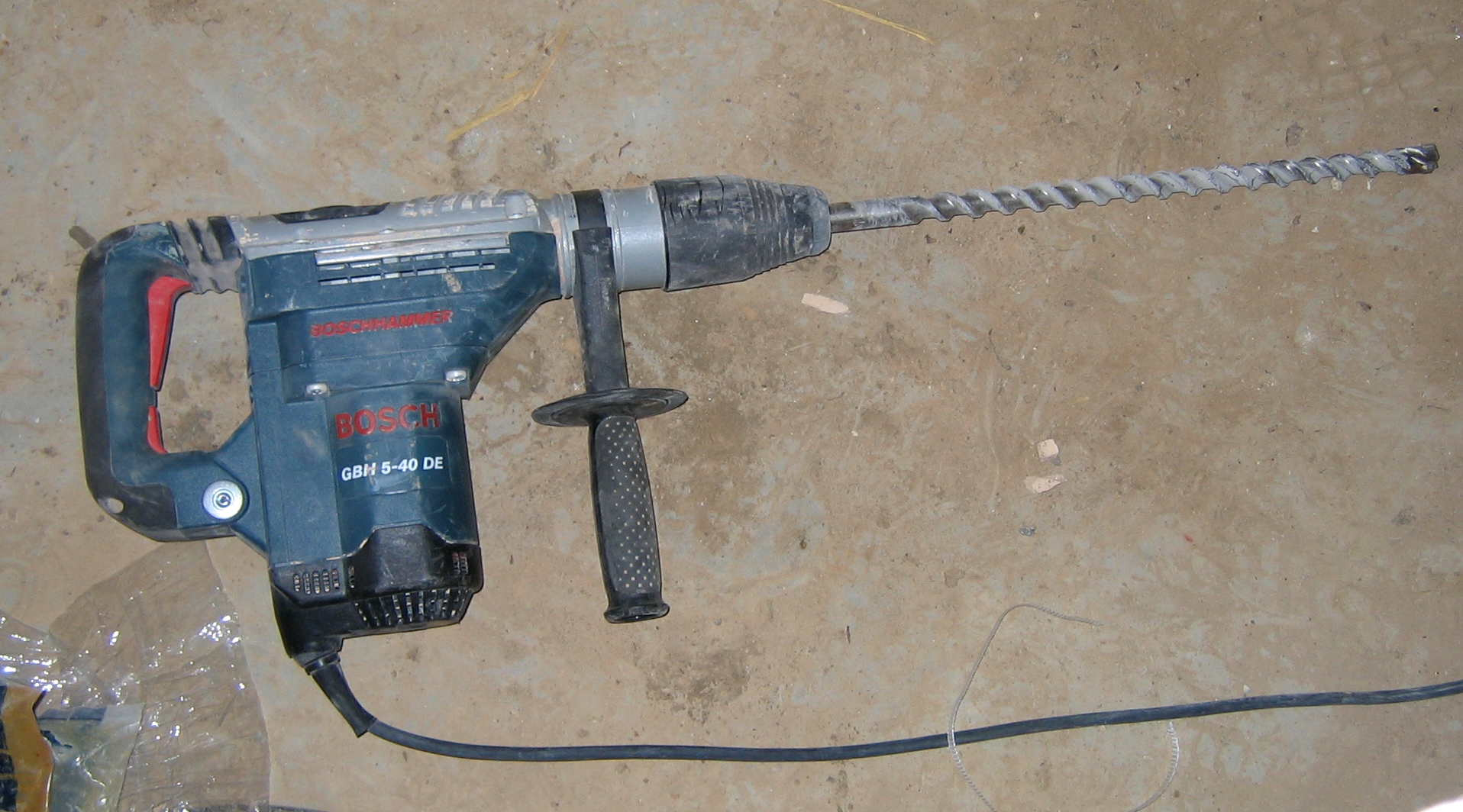
ハンマードリル
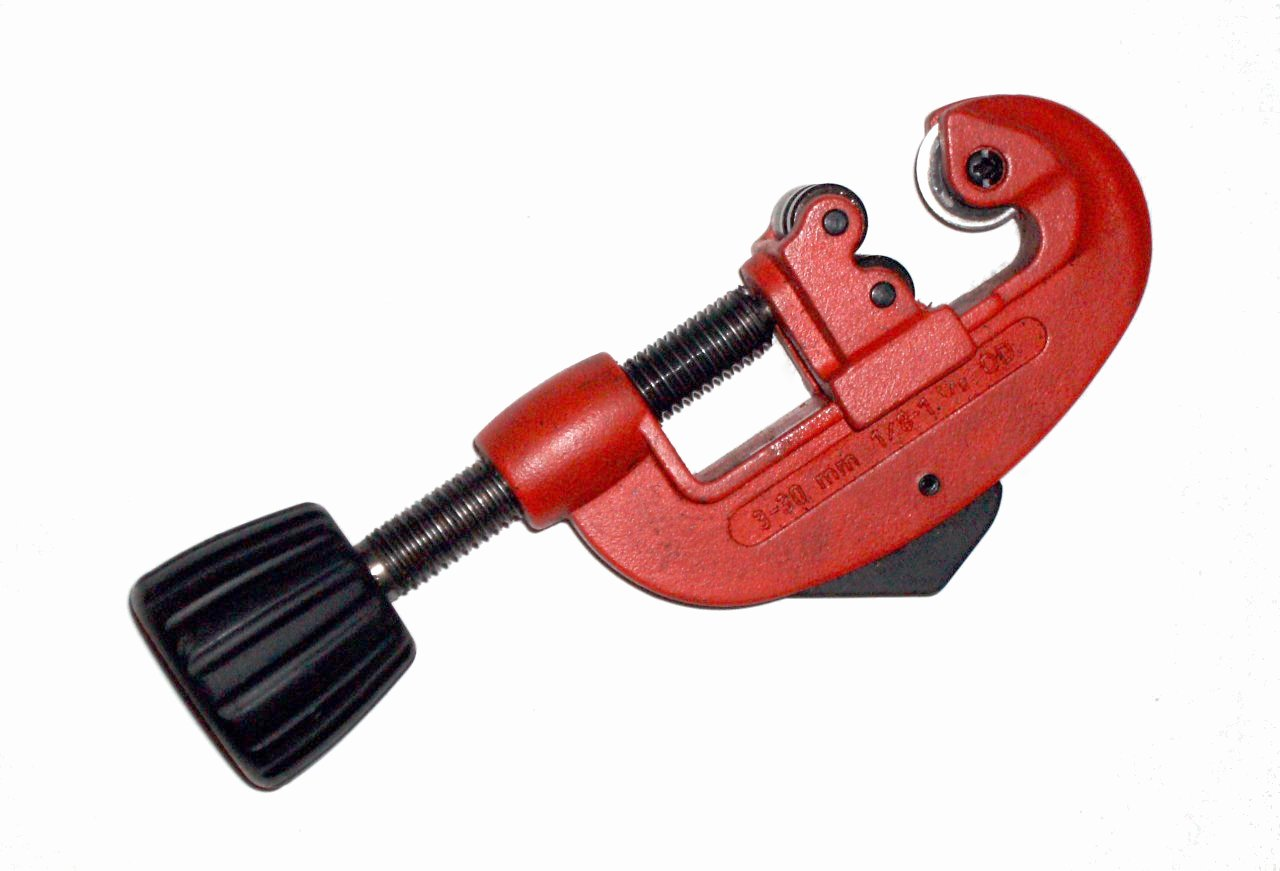
パイプカッタ
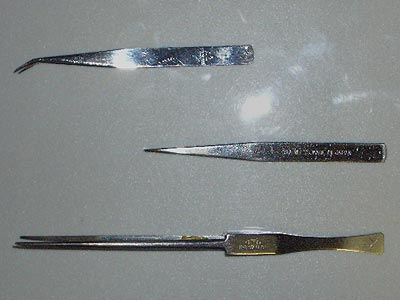
ピンセット
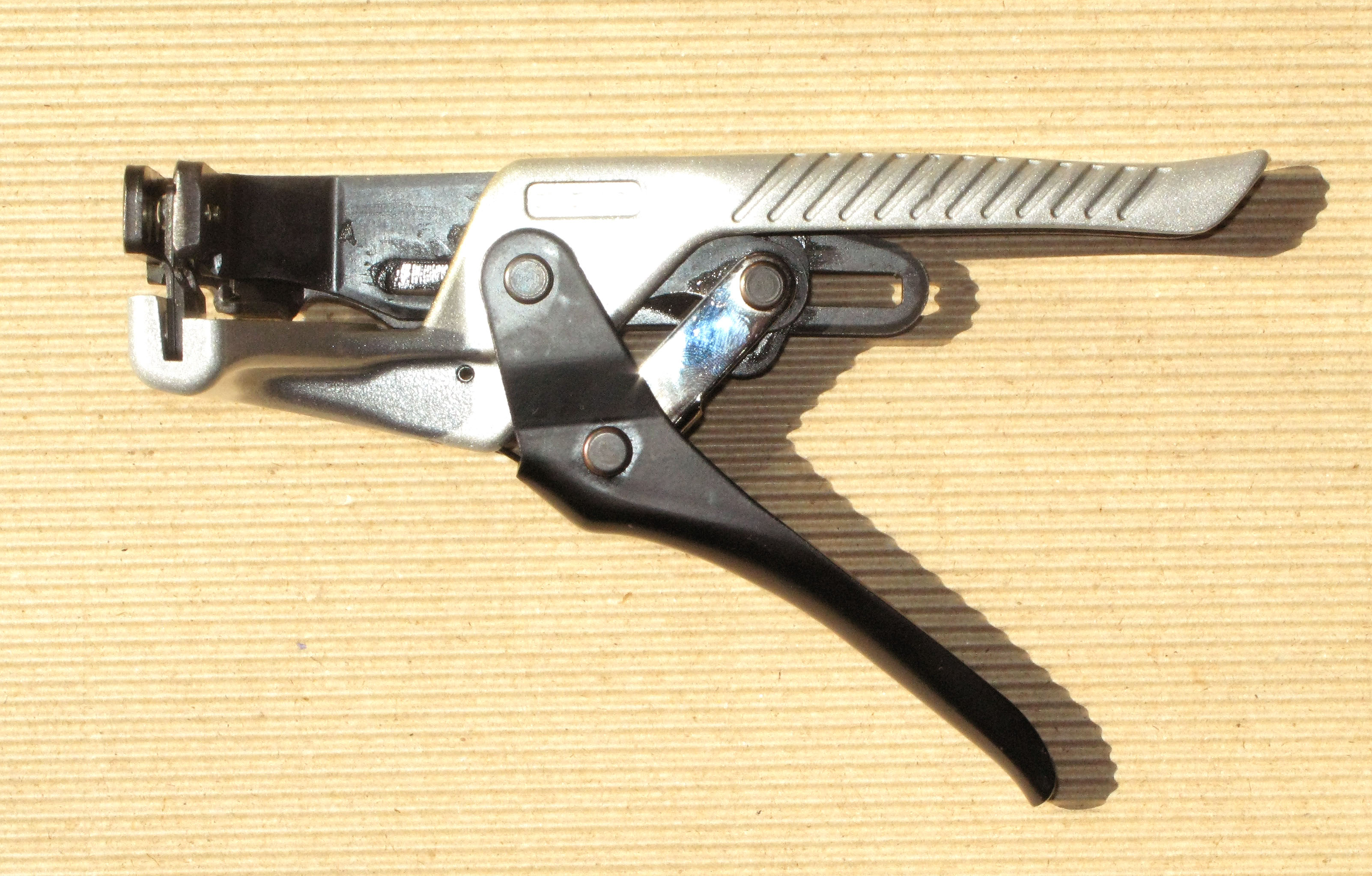
VA線ストリッパ
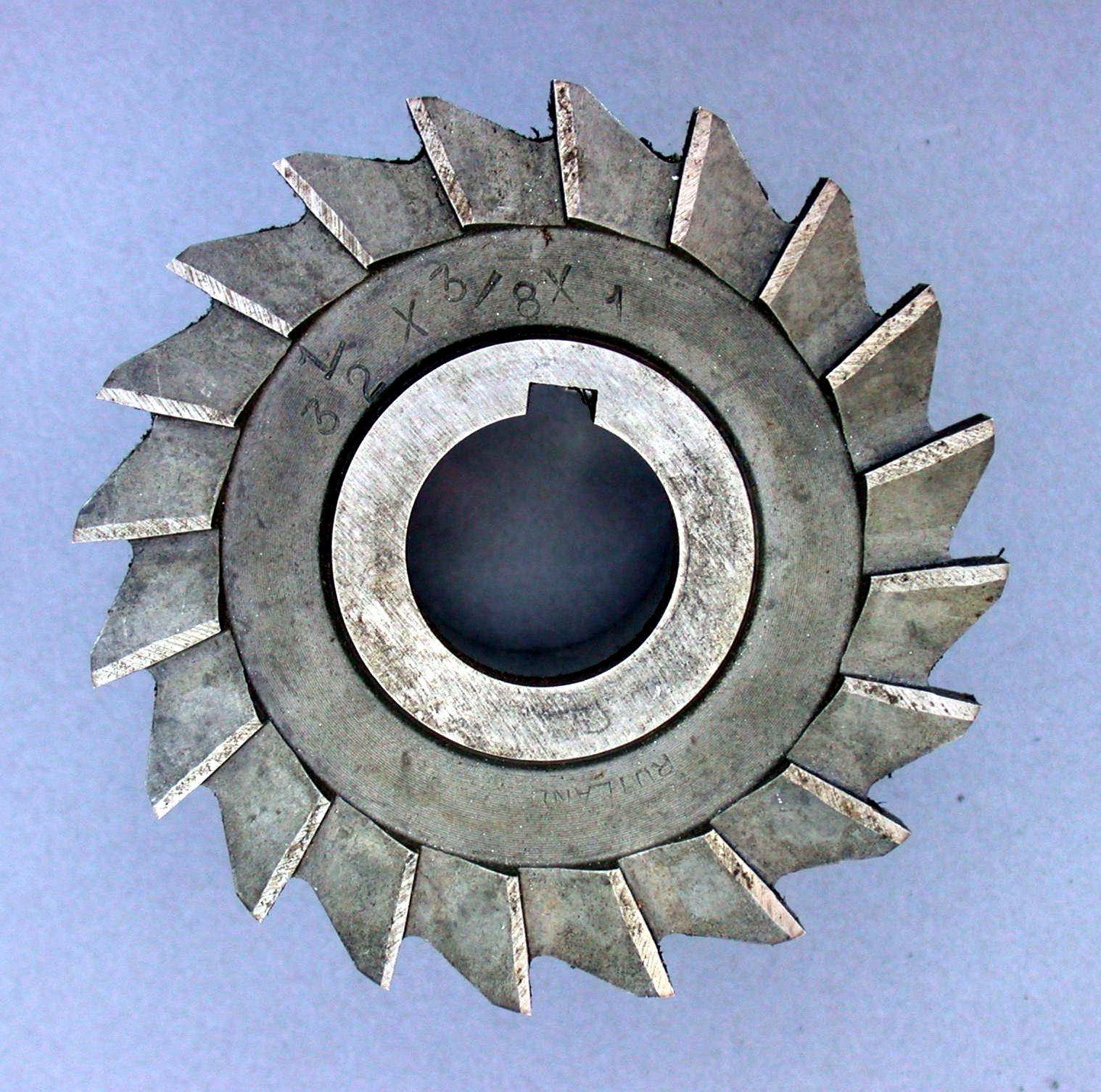
フライス
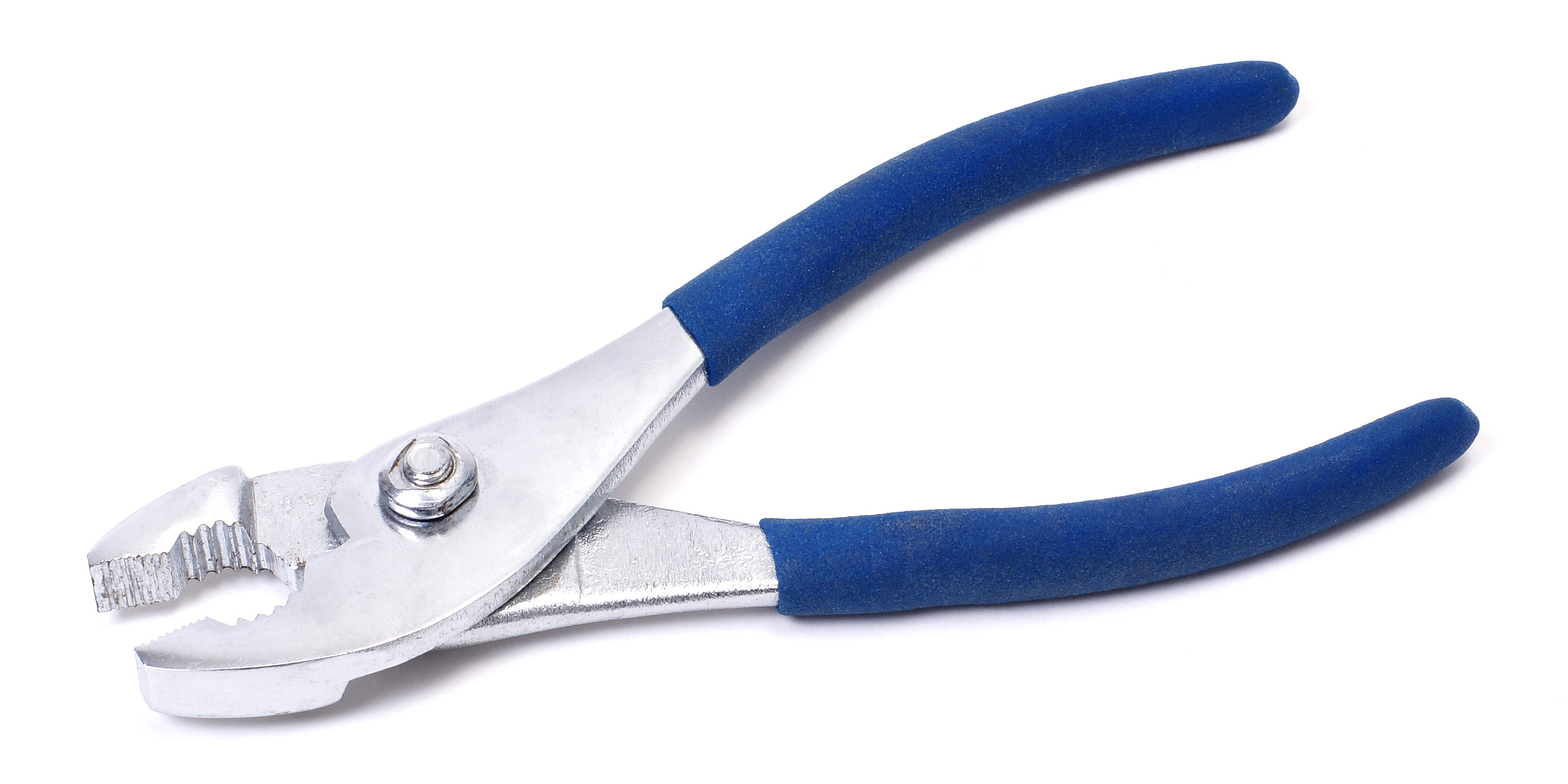
プライヤ
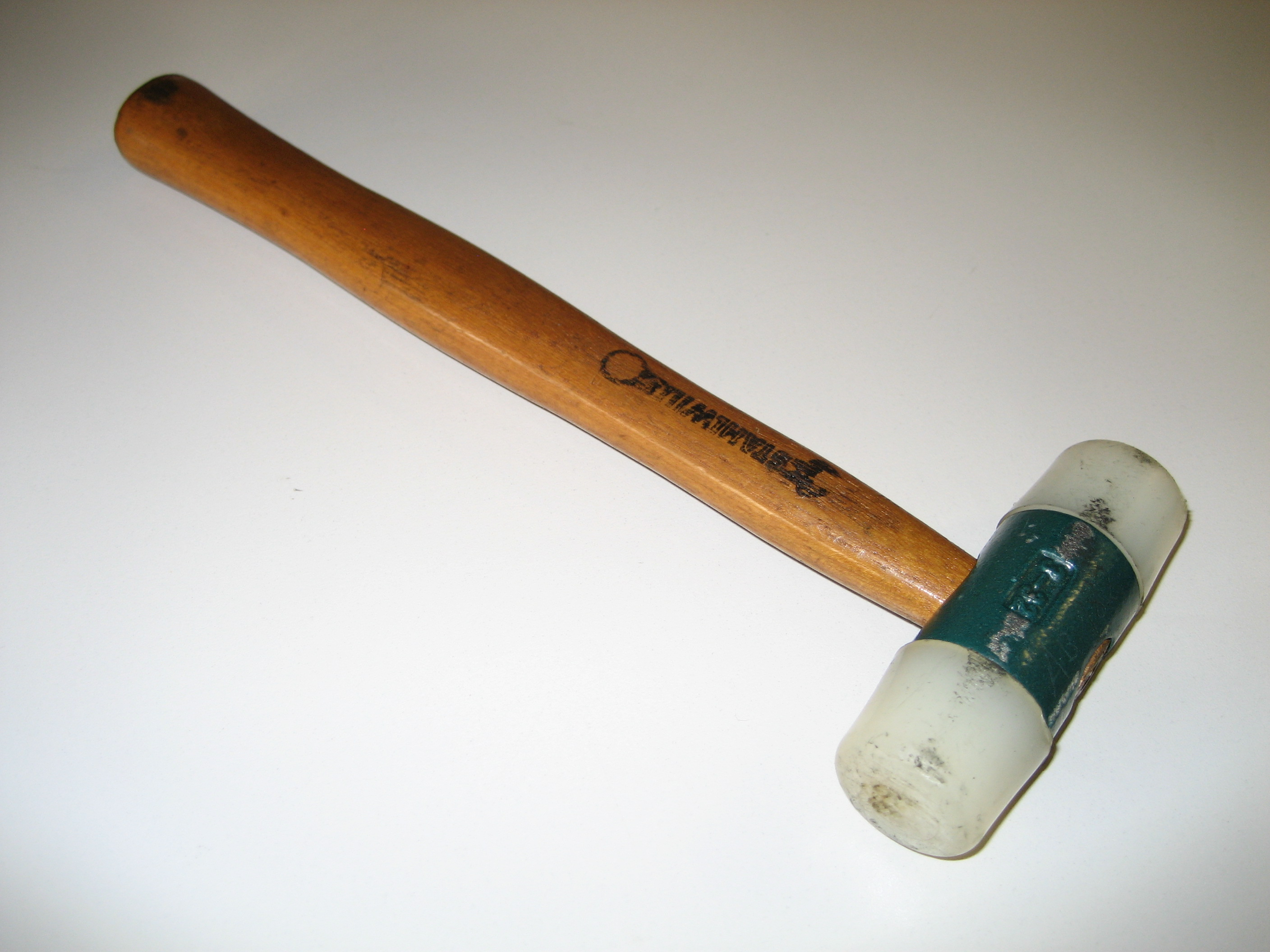
プラスチックハンマ
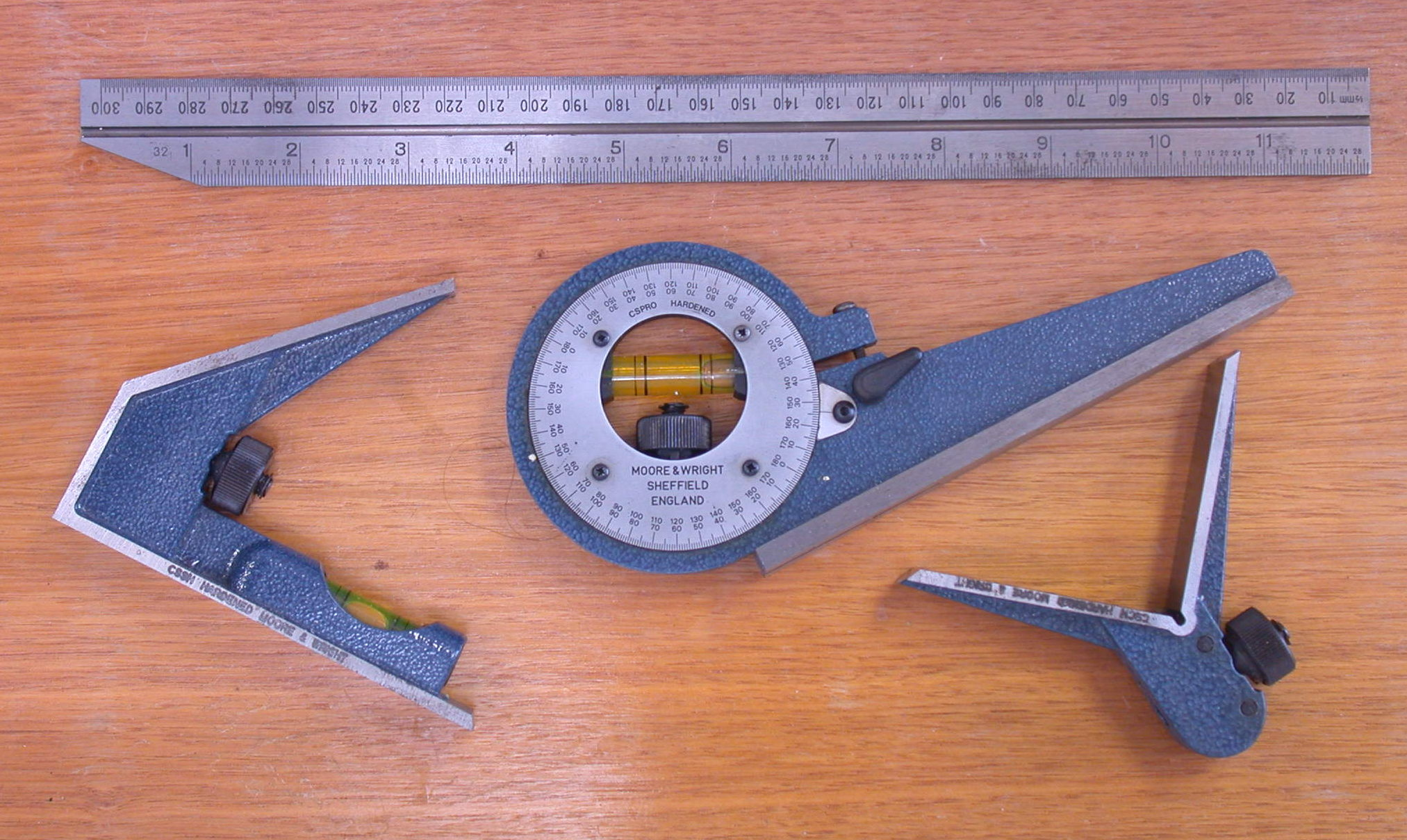
プロトラクター
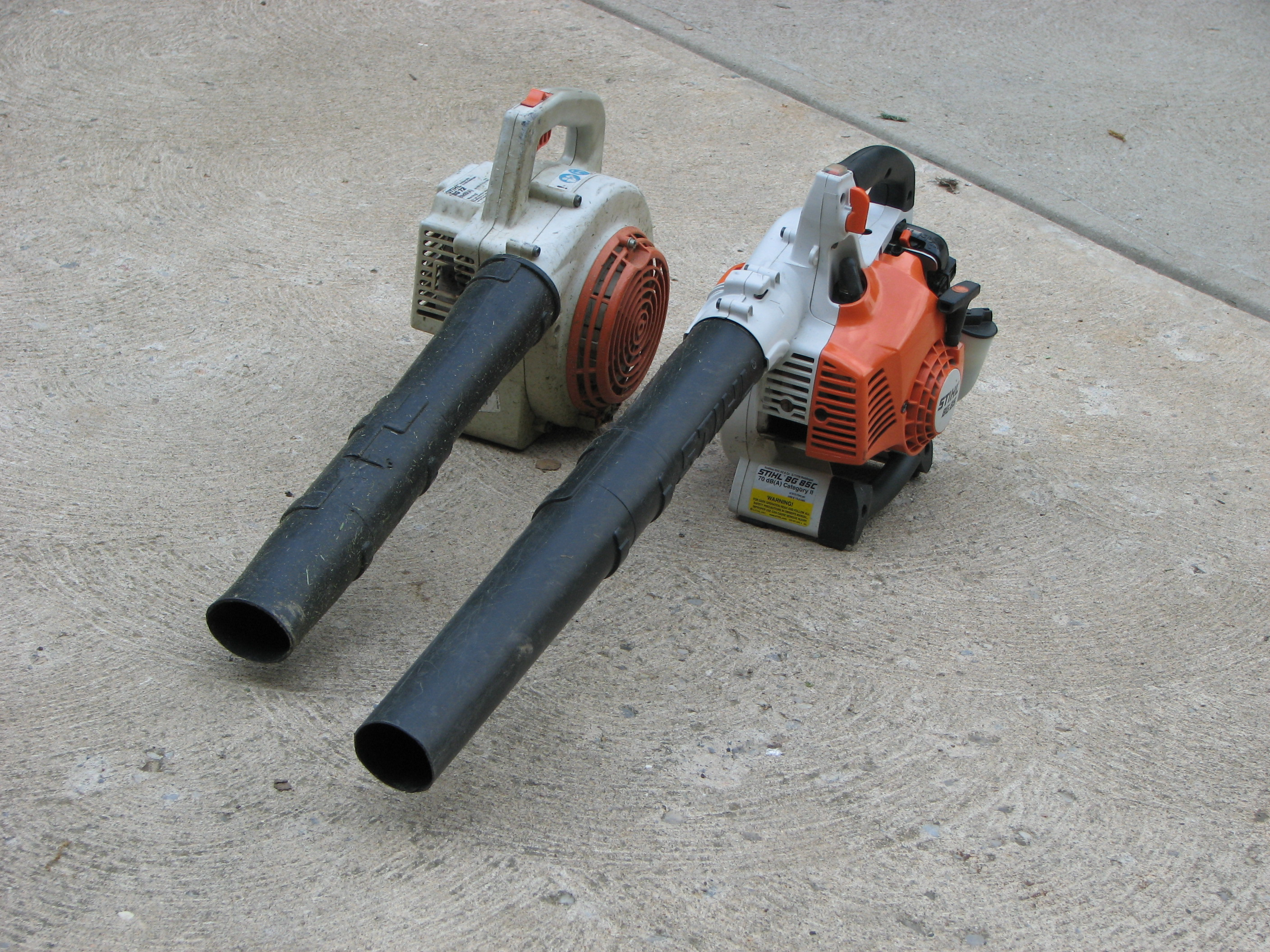
ブロワ(動力;エンジン)
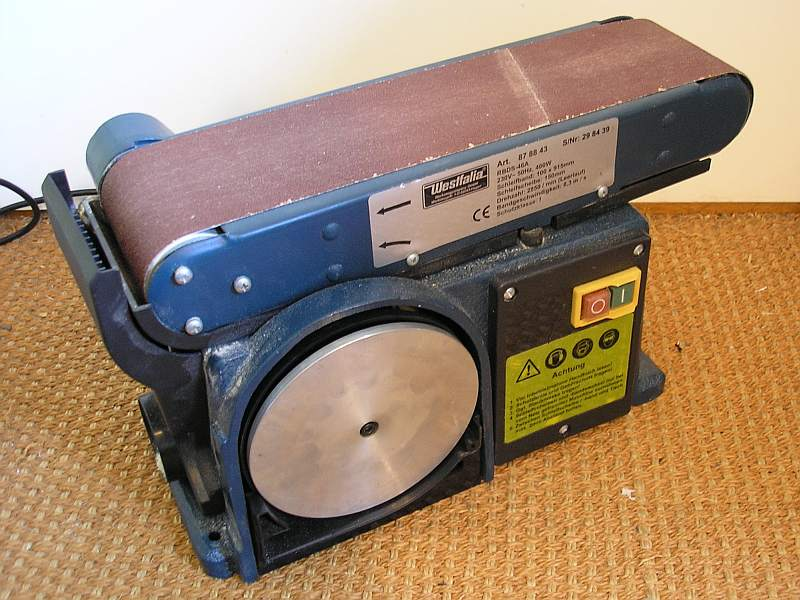
ベルトグラインダ（ベルトサンダ）
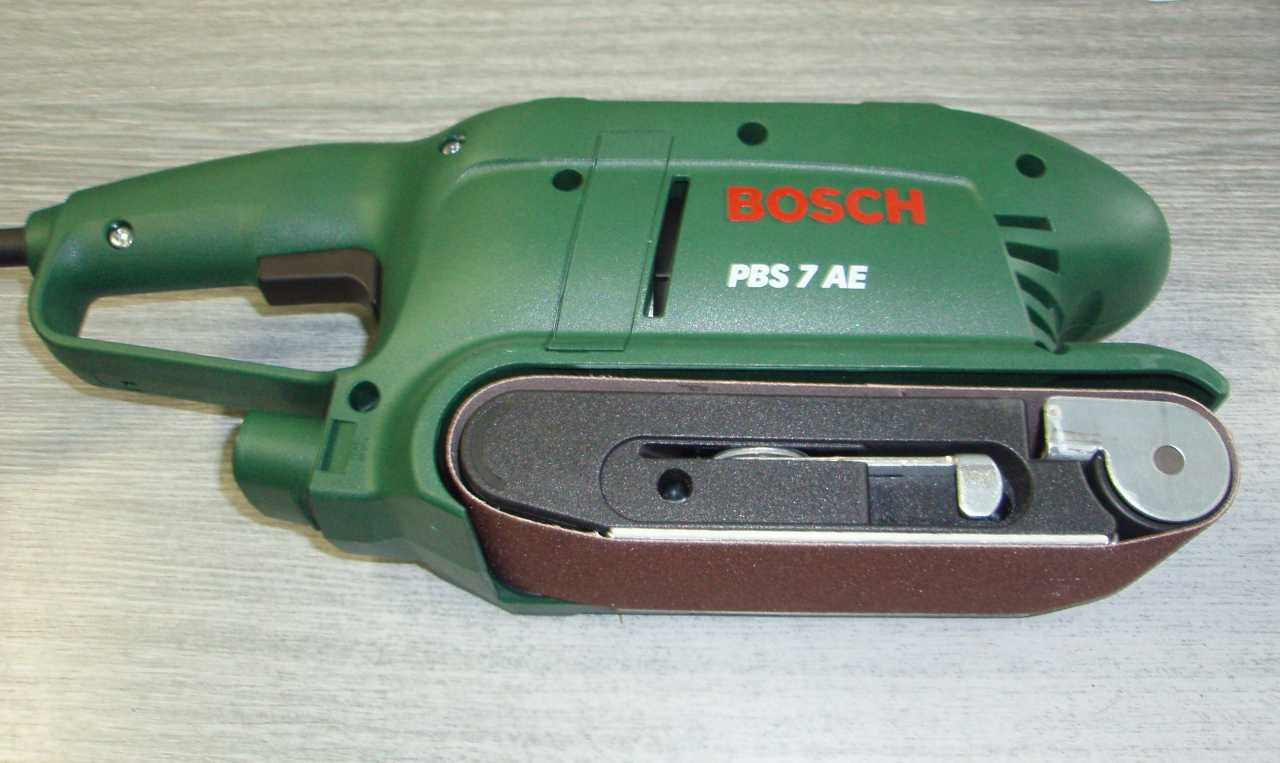
ベルトサンダ
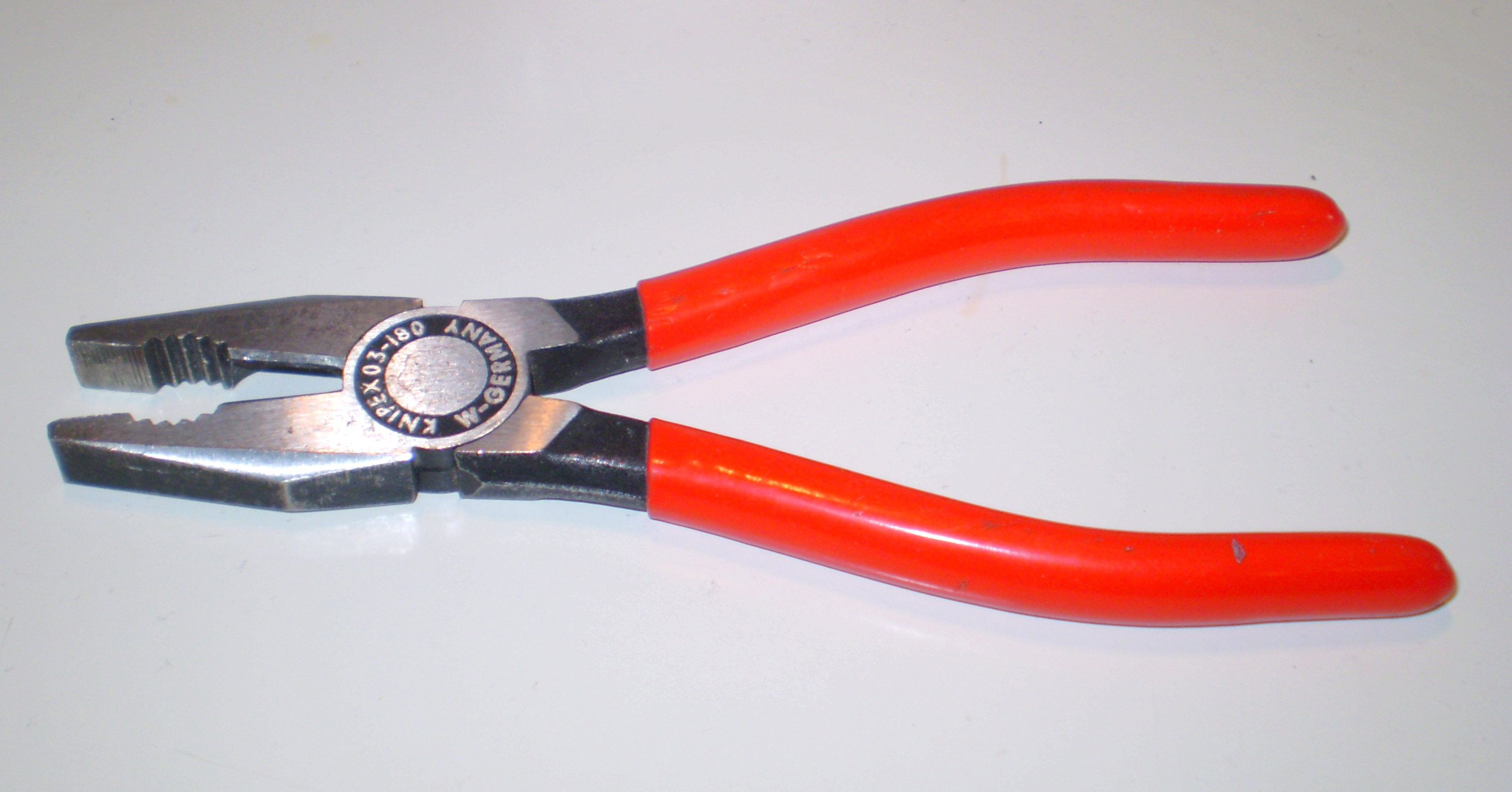
ペンチ
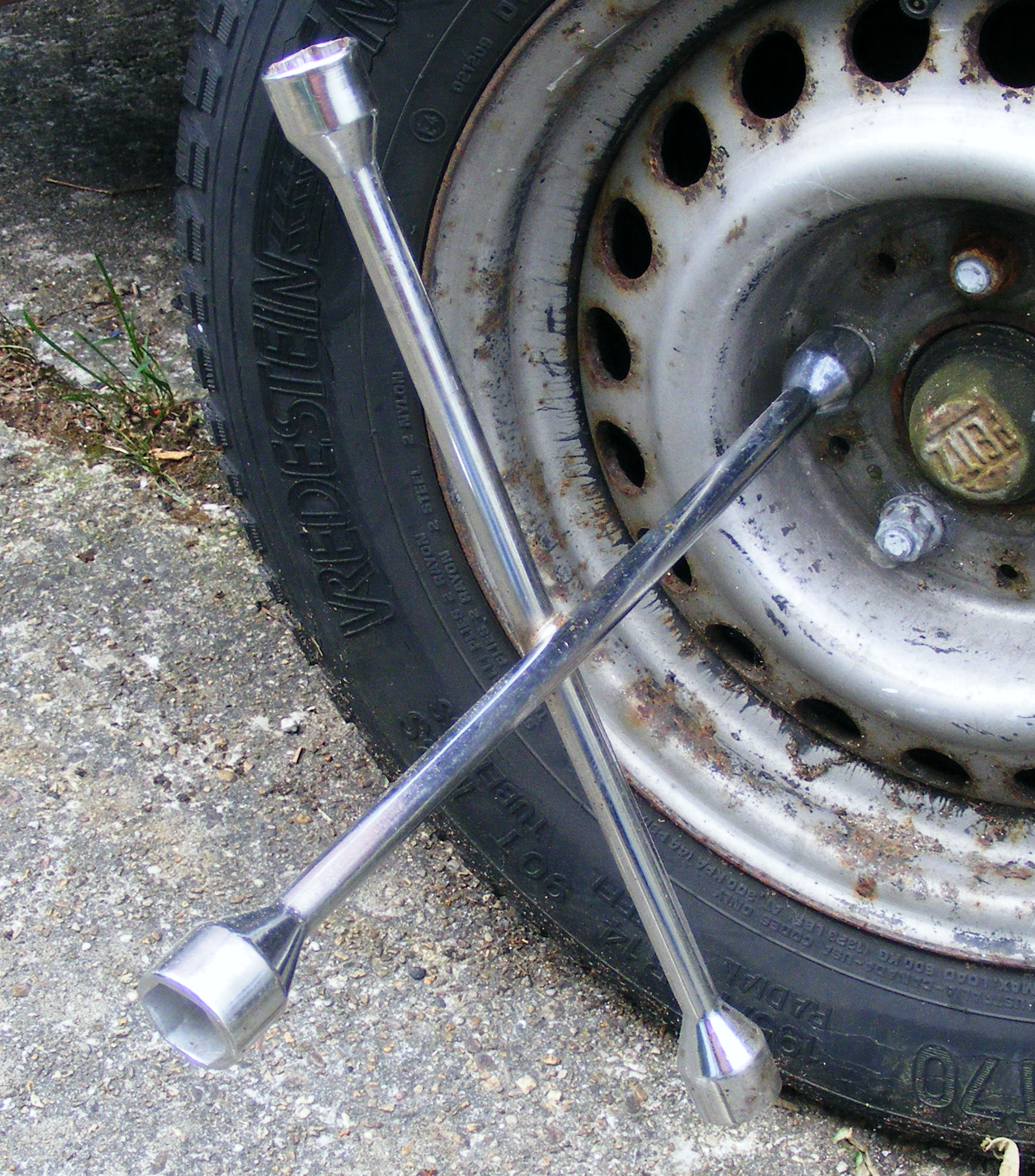
ボックスレンチ
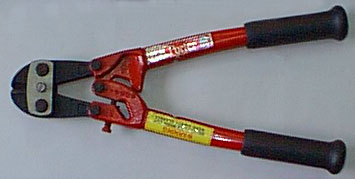
ボルトクリッパ（ボルトカッタ）
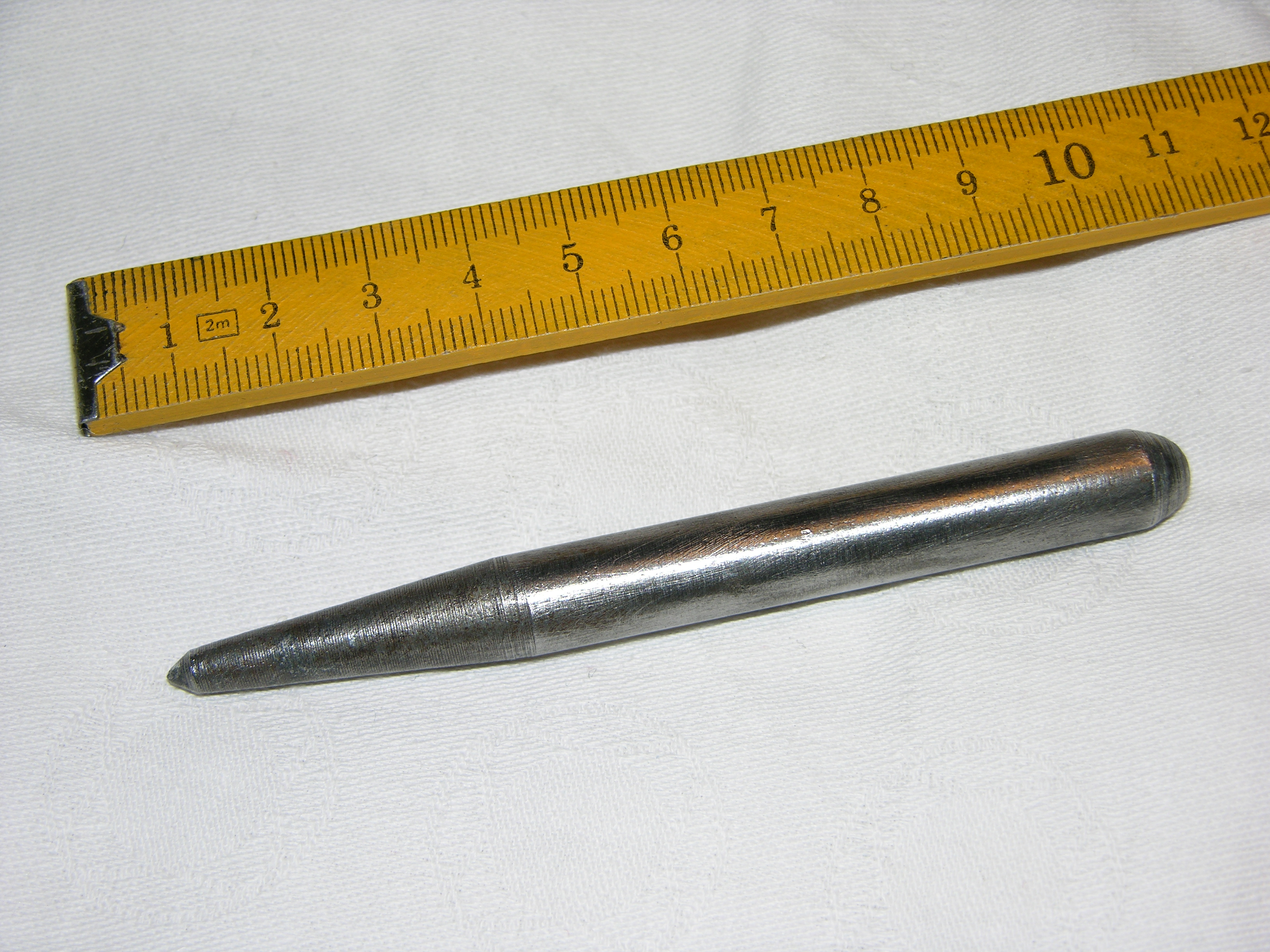
ポンチ

- ま行

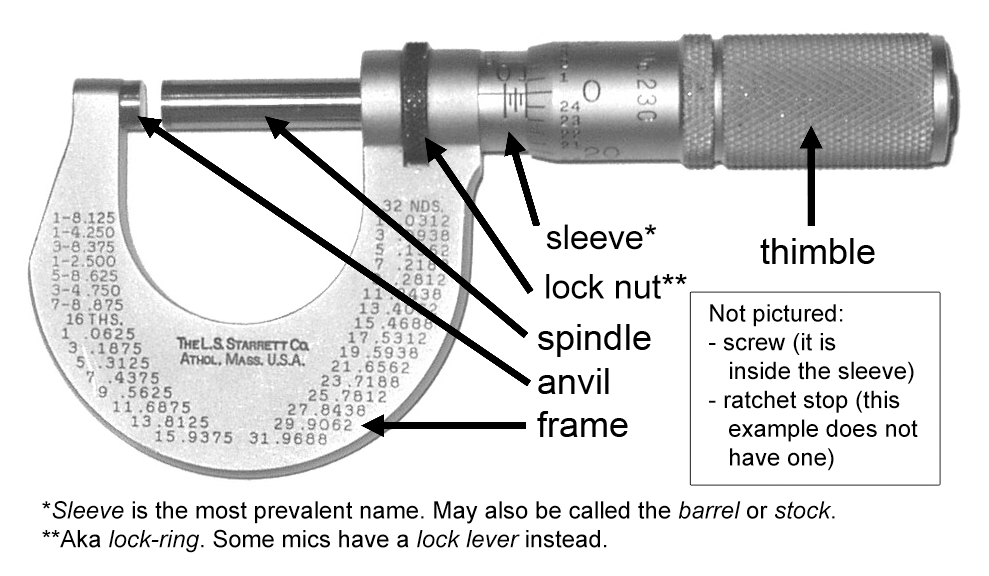
（外測）マイクロメータ
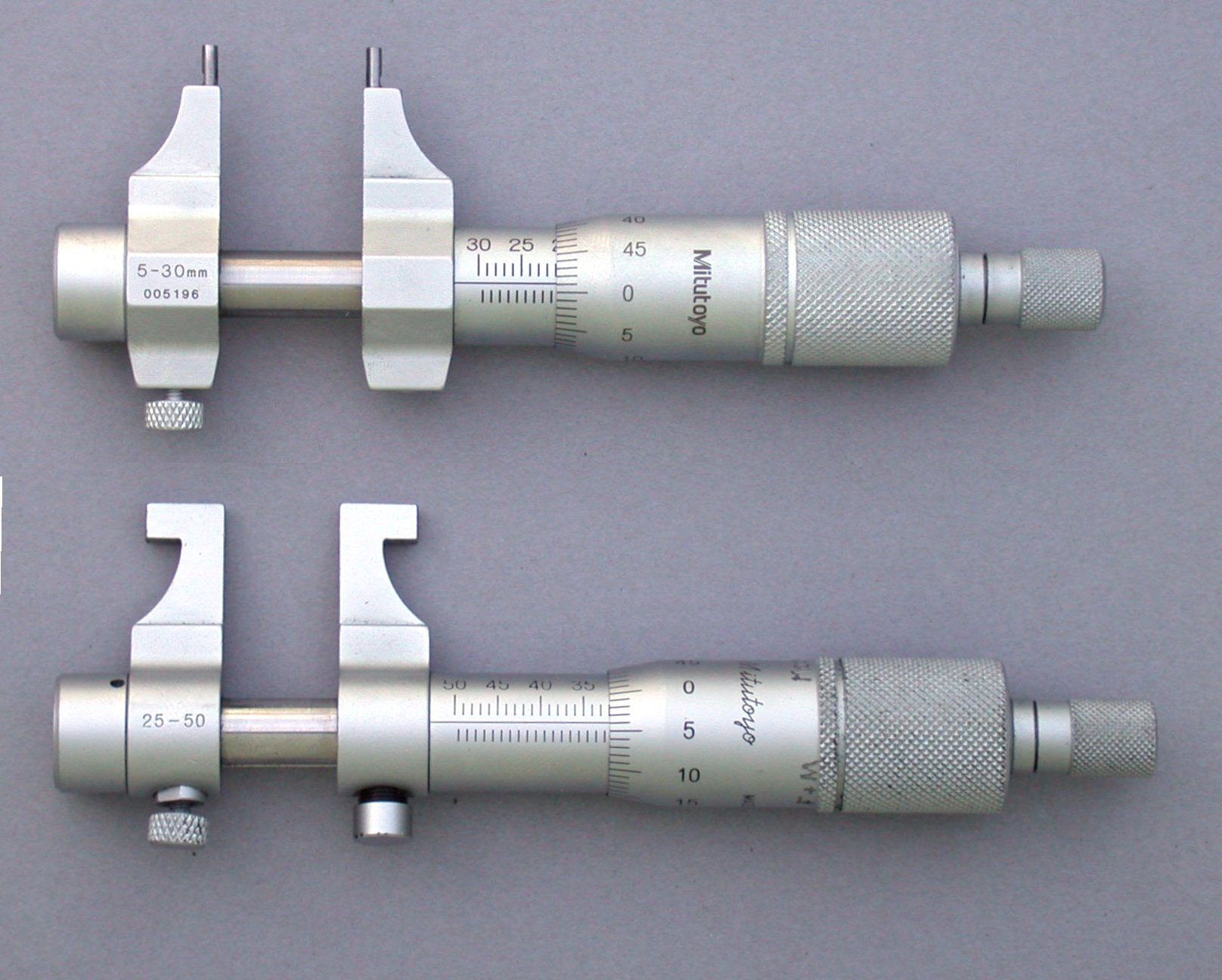
（内測）マイクロメータ
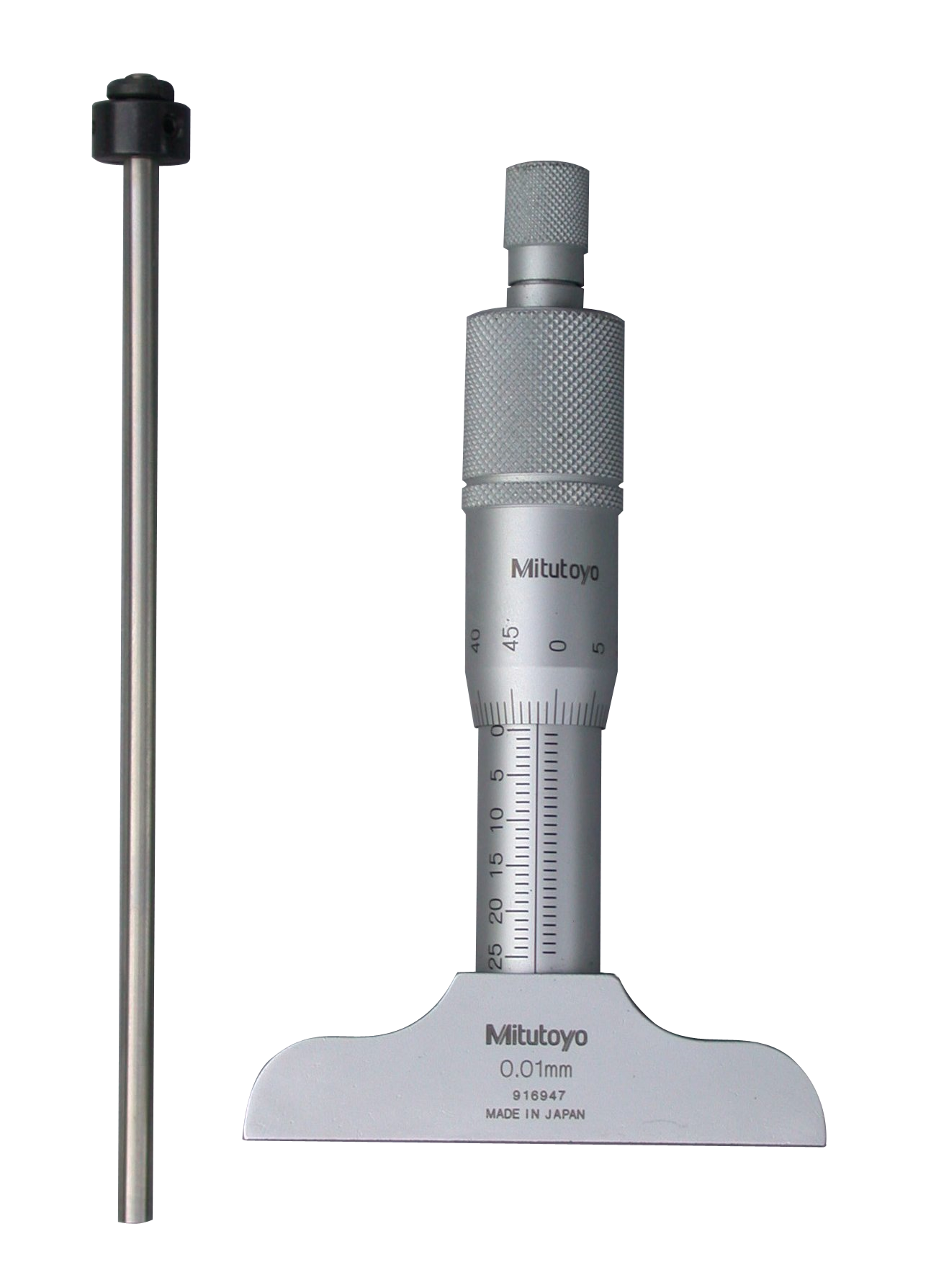
（デプス）マイクロメータ
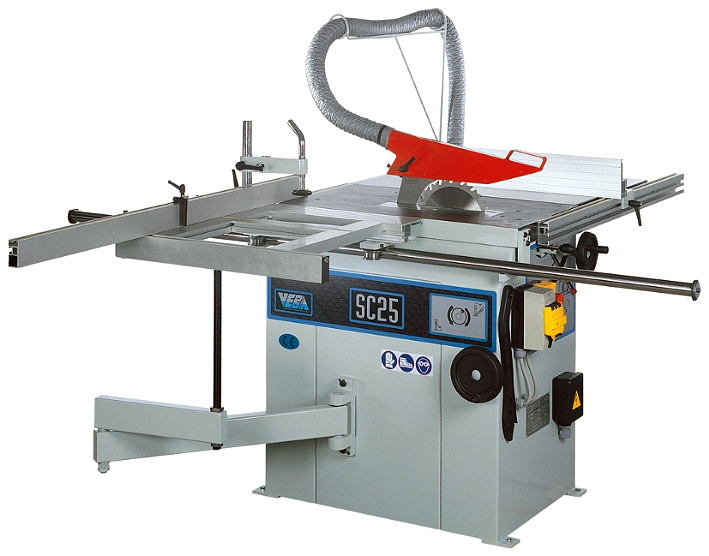
丸のこ盤
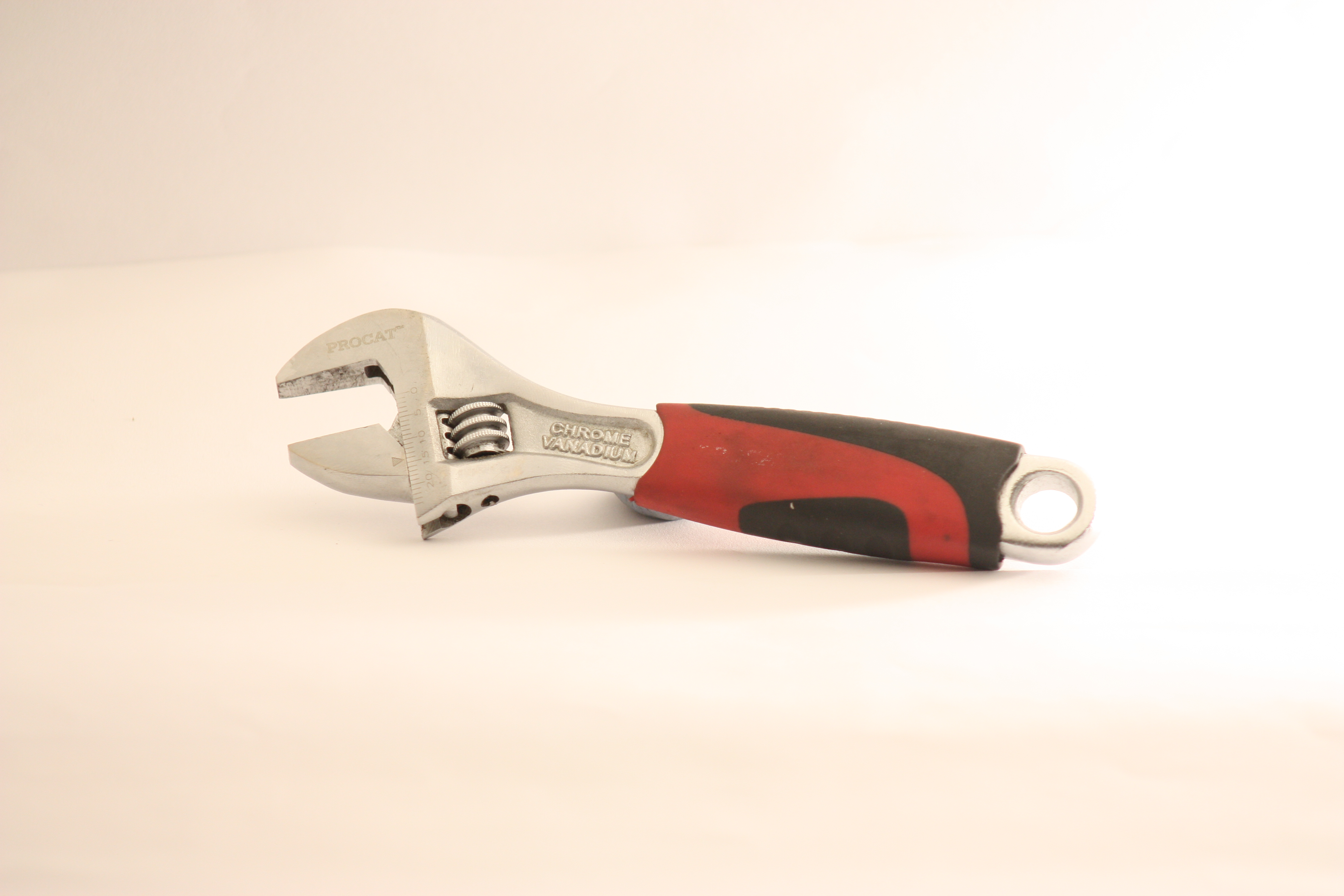
めがねレンチ
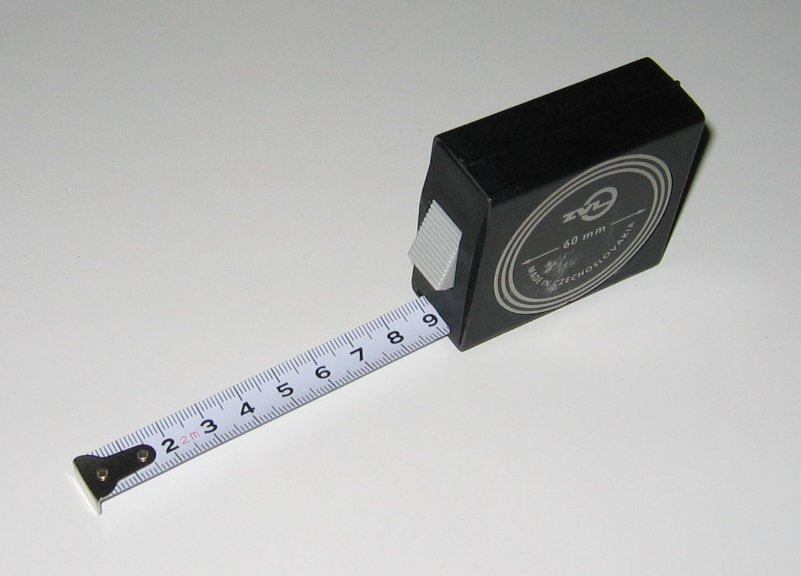
メジャー
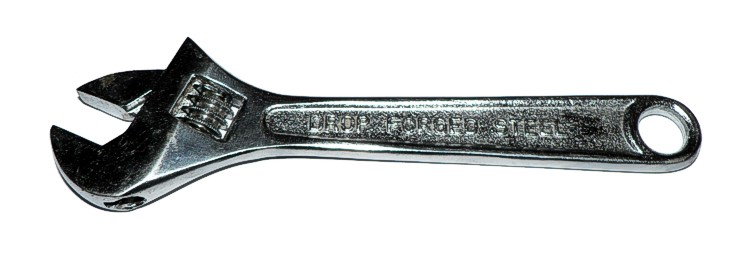
モンキーレンチ

- や行

- やすり
- やっとこ

- ら行

- ラジアルアームソー
- ラジオペンチ
- ラチェットレンチ
- ラチェットケーブルカッタ
- リーマ
- （テーパ）リーマ
- ルータ
- ルータ
- レシプロソー（セーバーソー）
- 六角棒スパナ
- ロッキングプライヤ
- ロータリーハンマ

- わ行

- ワイヤーストリッパ
- ワイヤーツイスター
- ワイヤーブラシ